# Regensburg

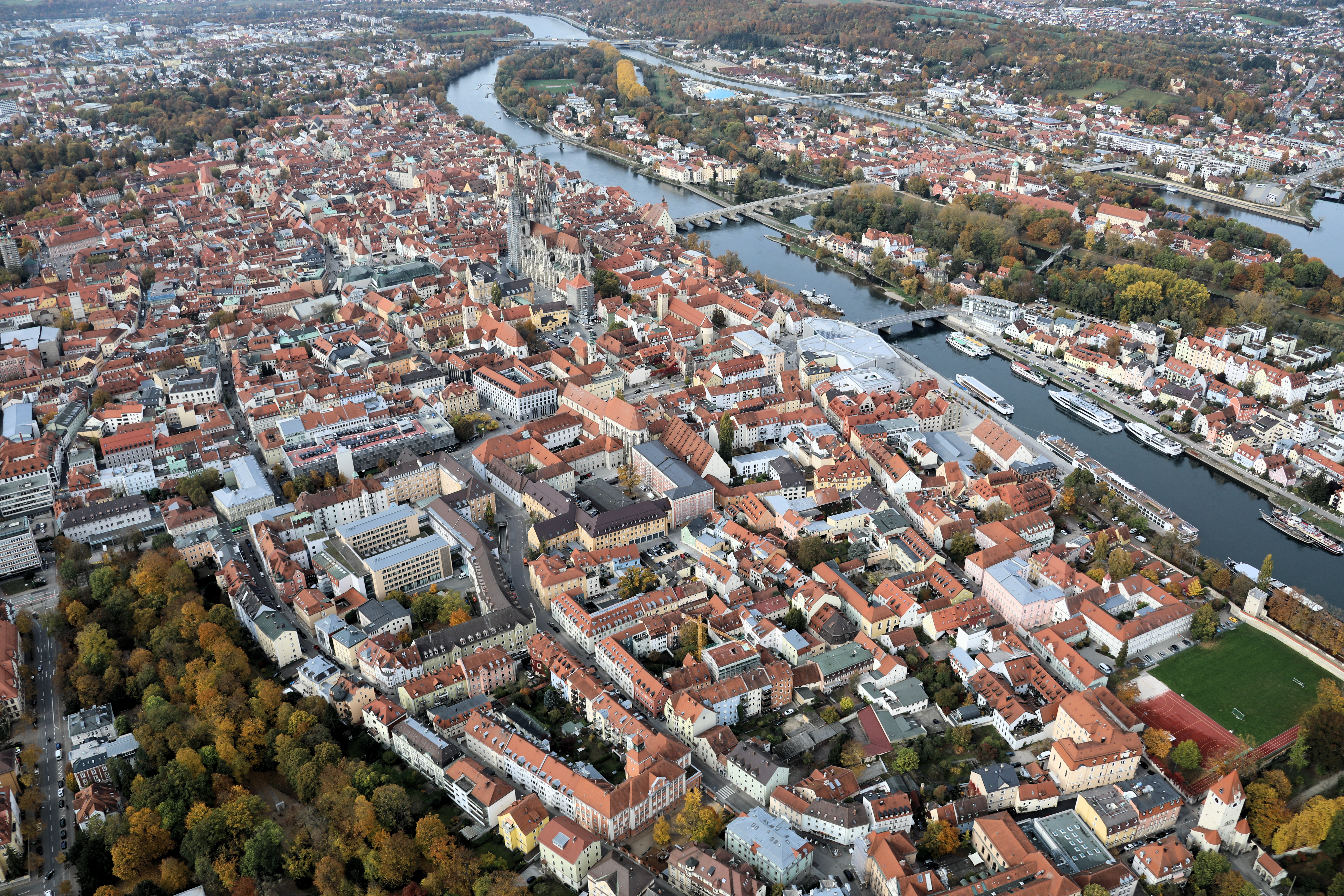
Historische Altstadt (2023)

Die Steinerne Brücke (südlicher Teil) und der Dom St. Peter

Regensburg mit Dom

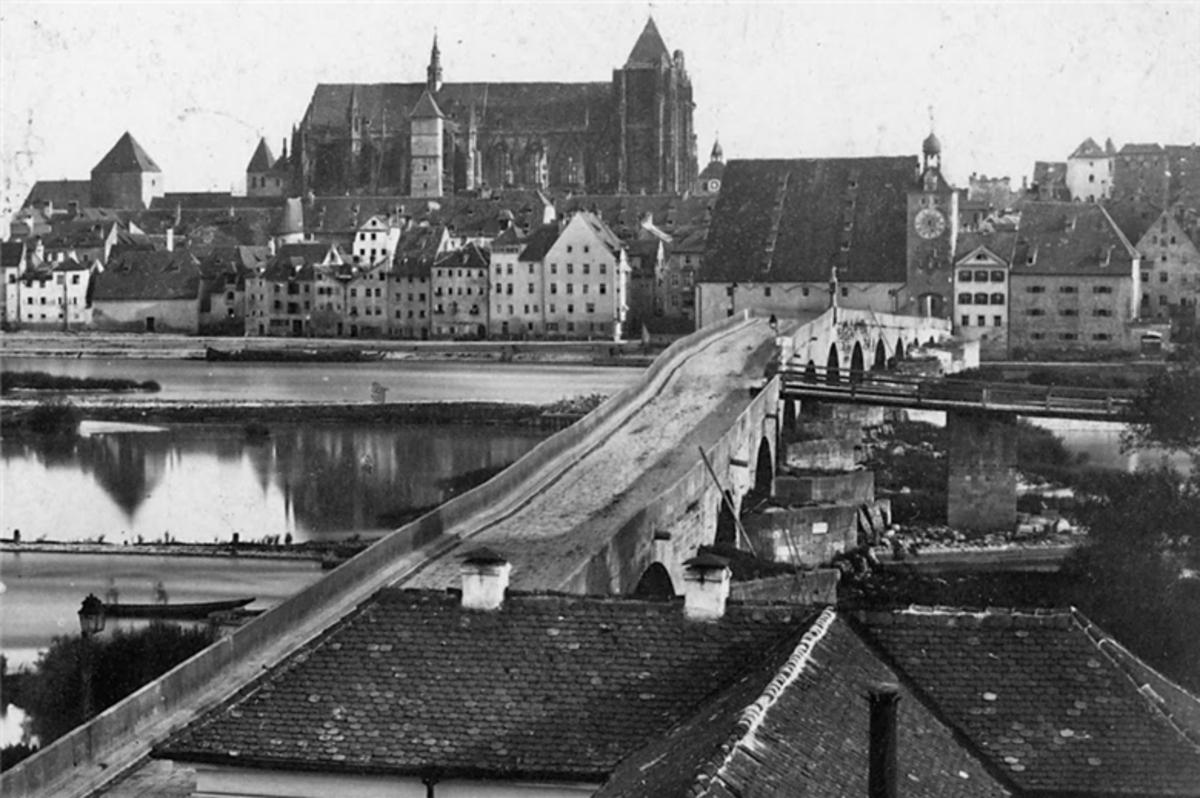
Eine der ältesten bekannten Fotografien Regensburgs: Steinerne Brücke, Salzstadel und Dom von Stadtamhof aus gesehen (letzterer noch ohne Turmhelme) um 1860

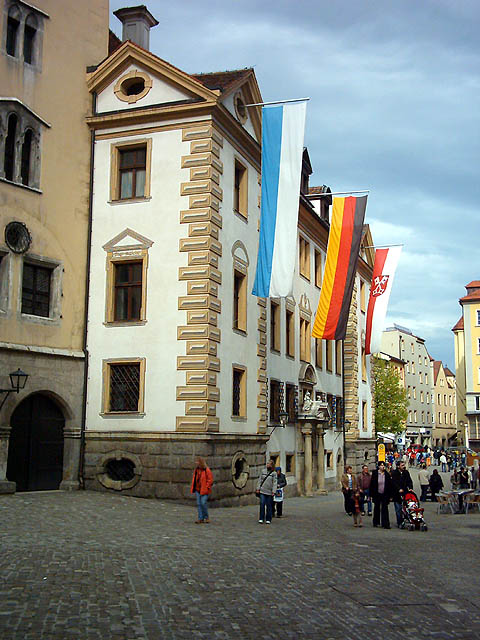
Barockrathaus

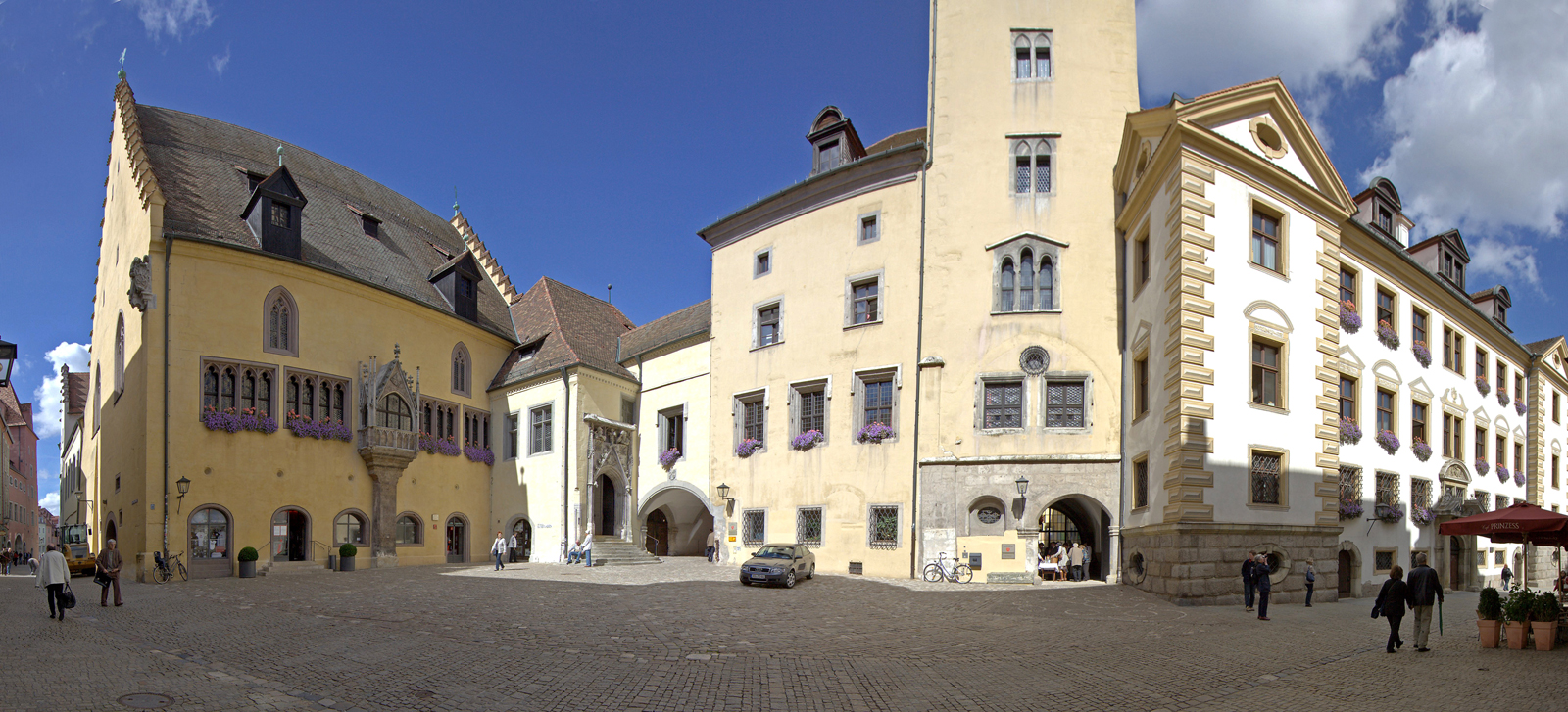
Altes Rathaus mit Reichssaal, Tagungsort des Immerwährenden Reichstags (Panorama-Aufnahme)

Neues Stadtlogo seit 2009

Regensburg (von lateinisch Castra Regina; auch lateinisch Ratisbona oder Ratispona) liegt in Ostbayern und ist Sitz der Verwaltung des Bezirks Oberpfalz und der Regierung der Oberpfalz. Die kreisfreie Stadt ist auch Sitz des Landrats des gleichnamigen Landkreises. Die Stadt ist eines der drei bayerischen Regionalzentren und hat 151.389 Einwohner (31. Dezember 2024). Damit steht die Stadt nach München, Nürnberg und Augsburg an vierter Stelle der Großstädte Bayerns. Die Stadt ist Bischofssitz der im Jahr 739 errichteten Diözese Regensburg.
Die Stadt Regensburg hat römische Wurzeln, nach ca. 175 wurde im östlichen Bereich des heutigen Stadtgebiets das Legionslager Castra Regina errichtet, geschützt von einer weit nach Westen ausgreifenden Schutzmauer mit drei Toren, mit Wasser versorgt vom Vitusbach. Im Mittelalter wurde Regensburg Reichsstadt. Nach dem Dreißigjährigen Krieg wurde die Stadt bis 1806 zum Sitz des Immerwährenden Reichstags des Heiligen Römischen Reichs gemacht.
Wirtschaftlich ist Regensburg stark geprägt vom verarbeitenden Gewerbe (Automobilbau, Maschinenbau, Elektrotechnik, Mikroelektronik). Mit 760 sozialversicherten Beschäftigten je 1000 Einwohner hat Regensburg eine hohe Arbeitsplatzdichte. Die Arbeitslosigkeit liegt etwas unter dem bayerischen Landesdurchschnitt (Januar 2019: 2,9 %; Landesdurchschnitt Januar 2019: 3,3 %). Seit 1962 ist Regensburg Sitz der Universität Regensburg als einer von heute drei Hochschulen in der Stadt. 1978 begann der Bau des zugehörigen Universitätsklinikums. Als erster Bauabschnitt nahm 1984 die Zahnklinik den Betrieb auf, und 1992 begann im Klinikum der allgemeine stationäre Betrieb.
Seit dem 13. Juli 2006 gehört das Ensemble Altstadt von Regensburg mit Stadtamhof mit seinen historischen Baudenkmälern zum UNESCO-Welterbe.

## Geografie

### Lage

Lage Regensburgs

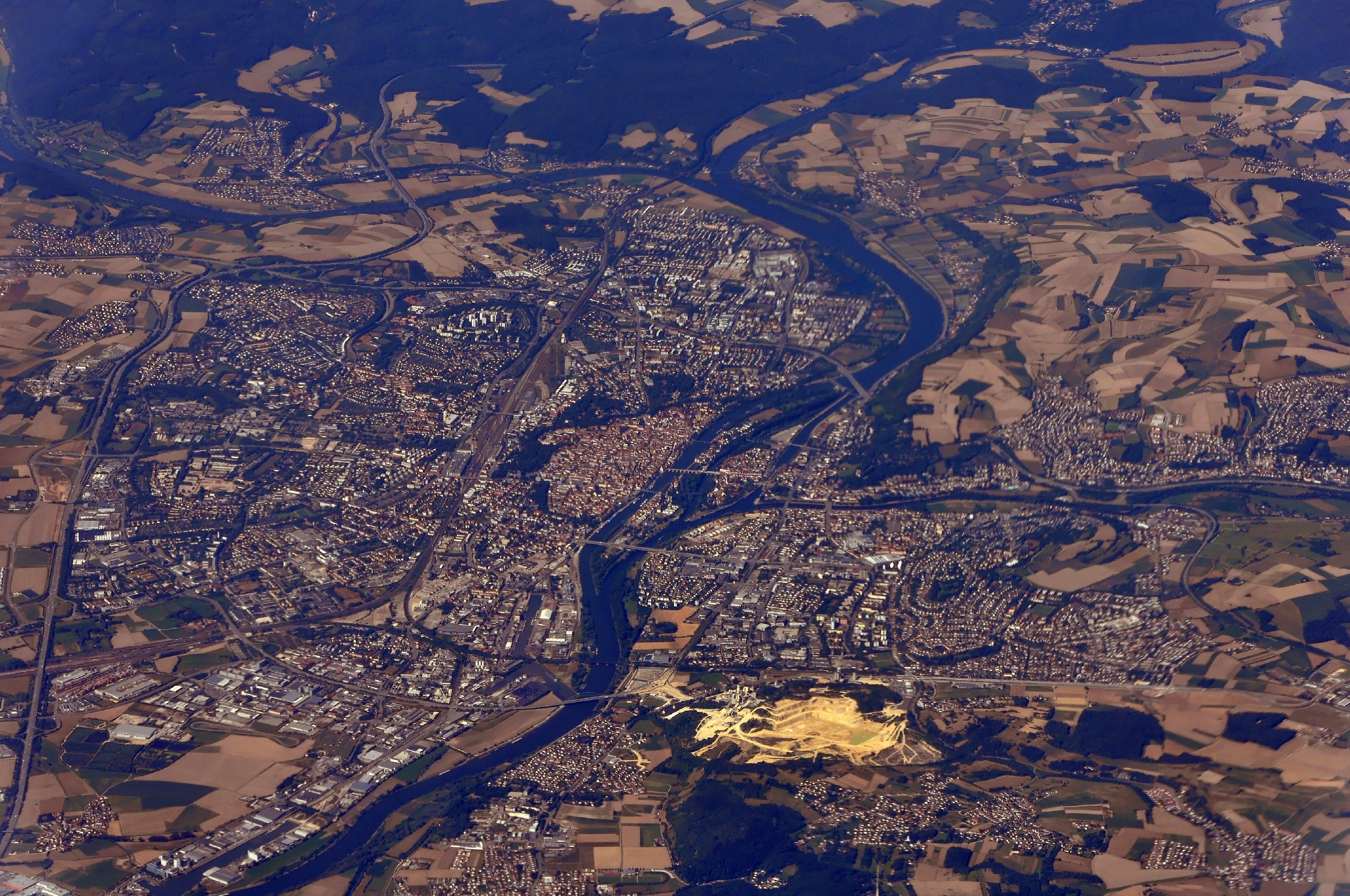
Luftbild aus östlicher Richtung

Regensburg liegt am nördlichsten Punkt der aus Süden anströmenden Donau, die nach der Einmündung des linken Nebenflusses Naab vom West-Ost-Höhenzug der Winzerer Höhen gezwungen wird, ihren Lauf in Richtung Osten zu verändern. Im Stadtgebiet von Regensburg verläuft die Donau – nördlich begleitet vom Europakanal – in zwei Armen mit den dazwischen liegenden zwei großen, besiedelten Donauinseln Oberer Wöhrd (östlicher Zipfel Jahninsel unter der Steinernen Brücke) und Unterer Wöhrd. Danach folgt die Einmündung des von Norden anfließenden Nebenflusses Regen gemeinsam mit dem Europakanal in die Donau.
Der heutige nördliche Stadtteil Stadtamhof war bis 1924 eine eigenständige bayerische Kleinstadt und bildete ursprünglich den nördlichen Uferbereich der Donau. Erst nach 1970 wurde dieser Stadtteil zu der aus heutiger Sicht baulichen Insel, vom Stadtgebiet abgetrennt durch die Fertigstellung des Europakanals. Der Kanal fungiert als Schifffahrtsumgehung für die im Stadtgebiet liegende Steinerne Brücke über die Donau und dient damit als Umgehung der Altstadt von Regensburg.
Im Stadtgebiet stoßen vier sehr unterschiedliche Natur-Großräume aneinander:
- der Fränkische Jura,
- der Bayerische Wald,
- die Donau-Ebene bzw. die niederbayerische Lößebene (Gäuboden) und
- das niederbayerische Tertiär-Hügelland.

Diese Naturräume prägen den Stadtkörper in Form und Ausdehnung, die Stadt befindet sich in einer klassischen „Pfortenlage“ an einer Übergangsstelle zwischen topographischer Enge und Weite. Die Donau verlässt hier das Hügel- und Bergland und fließt in die Gäubodenebene.
Daraus ergibt sich für die Stadtteile im Norden und im Westen kein oder nur wenig Erweiterungspotenzial. Alle künftigen Stadterweiterungsgebiete liegen im Osten und Süden der Stadt, also in der großen Donauebene und in den relativ flachen Ausläufern des niederbayerischen Tertiär-Hügellandes.
In Regensburg endet die historische Bayerische Eisenstraße, die zahlreiche Industrie- und Kulturdenkmäler verbindet. Auf dieser Straße wurden Metalle und Halbfertigprodukte aus der Oberpfalz zum Umschlagplatz Regensburg gebracht. Die Eisenstraße verläuft in ihrem letzten Abschnitt ab Amberg über 60 km als Wasserstraße der Flüsse Vils und Naab, bis die Naab bei Regensburg in die Donau mündet.

### Nachbargemeinden
Folgende Städte und Gemeinden, die zum Landkreis Regensburg gehören, grenzen an die Stadt Regensburg. Sie werden nach dem Uhrzeigersinn beginnend im Norden genannt: Lappersdorf, Zeitlarn, Wenzenbach, Tegernheim, Barbing, Neutraubling, Obertraubling, Pentling, Sinzing und Pettendorf. Regensburg bildet zusammen mit dem Umland einen Ballungsraum mit über 240.000 Einwohnern.

### Stadtgliederung

#### Wachten und Vitusbach
Bis zum Anfang des 19. Jahrhunderts beschränkte sich das Kerngebiet von Regensburg auf das Gebiet des Römerlagers Castra Regina und der danach erstmals im 10. und dann als Erweiterung im 14. Jahrhundert mit Stadtmauern umfriedeten zusätzlichen Gebiete von Klöstern im Süden und Südwesten und von neuen Siedlungsgebieten im Westen und Osten der Stadt.
Seit dem 12. Jahrhundert war das Stadtgebiet von Regensburg, begrenzt durch die Donau und den Verlauf der bereits im 10. Jahrhundert entstandenen Arnulfinischen Stadtmauer in acht Wachten aufgeteilt, denen jeweils ein Wachtherr vorstand, der polizeiliche und militärische Vollmachten hatte. Bis 1663 waren die Wachten für die Rekrutierung der Bürgersoldaten zuständig, danach gab es Berufssoldaten. Die ortstypischen Bezeichnungen der Wachten wurde ab 1803 durch einen Großbuchstaben A bis H, die sog. Litera, vereinfacht und die Häuser in einer Wacht durchnummeriert. So ergab sich eine bis um 1900 weitergeführte Einteilung der Gebäude mit Kurzbezeichnungen aus Buchstabe und Nummer, die auf einigen alten Hausnummernschildern noch heute ersichtlich ist. 1806 kam eine Wacht hinzu, die sog. Feldwacht mit Litera J, für alle Gebiete außerhalb der Stadtmauer. Die Ausweitung der Stadt führte aber bald zu Schwierigkeiten, und ab 1900 ging man über zur Bezeichnungen nach Straßennamen und Hausnummern. Daneben wurde weiterhin eine alte Einteilung des Stadtgebietes beibehalten, die auf dem früheren Verlauf des Vitusbachs beruhte. Der Hauptarm des Vitusbachs, der weit südlich außerhalb der Altstadt entspringt, dessen Verlauf aber bei der Entwicklung der Altstadt eine wichtige Rolle gespielt hat, verlief in Süd-Nord-Richtung in der Oberen und in der Unteren Bachgasse. Er teilte damit die Stadt in ein westliches Stadtgebiet, genannt die Obere Stadt und in ein östliches Stadtgebiet, genannt die Untere Stadt. Die auf der Trennlinie des Baches beruhenden Bezeichnungen waren so alt und gebräuchlich, dass sie bei der Einteilung der Wachten berücksichtigt wurden und sogar offiziellen Charakter annahmen zur Bezeichnung der Lage von Schulen, Pfarreien und Friedhöfen.

#### Siedlungen
Im Gegensatz zu vielen anderen Städten erhielt sich in Regensburg bis in die Neuzeit ein relativ kompakter Siedlungskörper, was zu einer „Stadt der kurzen Wege“ führte. Im Bereich der Innenstadt ist der durch den Grüngürtel gebildete, von der sog. Karl-Anselm-Allee klar begrenzte Bereich der ehemaligen historischen Altstadt, die zunächst von der römischen Mauer, dann von der arnulfinischen Mauer und dann bis zum Ende des 19. Jahrhunderts von der mittelalterlichen Stadtmauer umgeben war, noch heute klar abgrenzbar von den erst nach Abbruch der Stadtmauern 1860 entstandenen aber noch altstadtnahen Neubaugebieten im erweiterten Innenstadtbereich.
Einen zweiten Ring von Siedlungen bilden mehrere altstadtferne Neubaugebiete in älteren entfernten Siedlungen, wie z. B. in den Vororten Ganghofersiedlung im Süden, oder die Konradsiedlung im Norden. Dieser zweite Siedlungsring wurde nach dem Zweiten Weltkrieg im Osten und Westen durch neue, damals moderne Bauten oder Hochhaussiedlungen ergänzt. Mit diesen Siedlungen, die im Verlauf des 20. Jahrhunderts entstanden, wurden der Stadwesten und der Stadtosten und auch große Teile der Höhenzüge im Süden und im Norden der Stadt besiedelt.
Besondere Siedlungsgebiete liegen südlich entfernt der Altstadt, waren ehemals vollständig begrünt und wurden für den Getreideanbau genutzt. Heute ist das Gebiet bebaut mit Gebäuden von Universität und Klinikum.
Ähnliches gilt für das sehr große ehemalige Kasernengelände östlich der Universität, das nach dem Jahr 2000 zu einem Gebiet für viele neue Wohnsiedlungen umgestaltet wurde.
Sehr besondere Siedlungsgebiete sind die beiden Donauinseln, Oberer Wöhrd im Westen und Unterer Wöhrd im Osten, die beide neben Siedlungsgebieten auch naturbelassene Erholungsgebiete bieten.
Zu den äußeren Gliederungselementen der Stadt gehören zwei Ost-West-Höhenzüge: im Norden die Winzerer Höhen mit dem Keilberg und im Süden die Ziegetsdorfer Höhen, gekennzeichnet durch den Sender Regensburg-Ziegetsberg. Zu den inneren Gliederungselementen gehören die vielen großen Grünanlagen und Wasserflächen, besonders aber der innere Altstadtkern, erkennbar am teilweise durch neue Straßen gestörten Grüngürtel der Fürst-Anselm-Allee, die den Verlauf der mittelalterlichen Stadtmauer kennzeichnet, im Innenbereich teilweise gestört von benötigten Infrastrukturbauten wie Haltestellen für Busse und für die geplante Straßenbahn im Außenbereich durch Hauptbahnhof, Bahnlinien, Autobahnen und Bundesstraßen.

#### Eingemeindungen
Mit der Eingemeindung von Kumpfmühl erfolgte 1810/18 ein Sprung in Richtung Süden über die Ost-West-Bahntrasse. Nach Beginn des 20. Jahrhunderts vergrößerte sich Regensburg mit einer Serie von Eingemeindungen, besonders in den Jahren 1924, 1938 und 1977. Für die genaue Auflistung der Stadtbezirke, ihrer Fläche und der Folge der Eingemeindungen einschließlich der hinzugewonnenen Fläche siehe Einwohnerzahl und Fläche von Regensburg.

### Klima
Die Stadt befindet sich in einem Übergangsklima, das sowohl ozeanischen als auch kontinentalen Einflüssen ausgesetzt ist. Mit einer mittleren Tagesminimaltemperatur von −3,6 Grad Celsius im kältesten Monat Januar (Betrachtungszeitraum 1971–2000), hat Regensburg gemäß Köppen-Geiger ein warm-feuchtes Kontinentalklima (Dfb). Die Winter in jüngerer Zeit sind allerdings so mild ausgefallen, dass das Klima der Stadt inzwischen mehr dem ozeanischen Klima (Cfb) zuzuordnen ist. Das Regensburger Klima zeichnet sich insbesondere durch stabile und trockene Sommer aus und unterscheidet sich damit vom im Sommer regenreichen Klima des Voralpenlandes. Für den im Voralpenland üblichen Föhn ist Regensburg die nördliche Grenze. Er gibt vom Keilberg aus den Blick auf die Alpen frei, sein Auftreten ist außerordentlich selten. Im Gegensatz dazu halten sich im Herbst und Winter sehr lange beständige Nebel und Hochnebel, wobei längere Perioden mit einer geschlossenen Schneedecke selten sind. Bedingt durch seine Talkessellage litt Regensburg in früheren Zeiten häufig unter Smog. Die durchschnittliche Jahrestemperatur beträgt 8,0 Grad Celsius, die mittlere jährliche Niederschlagsmenge 646 Millimeter. Damit liegt Regensburg am unteren Rand der Städte Bayerns.
Die wärmsten Monate sind Juni bis August mit durchschnittlich 16,2 bis 18,0 Grad Celsius und die kältesten Dezember bis Februar mit −0,9 bis −2,7 Grad Celsius im Mittel.
Die größte Niederschlagsmenge fällt von Juni bis August mit durchschnittlich 74 bis 93 Millimeter, die geringste im März und November mit durchschnittlich 33 bis 39 Millimeter.
|                        | Jan  | Feb  | Mär  | Apr  | Mai  | Jun  | Jul  | Aug  | Sep  | Okt  | Nov  | Dez  |   |       |
| Mittl. Temperatur (°C) | −1,2 | −0,1 | 4,8  | 8,5  | 13,6 | 16,4 | 18,4 | 18,4 | 14,3 | 8,8  | 3,1  | 0,2  | ⌀ | 8,8   |
| Mittl. Tagesmax. (°C)  | 1,2  | 3,4  | 9,1  | 13,9 | 19,4 | 21,9 | 24,1 | 24,2 | 19,3 | 12,7 | 5,6  | 2,4  | ⌀ | 13,2  |
| Mittl. Tagesmin. (°C)  | −3,6 | −3,1 | 0,5  | 3,2  | 7,8  | 10,9 | 12,8 | 12,6 | 9,3  | 4,9  | 0,6  | −2,0 | ⌀ | 4,5   |
|                        |      |      |      |      |      |      |      |      |      |      |      |      |   |       |
| Niederschlag (mm)      | 40,8 | 34,1 | 39,2 | 38,6 | 57,0 | 80,8 | 81,4 | 64,7 | 52,1 | 48,8 | 48,5 | 50,0 | Σ | 636   |
|                        |      |      |      |      |      |      |      |      |      |      |      |      |   |       |
| Sonnenstunden (h/d)    | 1,4  | 2,5  | 4,1  | 5,4  | 6,7  | 6,9  | 7,6  | 7,0  | 5,3  | 3,5  | 1,5  | 1,2  | ⌀ | 4,4   |
|                        |      |      |      |      |      |      |      |      |      |      |      |      |   |       |
| Regentage (d)          | 9,0  | 7,9  | 8,5  | 8,0  | 9,6  | 11,3 | 11,3 | 9,5  | 8,3  | 7,7  | 9,9  | 10,4 | Σ | 111,4 |
|                        |      |      |      |      |      |      |      |      |      |      |      |      |   |       |
| Luftfeuchtigkeit (%)   | 88   | 84   | 78   | 72   | 71   | 71   | 70   | 74   | 79   | 84   | 88   | 89   | ⌀ | 79    |

| −3,6 |

| −3,1 |

| 0,5 |

| 3,2 |

| 7,8 |

| 10,9 |

| 12,8 |

| 12,6 |

| 9,3 |

| 4,9 |

| 0,6 |

| −2,0 |

| −3,6 |

| −3,1 |

| 0,5 |

| 3,2 |

| 7,8 |

| 10,9 |

| 12,8 |

| 12,6 |

| 9,3 |

| 4,9 |

| 0,6 |

| −2,0 |

## Geschichte

### Ursprung

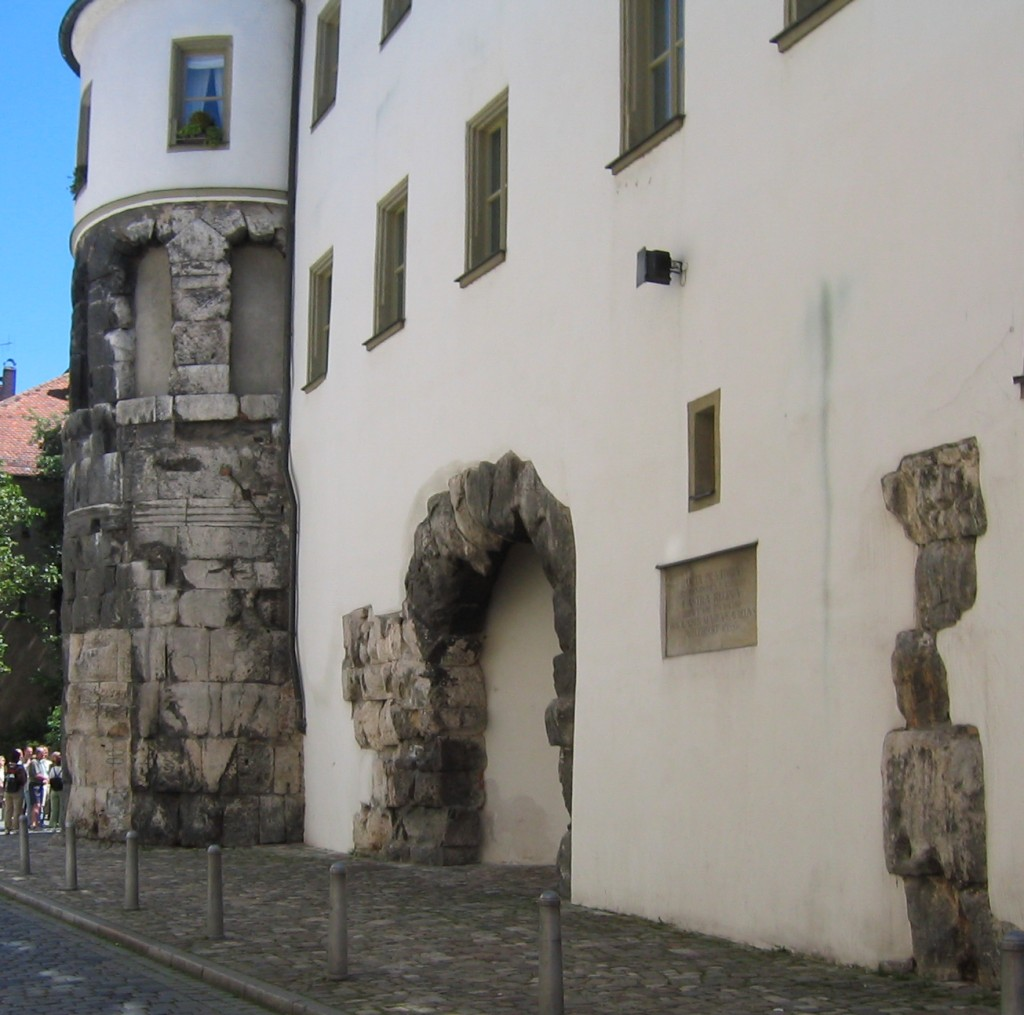
Porta praetoria

Erste nachgewiesene Siedlungsspuren reichen bis um 5000 vor Christus zurück. Der Regensburger Donaubogen ist bereits seit der Steinzeit besiedelt.
Anfang 2006 wurden etwa 100 m östlich der Mauern des späteren Legionslagers keltische Gräber mit teilweise hochwertigen Grabbeigaben gefunden. Sie wurden auf etwa 400 v. Chr. datiert.
Regensburg kann mit der Einrichtung eines römischen Lagers im Jahr 179 eine Ersterwähnung durch den Kaiser Mark Aurel nachweisen. Im Laufe der Jahrhunderte ist Regensburg mit einer Vielzahl von Namen bedacht worden. Das weist auf die reichhaltige Geschichte hin. Der Name Radaspona ist erstmals um 770 bei Arbeo von Freising in der Literatur zu finden, geht aber vermutlich auf ältere keltische Bezeichnungen zurück. Daraus entstand die französische Benennung Regensburgs „Ratisbonne“ und die italienische „Ratisbona“. Der Namensursprung beruht auf zwei keltischen Wörtern: rate oder ratis ‚Wall, Stadtmauer‘ und bona ‚Gründung‘ oder ‚Stadt‘.
Daneben wurde die Stadt auch mit humanistisch geprägten Neubildungen wie Quadrata, Germanisheim, Hydatospolis, Ymbripolis, Reginopolis und Tyberina bedacht.

### Vom Römerkastell zum Bischofssitz (Zeit bis 1200)

#### Antike

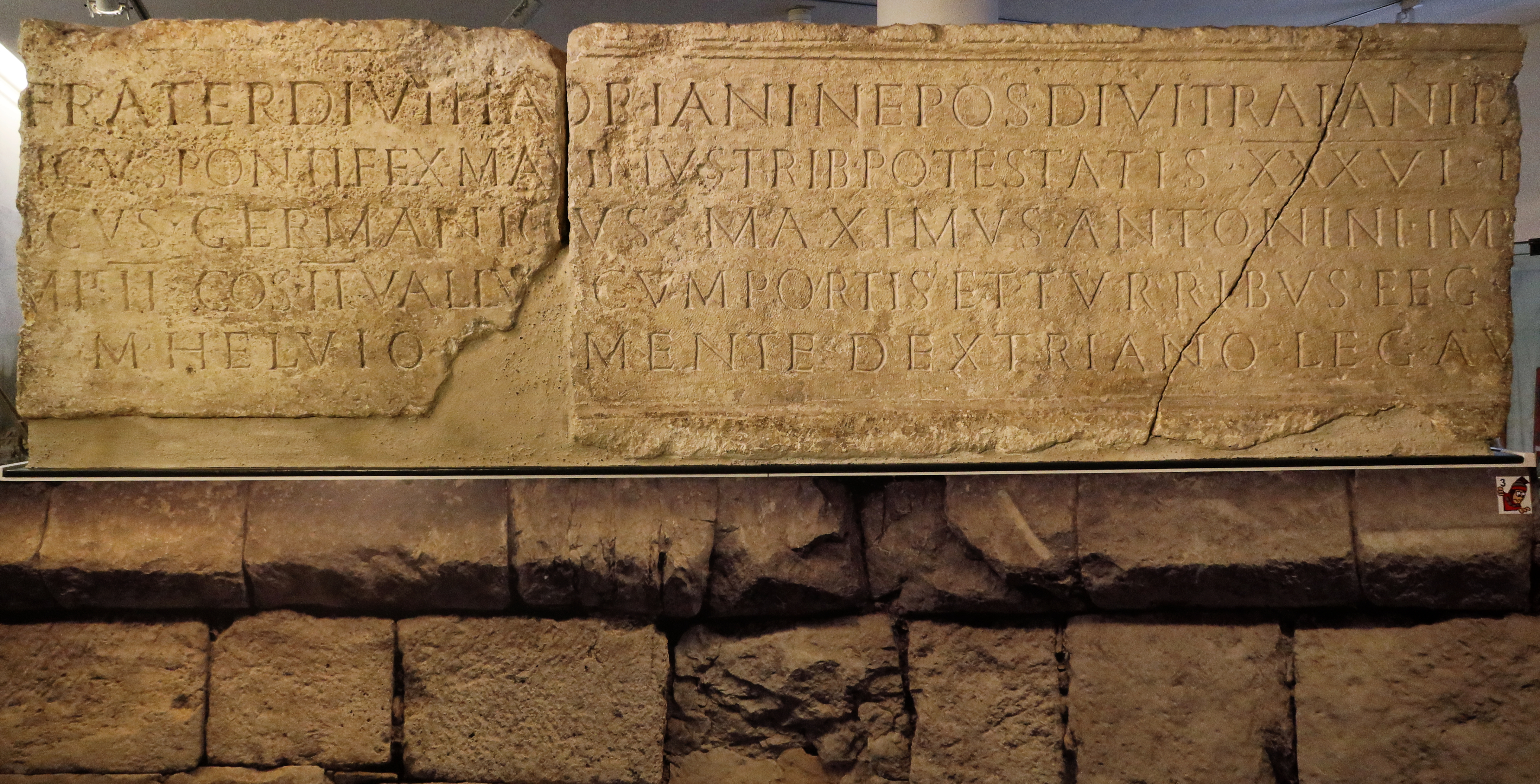
Die erhaltene Bauinschrift von Castra Regina nennt Kaiser Mark Aurel.

Die römische Geschichte Regensburgs beginnt etwa um 79 n. Chr. mit der Einrichtung des Kohortenkastells Kumpfmühl auf dem Gebiet des heutigen Stadtteils Kumpfmühl-Ziegetsdorf-Neuprüll. Das Lager diente als Beobachtungsposten für die Naab- und Regenmündung und war durch Graben und Pfahlpalisaden gesichert, später auch durch eine Steinmauer. Im Lager waren Hilfstruppen stationiert, und zwar entweder eine rund 500 Mann starke berittene Kohorte oder eine rund 1000 Mann starke Doppelkohorte Fußsoldaten. Bald bildete sich um das Kastell eine Zivilsiedlung (vicus). Daneben gab es auch eine Ansiedlung in Form eines langgezogenen Dorfes (vicus), das im Bereich der heutigen westlichen Altstadt am Bismarckplatz begann und entlang einer zur Donau führenden Straße verlief, wo am Ufer ein Schiffsanlegeplatz nachgewiesen wurde. Wie Ausgrabungen in den Jahren 1967/77 gezeigt haben, hat diese Donausiedlung schnell eine größere Ausdehnung erreicht, die sich nach Osten bis hin zum später entstandenen Legionslager Castra Regina erstreckte. Reste eines römischen Beobachtungsturmes wurden nahe der Naabmündung gefunden. Für diese Zeit (2. Jahrhundert) wird auch die älteste römische Brauerei nördlich der Alpen vermutet (siehe Römer-Pavillon am Kornweg). Das Kastell und die Zivilsiedlungen wurden in den Markomannenkriegen in der zweiten Hälfte der 160er-Jahre zerstört.

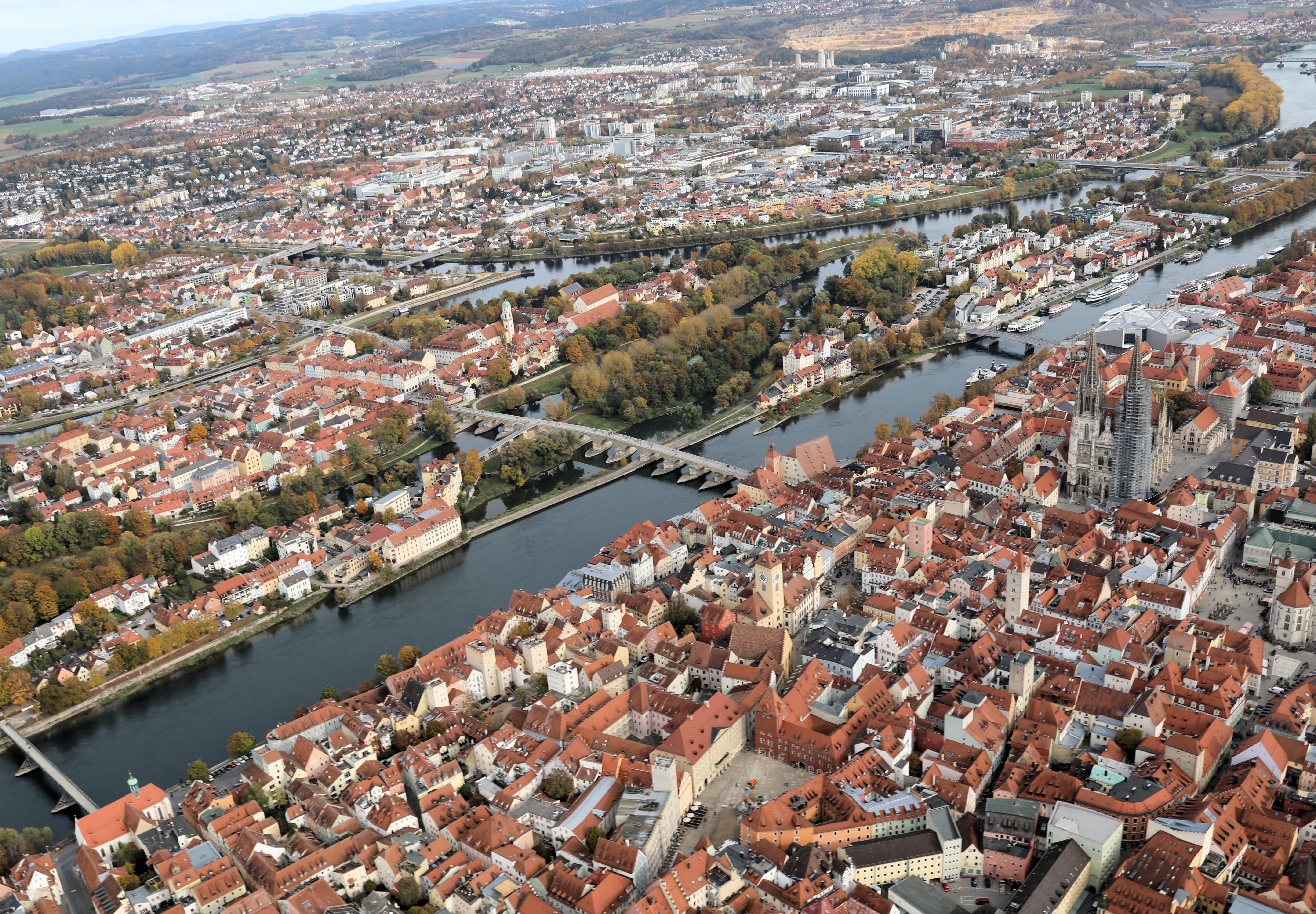
Regensburger Altstadt, Unterer Wöhrd, Stadtamhof (2023)

Nach dem Zurückdrängen der Markomannen bis etwa 170 n. Chr. wurde auf Anordnung von Kaiser Mark Aurel ab ca. 175 das Legionslager Castra Regina (Lager am Regen) errichtet. Dieser Steinbau mit seiner etwa 10 Meter hohen Mauer, den vier Toranlagen und zahlreichen Türmen ist heute noch gut im Grundriss der Regensburger Altstadt erkennbar. Von seiner Einweihung im Jahre 179 n. Chr. ist heute noch die steinerne Inschrift erhalten, die sich einst über dem Osttor befand und als die Gründungsurkunde Regensburgs gilt. Im Lager war die III. Italische Legion mit rund 6000 Soldaten stationiert. Es war militärischer Hauptstützpunkt der Provinz Raetia und bildete somit eine Ausnahme im römischen Verwaltungssystem, da die Legion nicht in der Provinzhauptstadt Augsburg stationiert war. In der Spätantike wurde die Legion verkleinert, aber das Kastell blieb besetzt. Während der Wirren der sogenannten Völkerwanderung kam es dann im Verlauf des späteren 5. Jahrhunderts zur militärischen Aufgabe des Kastells, das fortan eine mauerbewehrte Zivilsiedlung war.

#### Frühes Mittelalter

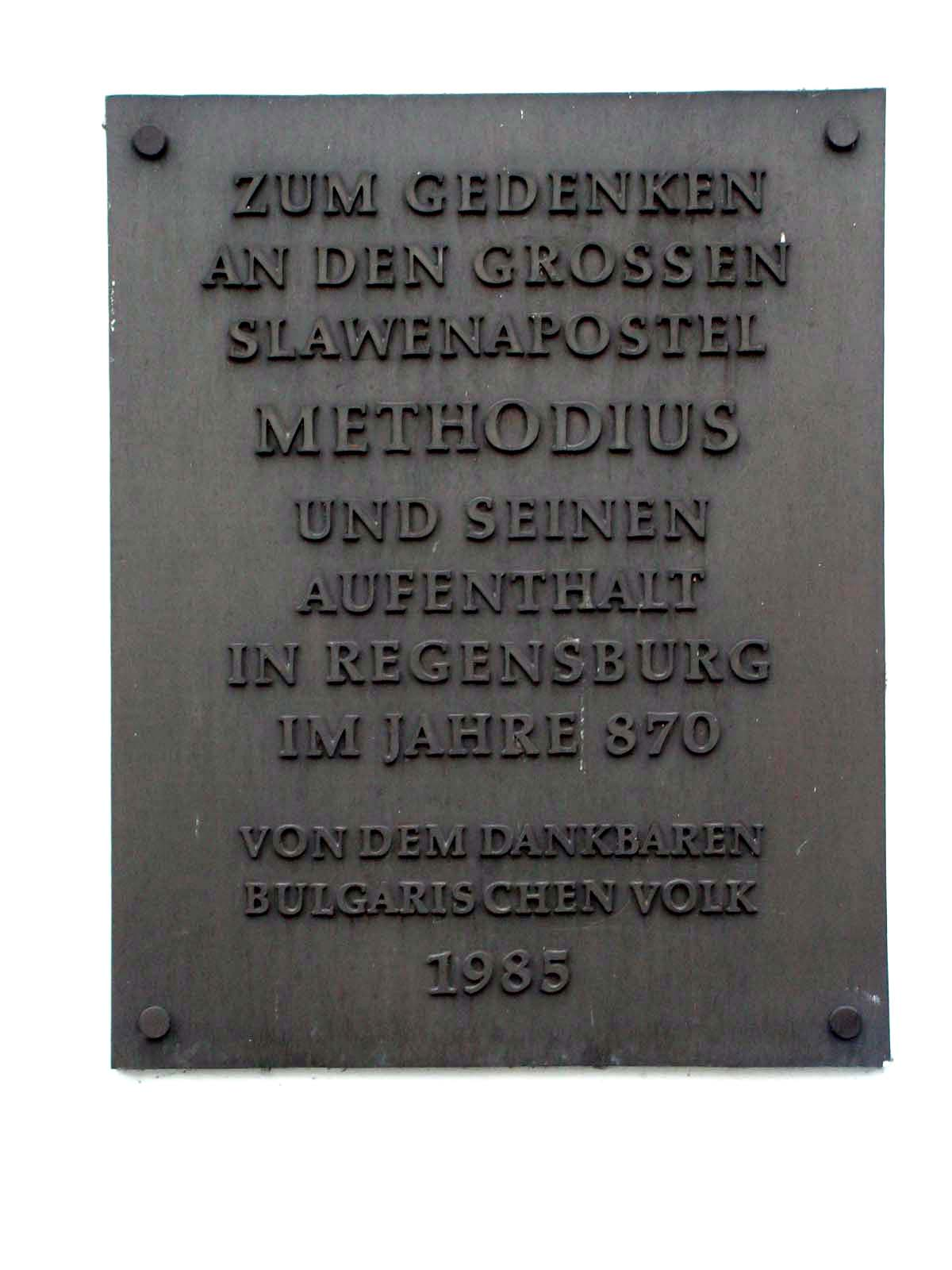
Gedenktafel für die Gefangensetzung des Apostelgleichen Heiligen Methodius, Slawen-Apostel und erster Erzbischof von Mähren und Pannonien, in Regensburg an der Alten Kapelle

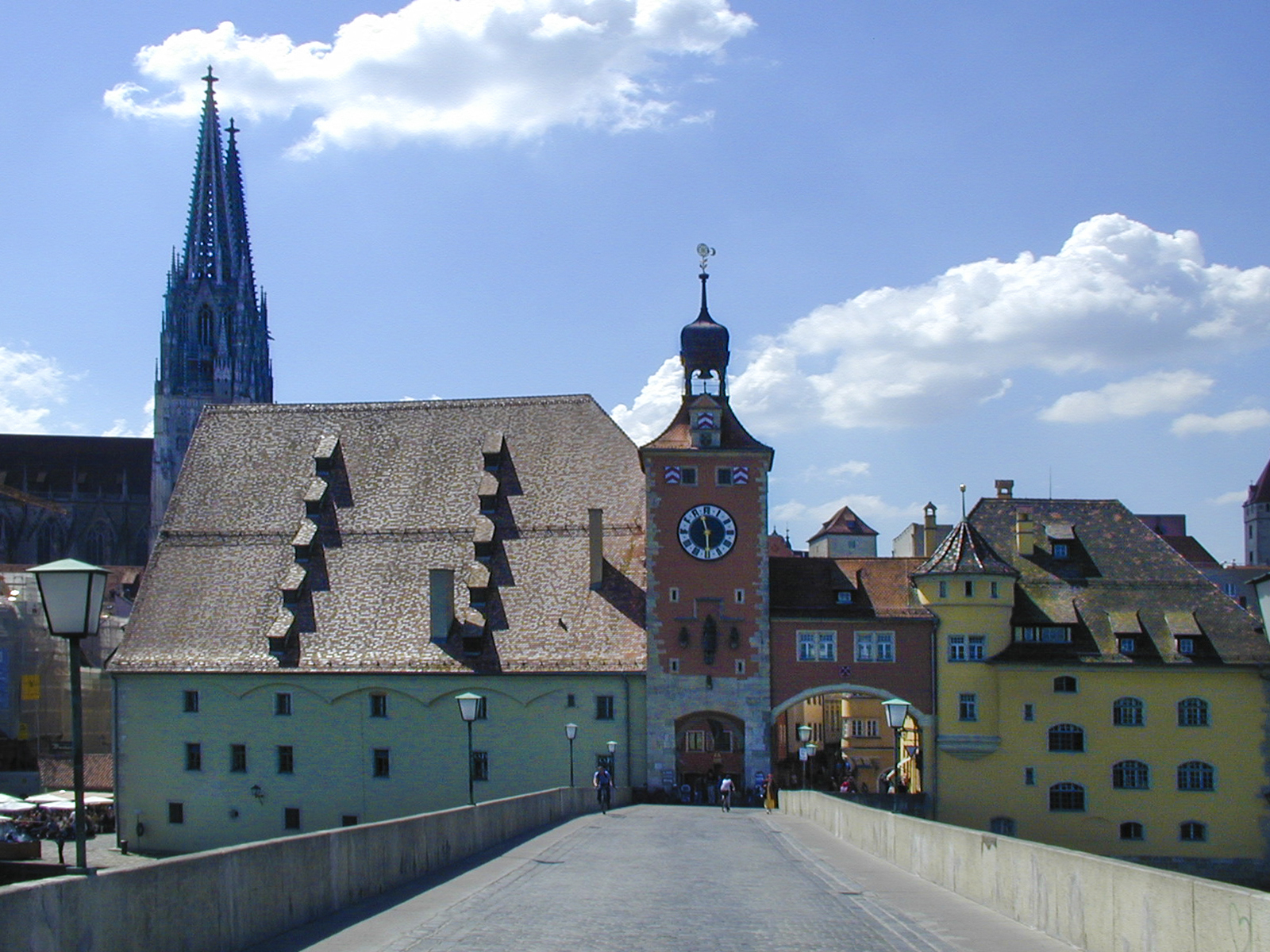
Salzstadel mit Stadttor und Steinerner Brücke, dahinter der Dom

Von etwa 500 bis 788 war Regensburg der Hauptsitz der Herzöge der Bajuwaren aus dem Geschlecht der Agilolfinger. Regensburg wurde zu einem bedeutenden Zentrum des frühen bairischen Stammesherzogtums. Herzog Odilo verwirklichte im Jahr 739 die bairische Diözesaneinteilung. Die Bistümer Regensburg, Freising, Passau und Salzburg wurden kirchenrechtlich gegründet und ihre Grenzen festgelegt. Nach seinem Sieg über den bairischen Herzog Tassilo III. verbrachte Karl der Große zwei aufeinanderfolgende Winter (791–793) in der alten bairischen Herzogsstadt Regensburg, um die Einverleibung Baierns in das Fränkische Reich persönlich abzusichern. Unter Ludwig II. dem Deutschen wurde Regensburg wieder Residenz und Verwaltungszentrum.
Regensburg ist eines der ältesten Bistümer Deutschlands, das bereits einige Jahrzehnte bestand, als es 739 von Bonifatius dem Canonischen Recht und somit dem Bischof von Rom unterstellt wurde. Überreste diverser aufeinander folgender Epochen finden sich unter anderem in den Ausgrabungen unter der Niedermünster-Kirche, zu einer der ältesten Klosteranlagen der Stadt gehörig, der auch die sogenannte Erhardi-Krypta zuzuordnen ist. Ähnlich alt ist die romanische Kapelle St. Georg und Afra. Auch wenn Regensburg als Reichsstadt ab 1542 protestantisch war, blieb die Stadt immer katholische Bischofsstadt, obwohl sie zeitweise von anderen Bistümern mitverwaltet wurde.

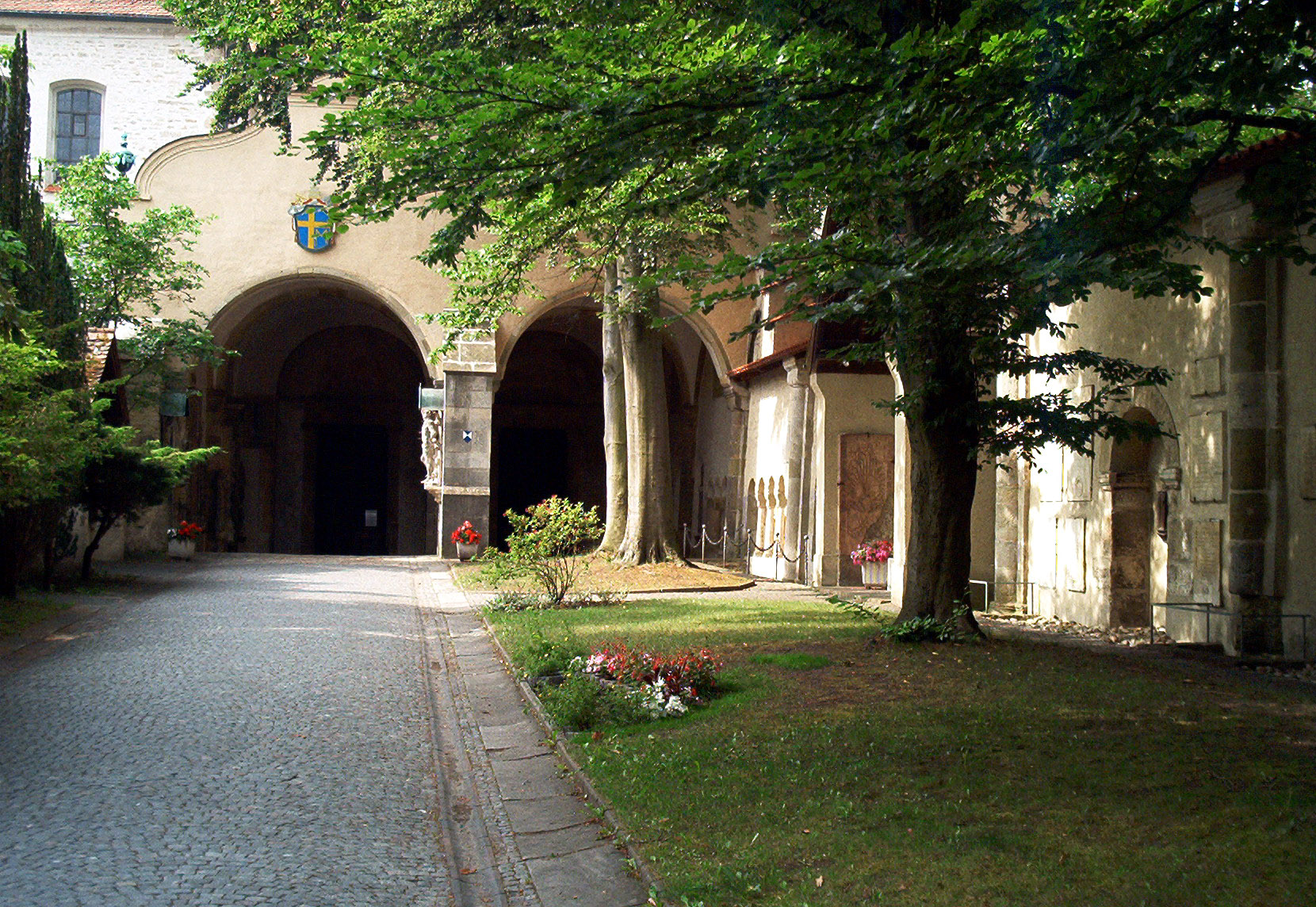
Kloster Sankt Emmeram

Im 9. Jahrhundert war Regensburg eine der wichtigsten Städte des ostfränkischen Karolingerreiches. Hemma († 876), die Gemahlin des ostfränkischen Königs Ludwig der Deutsche, sowie die beiden letzten ostfränkischen Karolingerherrscher, Kaiser Arnulf von Kärnten († 899) und sein Sohn König Ludwig das Kind († 911) wurden in der Benediktinerabtei St. Emmeram beigesetzt, einem Kloster, das damals noch außerhalb der ummauerten Stadt lag. Erst unter dem bayerischen Herzog Arnulf I. wurde das Kloster St. Emmeram um 920 durch den Bau der neuen Arnulfinischen Stadtmauer in die ummauerte Stadt einbezogen. Der Bischof residierte – wie in allen mittelalterlichen Städten – im Episcopium, in nächster Nähe des Doms, seiner Bischofskirche, innerhalb der ummauerten Stadt.

#### Hohes Mittelalter
Im Jahre 954 zog sich Liudolf, der älteste Sohn Ottos des Großen, nach dem Scheitern seines Aufstandes gegen seinen Vater nach Regensburg zurück. Nach einer mehrmonatigen Belagerung der Stadt durch Ottos Bruder Heinrich wurde Regensburg erobert und in Brand gesteckt; Liudolf gelang jedoch die Flucht.
Eine Regensburger Stadtsage aus dieser Zeit ist die Dollingersage.
Durch Fernhandel bis Paris, Venedig und Kiew erlebte die Stadt ihre wirtschaftliche Blütezeit. Sie war damals eine der wohlhabendsten und einwohnerstärksten Städte Deutschlands. Um das Jahr 1050 war die Stadt mit ca. 40.000 Einwohnern sogar die größte des Reiches, noch vor Rom oder Köln. Regensburg war, wie der Gesandte des Kalifen von Córdoba Ibrahim ibn Yaqub berichtet, ein Zentrum des mittelalterlichen Sklavenhandels, bei dem kriegsgefangene Slawen und Balten in den muslimischen Herrschaftsbereich exportiert wurden.
Die romanische und gotische Architektur des Mittelalters bestimmt noch heute das Gesicht der Altstadt. Ein Zeichen für den damaligen Wohlstand der Stadt ist der Bau der Steinernen Brücke von 1135 bis 1146. Das mittelalterliche Bauwunder trug zur weiteren Steigerung des Wohlstandes der Stadt im 13. Jh. bei und wurde zum Vorbild für viele andere Brückenbauten, zum Beispiel für die Judithbrücke (Vorläuferin der Karlsbrücke) in Prag. Die Brücke ist zugleich Symbol für den Aufstieg der bürgerlichen städtischen Selbstverwaltung: Im Brückenprivileg Kaiser Barbarossas vom 26. September 1182 wird mit dem Brückenmeister (magister pontis) Herbord erstmals ein städtischer Funktionsträger namentlich genannt.
Im Mai 1147 brach Konrad III. in Regensburg zum zweiten Kreuzzug auf, der strategisch günstige Donauübergang dürfte dafür mit den Ausschlag gegeben haben. Kaiser Friedrich I. Barbarossa brach hier im Mai 1189 mit einer großen Streitmacht zum dritten Kreuzzug auf.

### Freie Stadt und Reichsstadt (1200 bis 1800)

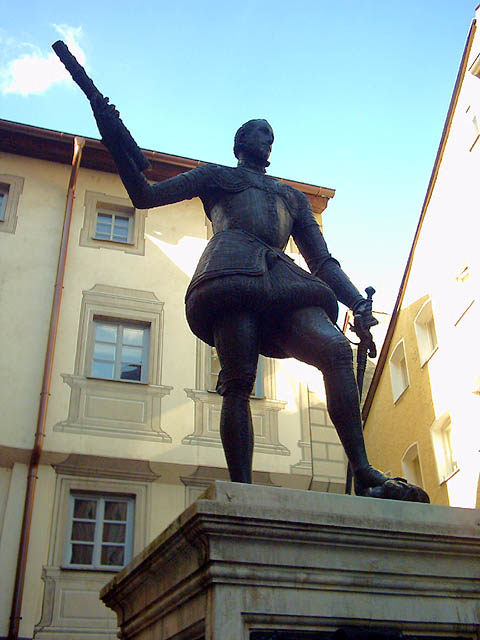
Denkmal des Don Juan de Austria, Sieger in der Seeschlacht von Lepanto. Kopie von 1978 nach originalem Vorbild aus Messina von 1572

#### Späte Stauferzeit
In den Jahren 1207 und 1230 verliehen König Philipp von Schwaben und Kaiser Friedrich II. der Stadt umfangreiche Privilegien (in der Forschung als Philippinum bzw. Fridericianum bekannt), die in der Folge den Aufstieg zur Freien Stadt ermöglichten. Schon am 10. November 1245 erreichten die Regensburger Bürger, dass Kaiser Friedrich II. der Stadt das Recht der Selbstverwaltung mit dem Privileg „einen Bürgermeister und Rat zu setzen“ bestätigte. Der nach dem Bau der Steinernen Brücke verstärkt einsetzende lukrative Fernhandel machte die Stadt zu einer Drehscheibe des Ost-West- und Nord-Süd-Handels. In der Stadt, die damals immer noch als eine der größten Städte des Reiches ca. 20.000 Einwohner hatte, entstand ein reiches Bürgertum von etwa 2000 Personen, die politisch eine Rolle spielten. Die Oberhäupter von 50 – 60 dieser Familien bildeten das Patriziat, aus denen sich die Stadtregierung zusammensetzte. Die Regensburger Patrizierfamilien begannen eine rege Bautätigkeit und es entstanden mächtige Patrizier-Hausburgen aus Stein mit Geschlechtertürmen als Statussymbol, von denen der Goldene Turm in ursprünglicher Höhe erhalten ist. Nach dem Muster der Hausburgen wurde auch der älteste Teil des heutigen Alten Rathauses mit seinem Turm erbaut. In dieser Zeit der reichen Patrizier entstanden auch die Bettelordenskirchen und -klöster, wie die Minoritenkirche und die Dominikanerkirche St. Blasius.

#### Spätes Mittelalter
Die in der Stadt residierenden bayerischen Herzöge der Wittelsbacher konnten wegen interner Konflikte nach der bayerischen Landesteilung von 1255 die Entwicklung der Stadt zur Unabhängigkeit nicht aufhalten. Sie gaben ihre Residenz in Regensburg am Kornmarkt auf, verließen Regensburg und zogen 1259 nach Landshut. Sie behielten aber weiterhin ihre seit 1185 bestehenden Rechte in der Stadt, wie Münzregal, Geleitrecht und Gerichtsbefugnisse in Vogteien. Die Rechte wurden an reiche Bürger oder an die Stadt verpfändet, was für die Stadt eine finanzielle Last bedeutete. Damit begann ein über vier Jahrhunderte andauernder Konflikt der Stadt mit den Herzögen des Herzogtums Bayern und mit den Regensburger Fürst-Bischöfen des Hochstifts Regensburg, deren Territorien das relativ kleine Stadtgebiet von Regensburg umschlossen. Dabei blieb es immer das Ziel der bayerischen Herzöge, die Lebensfähigkeit der Stadt Regensburg zu untergraben, um ihre verlorene Hauptstadt zurückzugewinnen.
Vermutlich um 1273 wurde mit dem Bau des Regensburger Doms St. Peter begonnen. Zusammen mit der Steinernen Brücke ist der Dom das Wahrzeichen der Stadt. Ab 1293 begann auch der Bau der mittelalterlichen Stadtmauer mit sieben neuen Stadttortürmen, mit der die neuen Vorstädte im Westen und Osten und mehrere Kirchen und Klöster in das Stadtgebiet einbezogen wurden.
Am Beginn des 14. Jahrhunderts deutete sich in Regensburg ein wirtschaftlicher Abschwung an, verursacht durch Verlagerungen der Handelswege im Ost- und Orienthandel. Davon profitierten bereits ab dem späten Mittelalter andere Städte wie Augsburg, Wien und Nürnberg, die wirtschaftliche Zuwächse und – anders als Regensburg – zunehmende Einwohnerzahlen zu verzeichnen hatten. Den sinkenden Einnahmen standen hohe Kosten gegenüber, denn am Beginn des Jahrhunderts entstanden im Verlauf von 30 Jahren die Stadtbefestigungsanlagen.
Ab 1330 kam es im Süden des Reiches in vielen Städten zu Unruhen und Aufständen der Zünfte und Handwerker, die von den Patriziern die Beteiligung an der Stadtregierung forderten. In Regensburg nahmen die Aufstände ganz besondere Ausmaße an, weil sich der von Kaiser Ludwig IV. unterstützte Patrizier Friedrich Auer zunächst mit den Zünften verbündete und ins Bürgermeisteramt aufstieg. Dort entfaltete er aber ein diktatorisches Regime und wurde 1334 wieder gestürzt. Friedrich Auer zog sich auf die Burg Brennberg in der Nähe von Regensburg zurück und betätigte sich von dort aus als Raubritter auf den Handelswegen der Regensburger Patrizier. Die durch den Auer-Aufstand verunsicherte und geschwächte Stadt Regensburg wurde 1337 überraschend von einem Heer des Kaisers Ludwig IV. bedroht, der – getreu seiner Herkunft aus dem Hause Wittelsbach – die Situation nutzen wollte und einen neuen, letztlich aber erfolglosen Versuch unternehmen wollte, die Stadt Regensburg in das Herzogtum Bayern zurückzuholen.
Sicher hatte auch die erste große Pestpandemie, die von 1347 bis 1353 ganz Europa und Vorderasien überzog und einen drastischen Rückgang der Bevölkerung zur Folge hatte, einen schädigenden Einfluss auf die wirtschaftliche Entwicklung der Fernhandelsstadt Regensburg. Wohl noch gravierendere Auswirkungen auf die wirtschaftliche Lage der Stadt hatten aber die immer stärker werdenden Blockadeaktionen der bayerischen Herzöge und ihre zunehmenden Schikanen gegen die städtischen Kaufleute und Händler. Deshalb trat die Stadt Regensburg 1381 dem Schwäbischen Städtebund bei. Der Bund hatte sich dem Schutz seiner ca. 50 Mitglieder vor den jeweiligen Landesfürsten verschrieben und war auch bereit, militärischen Druck auf die Fürsten auszuüben. So kam es im Jahr 1388 im Städtekrieg auch zu militärischen Aktionen im Umland von Regensburg, bei denen das Heer des bayerischen Herzogs Albrecht I. nicht nur die städtischen Weinberge zerstörte. Eine Belagerung der Stadt Regensburg blieb aber ohne Erfolg. Der Städtekrieg wurde mit dem Landfrieden von Eger beendet, der die vor dem Krieg bestehende Situation nicht veränderte. Die Städte wurden zu hohen Kriegsentschädigungen verpflichtet und hatten ihre eigenen hohen Kriegskosten zu tragen. Außerdem sah sich der Rat der Stadt Regensburg gezwungen, die Ausgaben zur Verbesserung der Stadtbefestigung zu erhöhen, um die Unabhängigkeit zu erhalten. Dadurch verschlechterte sich die bereits schwierige Finanzlage der Stadt zum Ende des Jahrhunderts noch weiter.
Im 15. Jahrhundert setzte sich der wirtschaftliche Niedergang Regensburgs fort und führte zum Bankrott der Stadt. Eingeleitet wurde der Absturz als 1419 die Hussitenkriege begannen. Die Kämpfe weiteten sich auch in die Oberpfalz aus und endeten 1434 mit der Niederlage der Hussiten und dem Verlust von Wirtschaftskraft und Absatzgebieten in der Region Böhmen und den weiter im Nordosten gelegenen Absatzgebieten, die nun für Regensburger Fernhandels-Kaufleute nicht mehr erreichbar waren. Die desolate Finanzlage der Stadt hatte sich verschlimmert, da in Erwartung der Hussiten der nördliche Brückenkopf der Steinernen Brücke verstärkt worden war und dafür die östlichen Bauten des Katharinenspitals abgebrochen werden mussten.
Es kam zum Abfluss von Kapital und zum Wegzug reicher Familien aus Regensburg, denn die nur vom Fern- und Transithandel lebende Stadt hatte es im 14. Jahrhundert versäumt, das Handwerk und die Produktion von Konsumgütern zu fördern, wie es in Nürnberg geschehen war. Auch vom Handel mit Venedig und Italien profitierten jetzt Nürnberg und Augsburg durch neue Möglichkeiten bei der Nutzung des Brennerpasses, während der von den Regensburger Händlern genutzte Tauernpass ins Abseits geriet.
Auch als Fernhandelsstadt mit dem Vorderen Orient war Regensburg durch das Vordringen der Türken in Südosteuropa in eine Randlage geraten. Die Ausbreitung der Türken konnte nach der Niederlage der Serben 1389 in der Schlacht auf dem Amselfeld und 1396 in der Schlacht bei Nikopolis und in den dann folgenden Türkenkriegen nicht gestoppt werden. Endgültig blockiert wurde der Handelsweg nach Osten, der schon früher durch das seit 1221 gültige Stapelrecht der Stadt Wien behindert wurde, durch die Eroberung von Konstantinopel 1453 durch die Türken.
Im Jahr 1471 fand in Regensburg in Anwesenheit von Kaiser Friedrich III. und dem päpstlichen Gesandten die Reichsversammlung zur Einführung der Türkensteuer statt. Bei diesem sog. Regensburger Christentag mussten 10.000 Delegierte im Stadtgebiet untergebracht, verköstigt und mit Informationen zum Verhandlungsablauf versorgt werden. Diese Aufgaben konnte mit Hilfe des in Wachten aufgeteilten Stadtgebiets und unter Nutzung der Glocke des Marktturms als Kommunikationsmittel organisatorisch gut bewältigt werden.
Nach dem Christentag versuchte Kaiser Friedrich III. auf den Reichstagen, von den Reichsständen das zugesagte Geld für den Krieg gegen die Türken tatsächlich auch zu erhalten. Im Fall der Freien Reichsstadt Regensburg waren die Bemühungen zunächst nicht erfolgreich, so dass der Kaiser 1483 der Stadt mit der Reichsacht drohen musste, um 6000 Gulden zu erhalten. Regensburg, dessen Einwohnerzahl inzwischen auf ca. 12.000 zurückgegangen war, konnte das Geld nicht aufbringen, zumal Friedrich als Schutzherr der Juden wegen jahrelanger, unberechtigter Einkerkerung von siebzehn prominenten Juden die Stadt bereits 1476 zu einer Geldbuße von 8000 Gulden verurteilt hatte. Um die Schulden zu begleichen, erhob der Rat der Stadt neue Steuern. Das führte im August 1485 zu einem Aufruhr der Zünfte, wobei sich die Verärgerung der Bevölkerung gegen den Kaiser richtete.
In dieser Situation setzte der bayerische Herzog Albrecht IV. seine alten Rechte als Burggraf als Lockmittel ein. Er hatte die Rechte 1479 für 19.000 Gulden an die Stadt Regensburg verpfändet und bot sie nun dem Rat zum Rückkauf an. Mit dieser Summe konnte die Stadt die Schulden beim Kaiser begleichen und bekam zusätzlich eine finanzielle Verfügungsmasse.
In der Bevölkerung gewann eine probayerische, antikaiserliche Stimmung die Oberhand, was sich ausdrückte in der Losung der Stadtbevölkerung: „Besser ein Herzog als ein Kaiser, der Herzog macht reich, das Reich macht arm.“ Im Oktober 1485 setzte eine probayerische Gruppe im Rat der Stadt die Annahme der Vorschläge des Bayernherzogs durch. Im Juli 1486 wurde der völlige Anschluss der Stadt an das Herzogtum Bayern in einem Übergabevertrag geregelt. Den Ausschlag gab das Argument, dass analog zu anderen, zu Beginn der Neuzeit prosperierenden bayerischen Landstädten nur mit bayerischer Förderung ein wirtschaftlicher Aufschwung für Regensburg erreichbar sei. Im August 1486 zog Herzog Albrecht IV. prunkvoll in Regensburg ein. Als Wittelsbacher hatte er seit Jahren eine Ausbreitungs- und Konfrontationspolitik gegenüber dem kaiserlichen Haus Habsburg betrieben und nun einen seiner größten Erfolge erzielt. In den Folgejahren bis 1492 begann der bayerische Herzog einige die Wirtschaft in Regensburg ankurbelnde Baumaßnahmen, wie z. B. 1487 den Bau des ersten Salzstadels in Regensburg. Die alte Handelsstraße nach Nürnberg durch das Prebrunntor auf dem Südufer der Donau wurde auf das nördliche, bayerisch beherrschte Ufer der Donau verlegt. Damals nicht verwirklicht wurden Pläne zum Bau einer Herzogsresidenz vor dem Prebrunntor und Pläne zur Gründung einer Universität.
Kaiser Friedrich und sein seit 1486 als König gekrönter und mitregierender Sohn, der spätere Kaiser Maximilian I. reagierten scharf auf die Unterwerfung Regensburgs unter bayerische Herrschaft und gingen mit Rechtsmitteln gegen die Wittelsbacher Konkurrenten vor. Im Oktober 1491 und im Januar 1492 verhängte das Reichskammergericht die Reichsacht über die Stadt Regensburg und den Bayernherzog. Die nötige militärische Unterstützung fand der Kaiser im schwäbischen Bund, einem Zusammenschluss schwäbischer Reichsstände, die den Ausbreitungsbestrebungen der Wittelsbacher Widerstand boten. Der Bayernherzog Albrecht IV. musste dem militärischen Druck nachgeben, und die städtische Reichsunmittelbarkeit der Stadt Regensburg wurde 1492 wiederhergestellt. Dafür waren mehrere Vertragswerke nötig, in denen die territorialen Grenzen zwischen Regensburg und Bayern neu festgelegt wurden. In diesen Verträgen von 1496 verlor die Stadt Regensburg ihren Status als Freie Stadt und wurde zu einer Reichsstadt unter Aufsicht von kaiserlichen Kommissaren, deren Befugnisse in Regimentsordnungen und Schutzverträgen festgelegt wurden. Der Bayernherzog verlor seine alten Rechte als Burggraf in der Stadt samt den Einkünften daraus. Als Ausgleich wurde die Siedlung „Am Hof“ zur bayerischen Landstadt Stadtamhof erhoben.

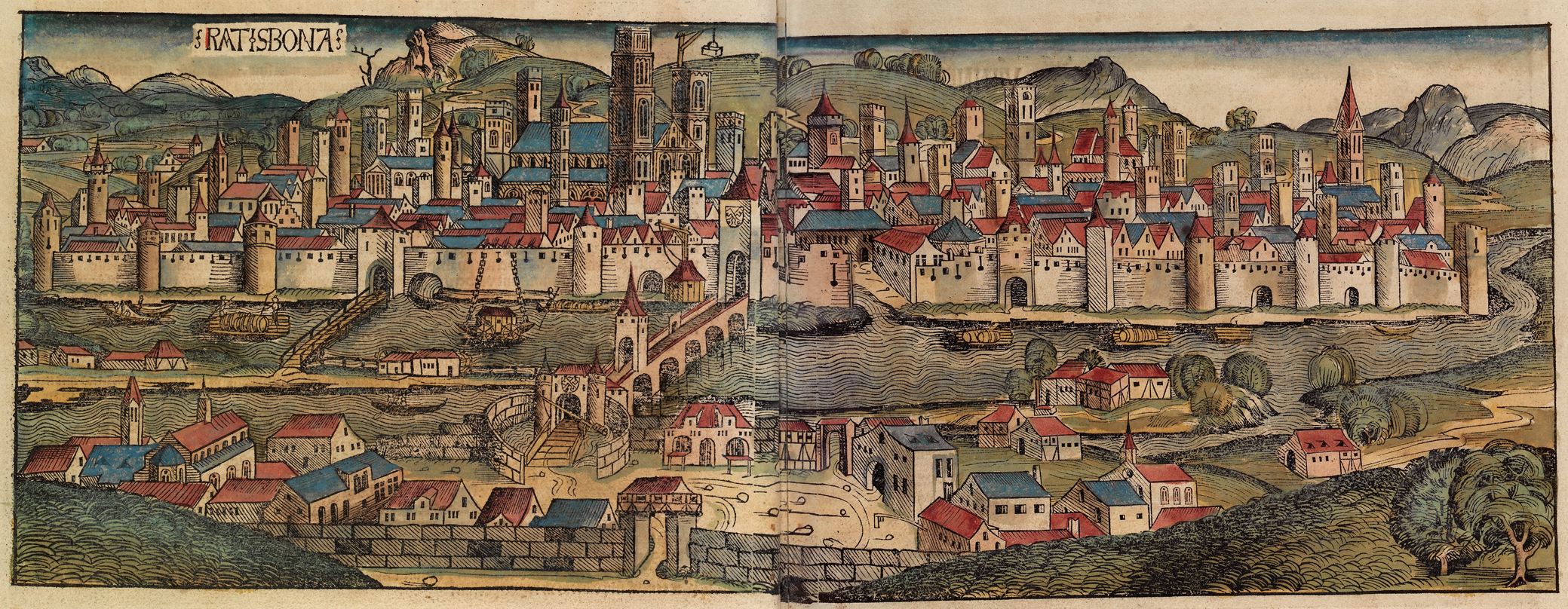
Regensburg Ende 15. Jh. Schedelsche Weltchronik

Die Stimmung in der Bevölkerung blieb jedoch angespannt, weil sich die wirtschaftliche Lage nicht besserte und weil es weiterhin Anhänger des Bayernherzogs gab, mit denen die kaiserlichen Kommissare, die ab 1499 Reichshauptmänner genannt wurden, hart abrechneten. In der Stadt begann eine 30-jährige Phase mit sozialen Unruhen, die 1519 zur Vertreibung der Regensburger Juden führten.

#### Frühe Neuzeit
Die inneren Unruhen in der Stadt eskalierten im Jahr 1511, als Kaiser Maximilian I. den fränkischen Adeligen Thomas Fuchs von Wallburg zum neuen kaiserlichen Reichshauptmann für Regensburg berief. Die Mehrheit im Rat der Stadt widersetzte sich zwei Jahre lang der Berufung. Es begann ein Machtkampf zwischen dem Kaiser und dem Rat der Stadt, in dessen Verlauf der kaisertreue Ratsälteste Konrad Liskircher 1513 vom Pöbel entführt, inhaftiert, gefoltert und gehenkt wurde. Nach Entsendung einiger kaiserlicher Kommissionen wurde am Ende die Berufung von Thomas Fuchs von Wallburg zum neuen Reichshauptmann durchgesetzt. Danach wurde mit den Parteigängern des bayerischen Herzogs abgerechnet und als Rädelsführer der Dombaumeister Wolfgang Roritzer zusammen mit mehr als 100 Gefolgsleuten hingerichtet. Kaiser Maximilian I. oktroyierte der Stadt im Jahr 1514 eine neue Stadtverfassung, die sogenannte „Regimentsordnung“, die formal bis 1803 in Kraft blieb.
Nach seiner Berufung spielte der neue Reichshauptmann Thomas Fuchs von Wallburg in den Finanzangelegenheiten der Stadt und in Verhandlungen mit dem Bischof Johann von der Pfalz eine für die Stadt wichtige und günstige Rolle, so dass seine Berufung nicht mehr in Frage gestellt wurde.

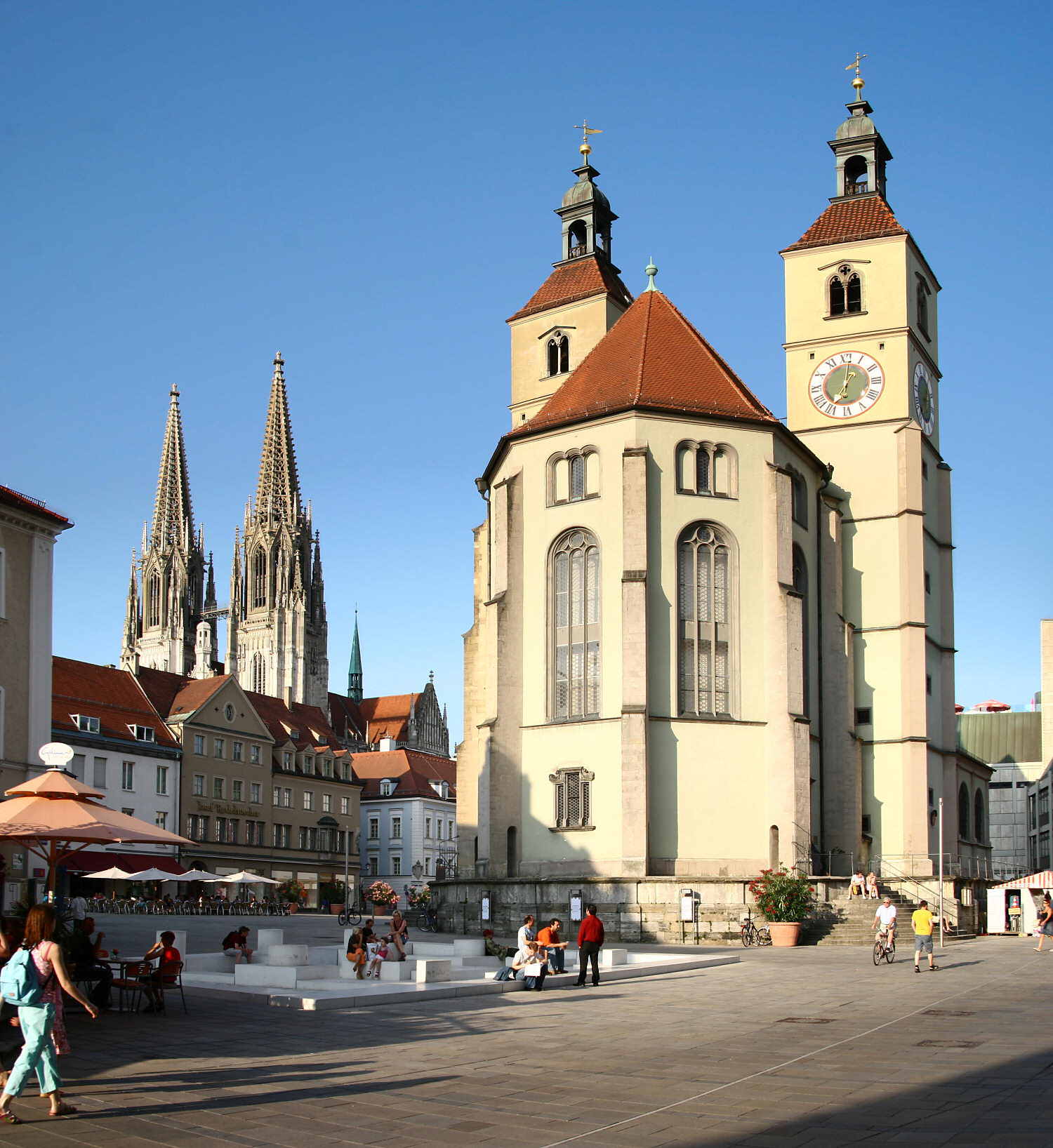
Neupfarrplatz Regensburg, Boden-Denkmal Misrach, Neupfarrkirche und Domtürme

Nach dem Tod von Kaiser Maximilian im Januar 1519 und der Wahl des neuen Königs Karl V. im Juni 1519 nutzte der Rat der Stadt Regensburg die kurze Zeit des Machtvakuums ohne Kaiser und organisierte ein Pogrom zur Vertreibung der Regensburger Juden, der damals größten jüdischen Gemeinde Deutschlands. Vorausgegangen war eine Anordnung des Stadtrats am 21. Februar, mit der man einer Forderung christlicher Handwerker nachkam. Das alte Judenviertel auf dem heutigen Neupfarrplatz und der jüdische Friedhof vor dem Peterstor wurden total zerstört. Ein glücklich verlaufender Unfall bei den Abbrucharbeiten wurde als Wunder mystifiziert und führte zur Wallfahrt „Zur Schönen Maria“. Die Wallfahrt fand sehr großen Zulauf und brachte der Stadt und dem Bischof einige Jahre hohe Einnahmen. Mit dem Geld wurde der Bau einer Wallfahrtskirche unter Verwendung jüdischer Grabsteine begonnen. Nach Fertigstellung des Chores ging die Wallfahrt zurück und der Bau musste wegen Geldmangels abgebrochen werden. Der Rumpfbau wurde provisorisch geschlossen und nach Einführung der Reformation 1542 als protestantische Stadtkirche genutzt. Erst im 19. Jahrhundert wurde die Kirche im Westen geschlossen; damit entstand die heutige Neupfarrkirche auf dem gleichbenannten Platz.

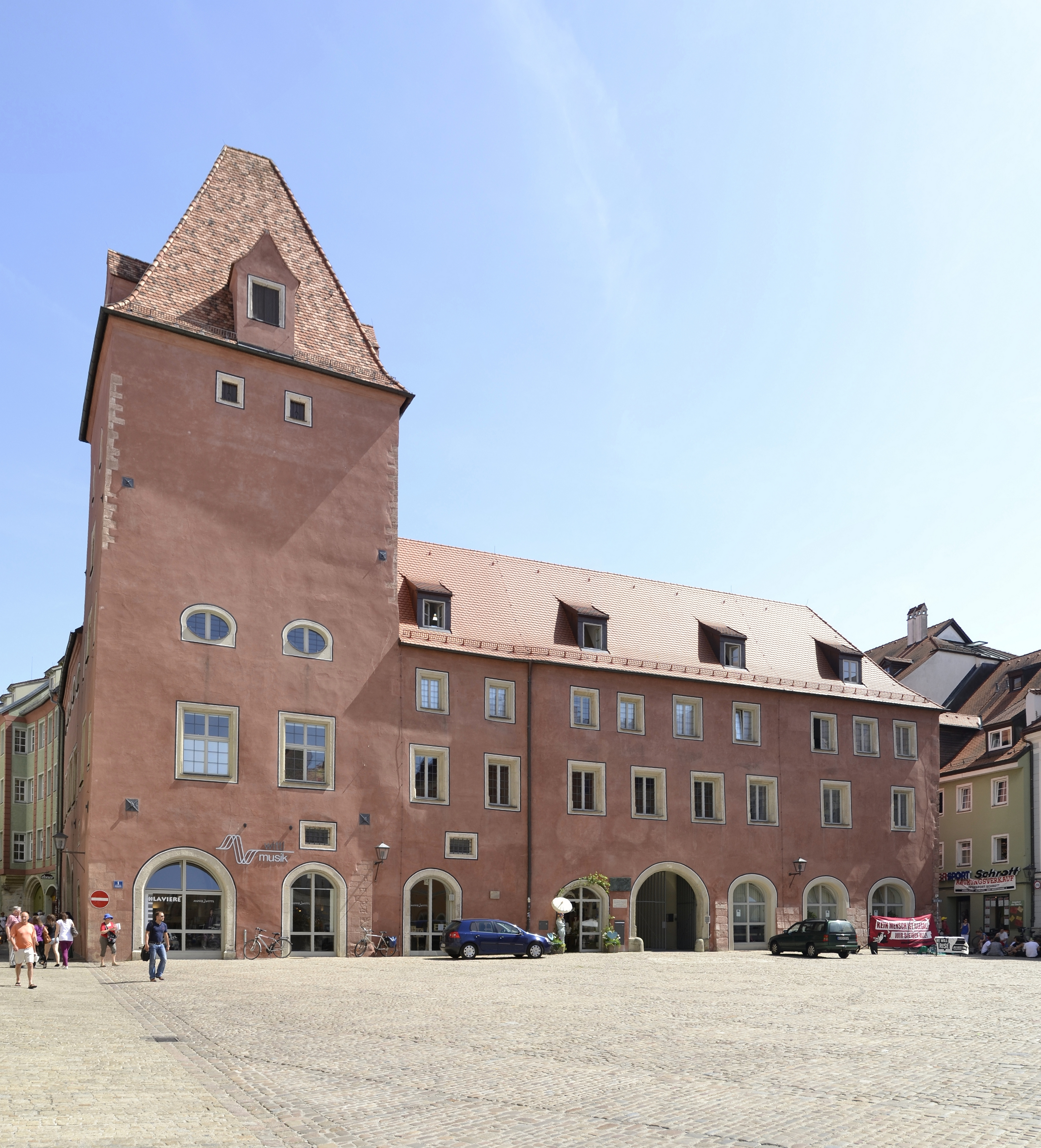
Haidplatz Regensburg, Haus Neue Waag

Im Jahr 1524 wurde mit dem Regensburger Konvent das erste Bündnis altkirchlicher Reichsstände in der Stadt abgeschlossen. 1541 fand in der Neuen Waag am Haidplatz das Regensburger Religionsgespräch zwischen Philipp Melanchthon und Johannes Eck statt. Das Gespräch war ein Versuch, die nach dem Thesenanschlag von Luther 1517 in Wittenberg aufgeworfenen tiefen Gräben zwischen Katholiken und Protestanten zu überbrücken, was aber nicht gelang.
In den Jahren nach 1517, als sich immer mehr Städte der Reformation anschlossen, war in Regensburg der religionspolitische Handlungsspielraum des Rates der Stadt mehrfach eingeengt. Neben dem Gebiet der Reichsstadt schloss das Stadtgebiet auch die Territorien des Bischofs mit dem Dom, des Klosters St. Emmeram, des Stiftes Obermünster und des Stiftes Niedermünster ein. Auch der mit seinem Territorium die Stadt umschließende Herzog von Bayern zögerte nicht, die Stadt in der Religionspolitik mit der Androhung von Wirtschaftsblockaden unter Druck zu setzen. Der Rat der Stadt musste in den Jahren nach 1517 einen politischen Drahtseilakt vollziehen und wurde dabei geführt und beraten von dem beim Kaiser sehr einflussreichen Reichshauptmann Thomas Fuchs von Wallburg. Er hielt den Rat der Stadt zurück, so dass sich die Stadt nie an die Spitze der Reformationsbewegung setzte. Gleichzeitig wurden aber die vielen reformatorischen Ansätze nicht behindert, die es in der Stadt von Seiten der Bürger gab und die von auswärtigen Adeligen, die sich in der Stadt aufhielten, unterstützt wurden. Seit 1526 wurden evangelische Abendmahlsfeiern in Bürgerhäusern und Häusern von Adeligen geduldet. Damit wuchs aber auch die Gefahr des religiösen Sektierertums. Die Täufer hatten sich seit 1525 in Regensburg niedergelassen und 1528 wurde der Täufer Wützelburger hingerichtet.
Als es der Kaiser im Reichsabschied von 1541 den Städten freistellte, sich der Augsburger Konfession anzuschließen, ergriff der Rat der Stadt die Gelegenheit und fasste nach einer Petition der Bürger vom 28. September 1542 den Beschluss, am 15. Oktober 1542 mit einem Abendmahl-Gottesdienst in der Neupfarrkirche die Reformation in Regensburg offiziell einzuführen. Der Ratskonsulent Johann Hiltner lieferte die benötigte Rechtfertigungsschrift.
Nach der Einführung der Reformation kam es weiterhin zu vielfältigen Konflikten mit dem Fürstbischof. Die Lage beruhigte sich erst, nachdem der Kammerer Stephan Fugger vom Reh († 1602) für den Rat der Stadt Regensburg die lutherische Konkordienformel von 1577 unterzeichnet hatte.
In den Jahren der beginnenden Reformation entwickelte sich aus einer vom Magistrat der Stadt 1505 zunächst gegründeten provisorischen Lateinschule an einem neuen prominenten Standort das protestantische Gymnasium poeticum, aus dem sich im Laufe der Jahrzehnte gemeinsam mit einem katholischen Jesuitenkolleg die Regensburger Gymnasien entwickelten.
1575 fand erstmals in Regensburg die Wahl des deutschen Königs statt.

#### Dreißigjähriger Krieg und Barockzeit
Dreißigjähriger Krieg
Seit dem ausgehenden 16. Jahrhundert und besonders vor und nach Ausbruch des Dreißigjährigen Krieges und noch Jahre nach dem Westfälischen Frieden war Regensburg einer der wichtigsten, über die Donau gut erreichbaren Zufluchtsorte evangelischer Glaubensvertriebener aus Österreich. Von den insgesamt ca. 100.000 Exulanten ließen sich einige Familien in Regensburg dauerhaft nieder, wie z. B. Mitglieder der Adelsfamilie Stubenberg. Viele Exulanten aber zogen weiter nach Nürnberg, Franken, Schwaben, Preußen und in die Niederlande.
Eine zweite Welle von Salzburger Exulanten folgte dann im Spätherbst und Winter 1731/32.
Auf dem Regensburger Kurfürstentag von 1630 wurde der Oberbefehlshaber des kaiserlichen Heeres Wallenstein zunächst abgesetzt, dann aber am Ende des Jahres 1631 wieder eingesetzt, weil der schnelle Vorstoß des schwedischen Heeres unter König Gustav II. Adolf nach Süddeutschland die militärische Lage für den Kaiser und für Bayern drastisch verschlechtert hatte.
In den ersten Jahren des Dreißigjährigen Krieges war Regensburg von militärischen Kriegshandlungen nicht betroffen, wurde dann aber, entgegen getroffener Abmachungen, im April 1632 überfallartig von flüchtenden bayerischen Truppen besetzt, weil jetzt nach der Niederlage des bayerischen Heeres in der Schlacht bei Rain am Lech ein Angriff der Schweden auf Österreich entlang der Donaulinie möglich erschien. Deshalb wurde Regensburg für die bayerischen Truppen als eine potentielle Sperrfestung wichtig. Mit der Besetzung der Stadt begannen die langwierigen Kämpfe um Regensburg. Im südlichen Stadtgebiet ließ der bayerische Kommandeur General Troibreze den Stadtfriedhof mit Stadtbefestigungsanlagen ausbauen und unter Zerstörung des Kepler Grabdenkmals durch Vorwerke verstärken.
Wie sich später zeigte, blieben diese Maßnahmen nutzlos, weil Wallenstein sich weigerte, Truppenverstärkungen nach Regensburg zu entsenden. Im November 1633 wurde Regensburg von schwedischen Truppen unter Bernhard von Sachsen-Weimar erstürmt und besetzt. Alle katholischen Geistlichen wurden vertrieben und im Dom protestantischer Gottesdienst gehalten. Nur wenige Monate nach der Ermordung Wallensteins wurde Regensburg unter Führung des neuen Oberbefehlshabers des kaiserlichen Heeres, Erzherzog Ferdinand, Sohn von Kaiser Ferdinand II., nach dreimonatiger Belagerung im Juli 1634 von kaiserlichen und bayerischen Truppen gemeinsam zurückerobert. Ein Entsatzversuch zur Unterstützung der schwedischen Verteidiger in Regensburg durch zwei heranziehende schwedische Heere kam nicht mehr rechtzeitig, weil beide Heere bei der Plünderung von Landshut viel Zeit verloren. Dies hatte einen erschöpfenden und verlustreichen Rückmarsch der beiden schwedischen Heere nach Westen zur Folge und erschwerte deren Vorbereitung auf die dort bevorstehende Schlacht bei Nördlingen erheblich.
Die Besetzung von Regensburg erfolgte ausschließlich durch kaiserliche Truppen, was den bayerischen Kurfürsten Maximilian I. stark verärgerte und später jahrelange wirtschaftliche Sanktionen zur Folge hatte. Für Erzherzog Ferdinand war der Sieg bei Regensburg der erste militärische Erfolg, dem mit der nachfolgenden Schlacht bei Nördlingen ein noch größerer Sieg folgte. Nach diesen militärischen Leistungsnachweisen wurde Erzherzog Ferdinand 1636 auf dem Regensburger Kurfürstentag zum Römisch-deutschen König gewählt. 1637 wurde er als Kaiser Ferdinand III. Nachfolger seines Vaters und berief für 1641 einen Kurfürstentag nach Regensburg ein, auf dem Möglichkeiten eines Friedensschlusses erörtert, jedoch nicht beschlossen wurden. Ein schwedisches Heer unter General Johan Banér nutzte die Anwesenheit des Kaisers für einen überfallartigen Angriff auf die Stadt mit einer heftigen Kanonade, musste jedoch ohne Erfolg wieder abziehen.
Beginn des Immerwährenden Reichstags

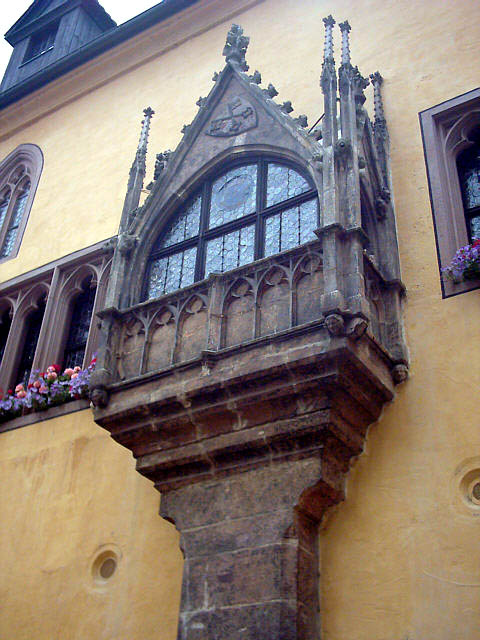
Der Erker des Reichssaals

Regensburg war bereits zur Zeit des Ostfränkischen Reichs ein wichtiges Zentrum, in dem auch Reichstage abgehalten wurden. Ab 1594 waren die Reichstage dann nur noch im Reichssaal des Regensburger Rathauses abgehalten worden, und auch nach dem Ende des Dreißigjährigen Krieges mit dem Westfälischen Frieden im Jahr 1648 wurde der erste Reichstag wieder nach Regensburg einberufen. Auf diesem Reichstag wurden Einzelheiten der Bestimmungen des Friedensvertrages beraten und verabschiedet und für 1663 eine weitere Einberufung des Reichstages beschlossen. Dieser Reichstag von 1663 entwickelte sich dann in der Folge zum Immerwährenden Reichstag, auf dem sich der Kaiser meist durch von ihm ausgewählte kaiserliche Prinzipalkommissare vertreten ließ. Auch die Reichsfürsten ließen sich in der Regel durch Gesandte vertreten, die zum Teil mit Familien in Regensburg ansässig wurden, in der Stadt Gesandtschaften mit Bediensteten einrichteten und im Todesfall auch in der Stadt begraben wurden, entweder mit Denkmälern in katholischen Klosterkirchen, oder, wenn sie protestantisch waren, auf dem südlichen Hof der 1631 entstandenen Dreieinigkeitskirche. Dort waren bereits gegen Ende des Krieges einige Begräbnisse erfolgt trotz des anfänglichen Widerstands der Stadtregierung, die aus hygienischen Gründen zunächst nur Begräbnisse außerhalb der Stadtmauer auf dem wiederhergestellten Petersfriedhof zulassen wollte. Damals begann auf dem Hof südlich der Kirche die Entstehung eines ungewöhnlichen Diplomatenfriedhofs, der heute als Gesandtenfriedhof bezeichnet wird, mit am Ende seiner Nutzung um 1790 fast 100 Begräbnissen. Auf diesem ungewöhnlichen Friedhof befinden sich heute 20 eng benachbarte, große Barockepitaphien und 32 erhaltene alte Grabplatten, deren lateinische Inschriften Auskunft über die Familien der Diplomaten geben. Der Gesandtenfriedhof und die Grabdenkmäler werden seit Jahresbeginn 2023 aufwändig restauriert. Die Baumaßnahmen werden einige Jahre andauern, zumal auch die unterirdischen Gruften gesichert werden müssen. Für Besucher bleibt der Friedhof aber von der Kirche aus zugänglich.
Im Verlauf des 1701 begonnenen Spanischen Erbfolgekriegs, in dem viele Reichsstände in der Haager Allianz mit dem Kaiser und mit England gegen das mit Frankreich verbündete Kurbayern kämpften, wurden die Schlüssel der Stadt am 8. April 1703 auf der Steinernen Brücke kampflos dem bayerischen General Alessandro Maffei übergeben. Gleichzeitig verpflichtete sich der mit Frankreich gegen den österreichischen Kaiser verbündete Kurfürst Max Emanuel aber, die in Stadtamhof stationierten bayerischen Truppen wieder abzuziehen, sobald ihm die Neutralität der Stadt Regensburgs im Konflikt zugesichert worden sei und er die Gewähr habe, dass keine der beiden Kriegsparteien die Steinerne Brücke nutzen könne. Tatsächlich kam es aber zu einer handstreichartigen Besetzung der Stadt und auch zu schweren Kämpfen und Zerstörungen in Stadtamhof.
1713/14 kam es zur letzten Pestepidemie in der Stadt, die ca. 8.000 Tote zur Folge hatte. Ende August 1713 verließen die Gesandten am Immerwährenden Reichstag mit ihren Bediensteten die Stadt und zogen nach Augsburg, gefolgt von vielen Geistlichen. Nachdem ca. 7.000 Personen die Stadt verlassen hatten, wurde sie von bayerischen Husaren komplett abgeriegelt. Ein Pestlazarett wurde auf dem Unteren Wöhrd eingerichtet, wo auch Massengräber entstanden. Eine zweite Welle Salzburger Exulanten erreichte Regensburg im Spätherbst und Winter 1731/32.
1742 wurde nach der Wahl des bayerischen Kurfürsten Karl Albrecht zum Kaiser Karl VII. (HRR) der kaiserliche Generaloberpostmeister Fürst Alexander Ferdinand von Thurn und Taxis zum Prinzipalkommissar und Stellvertreter des Kaisers am Immerwährenden Reichstag berufen. Der Reichstag tagte in dieser Zeit in Frankfurt, wo auch der neue Prinzipalkommissar seine Residenz hatte. Nach dem überraschenden Tod von Kaiser Karl VII. im Januar 1745 und der Wahl von Franz I. von Lothringen, dem Gemahl von Maria Theresia, zum neuen Kaiser wurde der Sitz des Reichstages wieder zurück nach Regensburg verlegt. Erst nachdem Alexander Ferdinand von Thurn und Taxis, der sein Amt als Prinzipalkommissar zunächst verloren hatte, der Verlagerung auch seiner Residenz nach Regensburg zugestimmt hatte, wurde er am 15. Januar 1748 erneut zum Prinzipalkommissar ernannt. Als repräsentatives Gebäude für eine prunkvolle Hofhaltung wurde in Regensburg der Freisinger Hof an der Nordseite des Emmeramsplatzes angemietet und auf Kosten des Hauses Thurn und Taxis aufwändig zu einem Residenzpalais ausgebaut. Im April 1750 wurde das Palais bezogen und wurde zum Ort einer prunkvollen Hofhaltung, wo mit Galasoupers und Hofmusikkapelle für die Zerstreuung und Belustigungen der Gesandten nach Reichstagssitzungen gesorgt wurde. 1773 starb Alexander Ferdinand von Thurn und Taxis. Sein Nachfolger als Prinzipalkommissar wurde sein Sohn Karl Anselm von Thurn und Taxis. Nachdem das Palais 1792 durch ein Großfeuer vernichtet wurde, erfolgte ein Umzug in das westliche Nebengebäude (heute Regierung der Oberpfalz). Die für die Amtsführung als Stellvertreter des Kaisers benötigten Quartiere für die Kanzlei, die Bibliothek und das Archiv waren in dieser Zeit ebenso wie die Postversandabteilung im Zanthaus in der Gesandtenstraße untergebracht, wo sich auch zahlreiche Gesandtschaften in angemieteten Wohnungen eingerichtet hatten. Diese Mietverhältnisse hatten zwar einen wirtschaftlichen Nutzen für die Stadt, er war aber gering, da die Gesandten weder zoll- noch steuerpflichtig waren. 1771 wurde das Zanthaus von Thurn und Taxis aufgekauft und nach der Übersiedlung in die Gebäude von Kloster Sankt Emmeram 1812 wieder verkauft an die Gebrüder Bernhard die dort eine Fabrik für Schnupftabak einrichteten.
Im Winter 1783/84 verursachte ein Vulkanausbruch in Island auch in der Stadt Regensburg und Umgebung große Schäden. Auf einen dichten Nebel folgte ein starker Hagel mit „dreyzackigen Eisstücken“, viele Tote durch Blitzschlag und verwüstete Äcker. Zahlreiche Anwesen wurden Raub der Flammen, Bäume, Sträucher und Feldfrüchte starben unter einem klebrigen Schwefelbelag ab, das Hochwasser legte Gräber frei, überall Ertrunkene. Der bayerische Churfürst verbot am 1. August 1783 das Wetterläuten, bei dem zuvor durch Blitzschlag Menschen umgekommen waren. Dazu kamen 1783/84 kurz abwechselnd enorme Hitze- und Kältetage mit schwerwiegenden Folgen am 27., 28., 29. Februar und im Sommer 1784 in Regensburg: Hochwasser und Eis zerstörten nicht nur den mittleren Turm der Steinernen Brücke, auch Häuser und Gewerbebauten wurden vernichtet, Brücken, Menschen und Nahrung, Vieh und Futtervorräte wurden weggeschwemmt.
Ende des 18. Jhs. wurde Regensburg von schweren innenpolitischen Auseinandersetzungen erschüttert, als vor dem Hintergrund eines drohenden Finanzkollapses der Stadt Vertreter der Bürgerschaft und des Magistrats den Geheimen Rat der Stadt (das eigentliche Regierungsorgan) wegen Misswirtschaft und Verfassungsbruch mit Erfolg vor dem Reichshofrat in Wien verklagten. Der Kaiser verordnete eine punktuelle Revision der Stadtverfassung und gewährte Regensburg – zum Schaden der städtischen Gläubiger – ein Moratorium, das den Kollaps des Stadtstaates abwendete. Im Verlauf des Zweiten Koalitionskrieges zogen im Dezember 1799 5.000 russische Soldaten durch die Stadt. Im Sommer 1800 besetzten französische Truppen München und nahmen auf ihrem Weg zur Schlacht bei Hohenlinden auch in Regensburg Quartier. Die Stadt wurde mit hohen Kontributionen belegt, was die Stadtfinanzen vollends ruinierte.

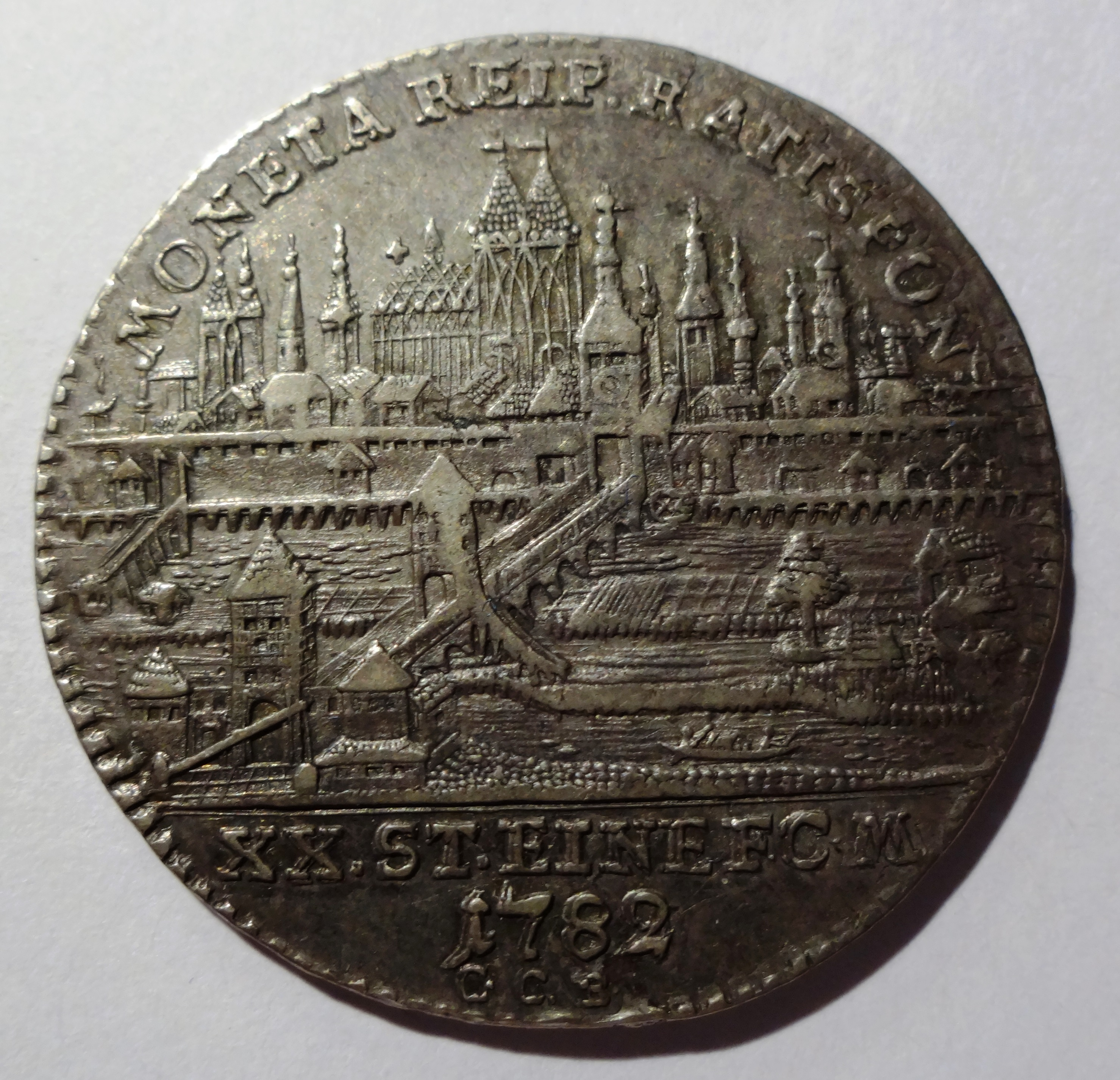
Regensburg mit Steinerner Brücke auf Halbtaler von 1782

### Von der Reichsstadt zur Bezirkshauptstadt (1800 bis 1945)

#### Fürstentum Regensburg unter Fürstprimas Karl Theodor von Dalberg (1803 bis 1810)

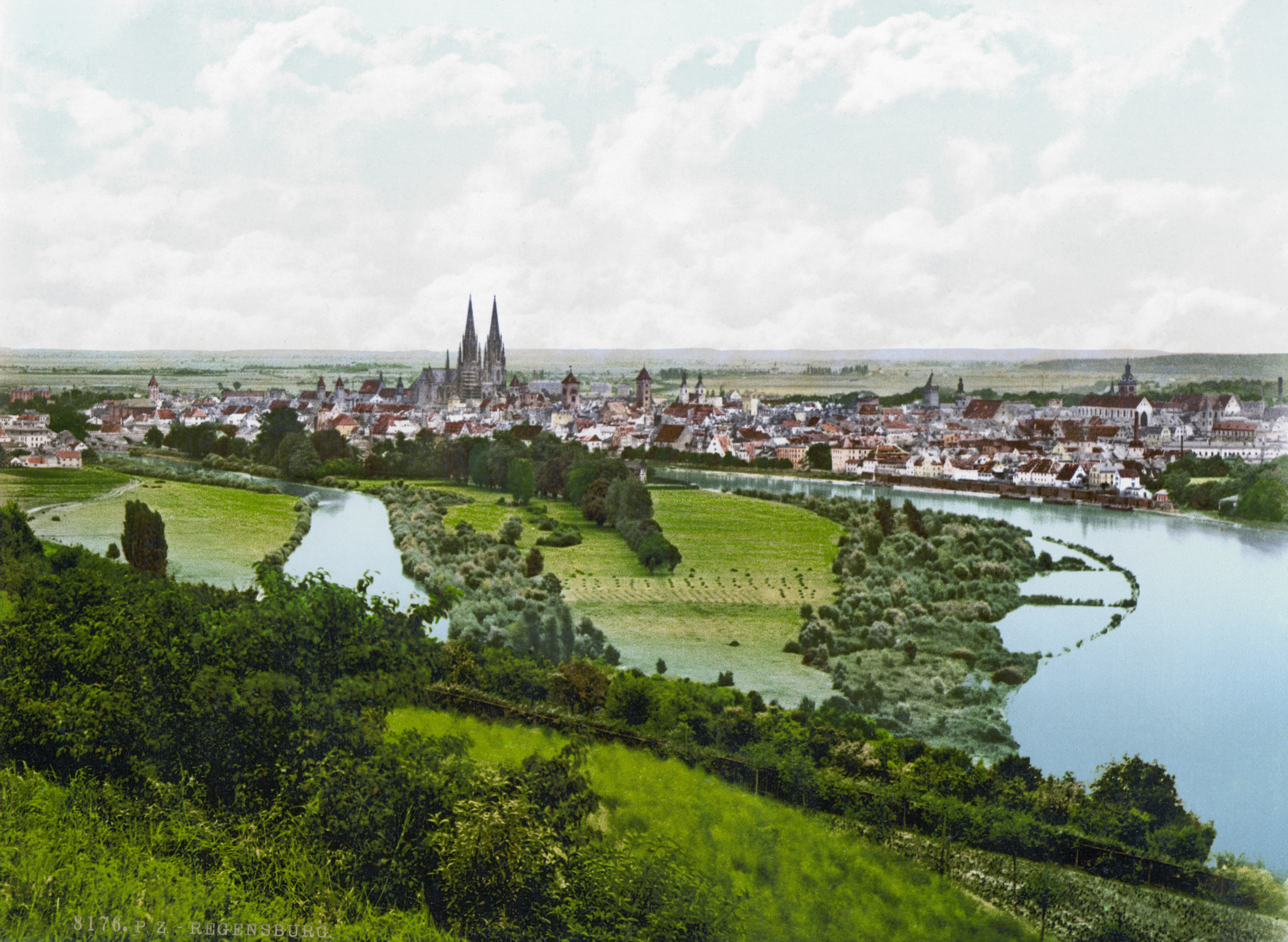
Regensburg um 1900

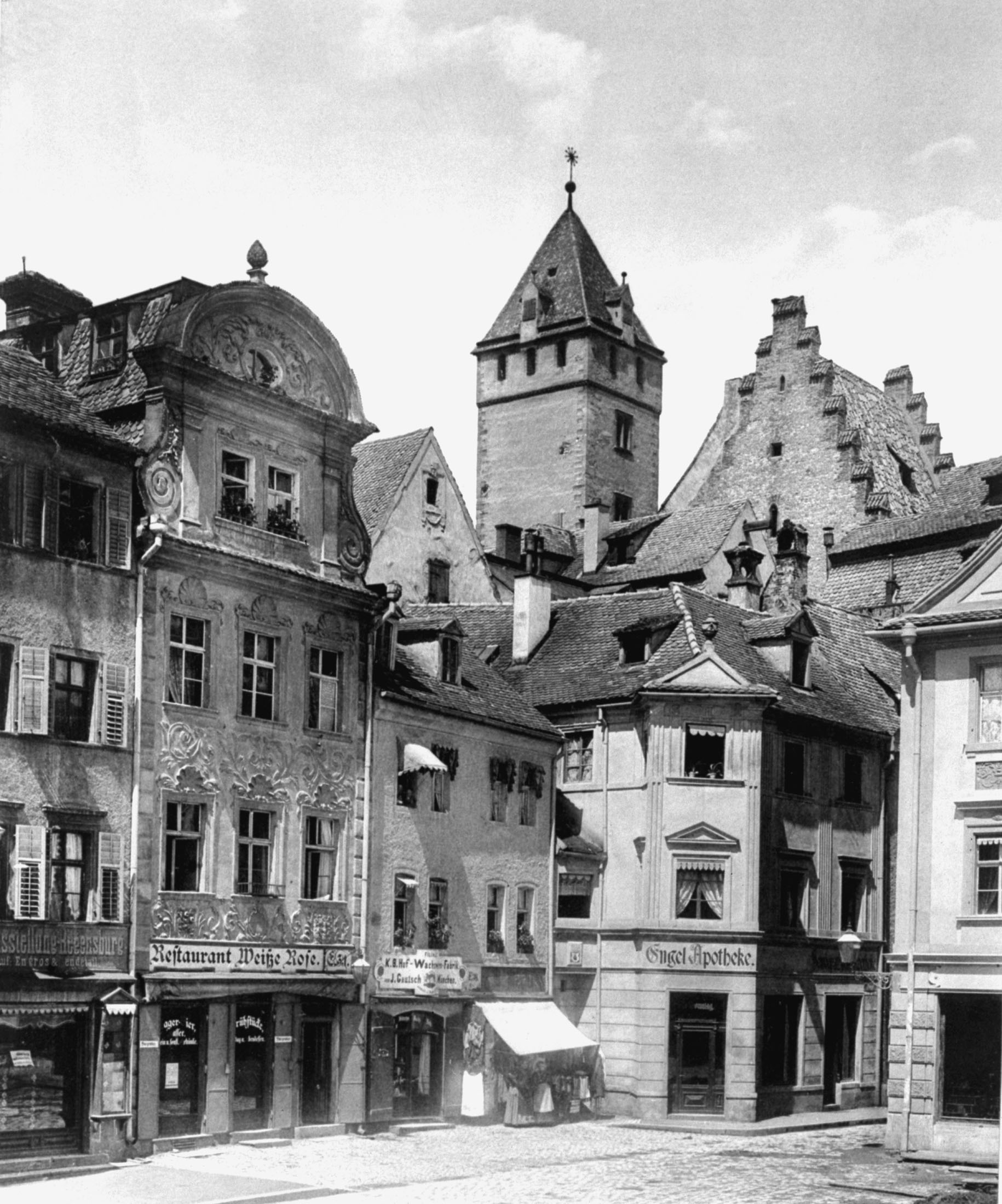
Der Neupfarrplatz im Jahr 1893, mit dem Goldenen Turm im Hintergrund

1803 fiel in Regensburg eine der letzten Entscheidungen des Reichstags: Der Reichsdeputationshauptschluss führte unter anderem zur Säkularisation des Großteils der Klöster. Mit dem Reichsdeputationshauptschluss entstand unter anderem das eigenständige Fürstentum Regensburg unter Karl Theodor von Dalberg, der sein Amt als Erzbischof aufgrund bayerischer Einwände erst am 1. Februar 1805 antreten konnte. Die Rheinbundstaaten erklärten auf der letzten Sitzung des Regensburger Reichstags am 1. August 1806 den Austritt aus dem Verband des Heiligen Römischen Reiches deutscher Nation. Im Fünften Koalitionskrieg (Frankreich gegen Großbritannien und Österreich) besetzte ein österreichisches Armeekorps am 20. April 1809 Regensburg. Drei Tage später wurde die Stadt von einem französischen Heer unter Zerstörung der Häuser und Klöster im südöstlichen Stadtbereich zwischen Klarenanger (heute Dachauplatz) und Peterstor zurückerobert. Dabei erlitt Napoleon die einzige Verletzung während aller seiner Feldzüge.

#### Königreich Bayern
Übergangszeit als bayerische Provinzstadt
In der Folge behielt Dalberg bis zu seinem Tod 1817 zwar sein Amt als Regensburger Erzbischof, musste aber sein Fürstentum Regensburg am 22. Mai 1810 an das Königreich Bayern abtreten. Die offizielle Inbesitznahme Regensburgs durch Bayern fand am 23. Mai 1810 statt. Die Einbindung in das Königreich Bayern bedeutete den Verlust der politischen Bedeutung und der Sonderstellung der früheren Reichsstadt bzw. des Fürstentums. Jedoch waren schon in reichsstädtischer Zeit die wirtschaftlichen Verhältnisse so desolat geworden, dass eine weitere Selbstständigkeit schon deshalb problematisch schien. Der Wiederaufbau im Südosten der Stadt begann unter dem vom bayerischen König 1810 eingesetzten Polizeidirektor Franz Xaver Gruber, der eine Stadtverwaltung aufbaute. Erst nachdem die Stadt durch das bayerische Gemeindeedikt vom 17. Mai 1818 die Selbstverwaltung in städtischen Angelegenheiten zurückerhalten hatte, wurde Johann Karl Martin Mauerer im September 1818 zum Ersten Rechtskundigen Bürgermeister der Stadt Regensburg gewählt.
Kreishauptstadt
Regensburg wurde 1810 Hauptstadt des Regenkreises, ab 1838 des Kreises „Oberpfalz und Regensburg“, des späteren Regierungsbezirks Oberpfalz. Als „kreisunmittelbare Stadt“ und zugleich Sitz des gleichnamigen Landgerichts für das Umland begann Regensburg langsam wieder an Bedeutung zu gewinnen. 1859 erfolgte der Anschluss der Stadt an das Eisenbahnnetz mit Verbindungen nach Nürnberg und München.
In den Folgejahren begann unter Bürgermeister Oskar von Stobäus (1869–1903) die Modernisierung der Stadt mit dem fast vollständigen Abriss der mittelalterlichen Stadtbefestigungsanlagen. Danach konnten neun neue Schulen, neue Stadtteile und Verbindungsstraßen gebaut werden, wie z. B. die D. Martin Luther Straße und 1871 nach der Reichsgründung die Reichsstraße. Schon im Dezember 1857 war das erste Gaswerk in der Landshuter Straße in Betrieb genommen worden. Das ab 1865 aus Kohle erzeugte Gas diente zunächst der Straßenbeleuchtung, ab 1900 der Wärmeerzeugung. 1897 wurde das Gaswerk kommunalisiert. In der Augustenstraße nahm Ende 1899 das erste Elektrizitätswerk den Betrieb auf, zunächst mit dem Schloss Thurn und Taxis als größtem Abnehmer, ab 1903 abgelöst von der Straßenbahn Regensburg. Wegen hoher Kindersterblichkeit besonders dringend war die Suche nach neuen Quellen für die Trinkwasserversorgung, die sich als sehr aufwändig erwies. Die schließlich in Sallern gefundenen Quellen erforderten den Bau von Hochbehältern und neuen Leitungen. Die anschließende Herstellung der Kanalisation hatte die Ableitung aller Abwässer und Fäkalien aus dem Stadtgebiet zum Ziel und hatte bis 1911 erst 2/3 der Anwesen erfasst. Die Anlage war sehr kostenintensiv, verbesserte aber den schlechten Gesundheitszustand der Bevölkerung erheblich.
Trotz all dieser Maßnahmen kam es in der Folgezeit kaum zur Ansiedlung von Industrie. Gegen Ende des Jahrhunderts hatte sich zwar die Einwohnerzahl knapp verdreifacht, hatte sich jedoch in den Großstädten München und Nürnberg verzehnfacht und in der vergleichbaren Stadt Augsburg vervierfacht. Innerhalb von Bayern war Regensburg nun nicht mehr die fünftgroße Stadt, sondern war auf den achten Platz abgesunken, überholt von den neuen Industriestädten Ludwigshafen, Fürth und Kaiserslautern. Noch für lange Zeit beschränkte sich Regensburgs Rolle auf die eines Wirtschafts- und Handelszentrums für ein relativ begrenztes agrarisches Umland. Daneben blieb aber die traditionelle Bedeutung der alten, in sich ruhenden Stadt als Kirchen- und Schulstadt sowie als Behördensitz erhalten.
Beginn des 20. Jahrhunderts

Bei den Gemeindewahlen von 1899 hatten sich die Kandidaten der ehemaligen konservativ-katholisch geprägten Bayerischen Patriotenpartei der neuen Zentrumspartei angeschlossen. Sie hatten einen stark konfessionell geprägten Wahlkampf gegen die protestantisch geprägte Nationalliberale Partei des Bürgermeisters Stobäus geführt und einen Stimmenanteil von 43 % erzielt. Trotzdem hatte die Zentrumspartei keinen Sitz in den Gemeindegremien erhalten. Das Ergebnis wiederholte sich bei den Gemeindewahlen in den Jahren 1902 und 1905. Das ungerechte Ergebnis war eine Folge des damaligen Kommunalwahlrechts und hatte zwei Ursachen. Zum einen war die Wahlberechtigung vom Erwerb des Bürgerrechts abhängig, das erkauft werden musste, was sich viele arme katholische Einwohner nicht leisten konnten. Hinzu kam, dass mit der vorgeschriebenen Mehrheitswahl und mit ausgeklügelten Wahlkreisabgrenzungen erreicht werden konnte, dass alle Mandate an die Liberalen fielen. Auf diese Weise hatte sich die seit Jahrzehnten in Regensburg herrschende bürgerlich liberale Führungsschicht die Vorherrschaft gesichert und verhindert, dass das Mittel- und Kleinbürgertum und die später neu hinzukommenden Arbeiter in den Gemeindegremien vertreten waren. Diese sehr ungerechten Verhältnisse änderten sich erst nachdem der seit 1899 in Regensburg als Chefredakteur des Regensburger Morgenblattes tätige Heinrich Held ab 1907 Abgeordneter des Zentrums im Bayerischen Landtag wurde. Dort forderte Held ein neues Gemeindewahlrecht für Großstädte und konnte diese Forderung mit Unterstützung der Sozialdemokraten schon 1908 auch durchsetzen. Die Folge war, dass noch im gleichen Jahr sechs der zwölf Sitze im Kollegium der Gemeindebevollmächtigten an die Zentrumspartei fielen und der Vorsitzende des Bauernvereins Georg Heim sogar zum Mitglied im Magistrat der Stadt Regensburg gewählt wurde.
Unter Bürgermeister Hermann Geib brachte 1910 die Eröffnung des unter seinem Vorgänger Stobäus geplanten Luitpoldhafens einen wirtschaftlichen Aufschwung. Noch heute hat der Westhafen eine wichtige Funktion. Bis zum Ersten Weltkrieg und auch während des Krieges hatte die Donauschifffahrt wegen des Erdölimports aus Rumänien große Bedeutung. Schon bald erwies sich der Regensburger Petroleumhafen als zu klein. 1913 wurde die Binnenreederei Bayerischer Lloyd gegründet.

#### Zwischenkriegszeit und Nationalsozialismus
1920 entschloss sich der 1847 gegründete Gewerbeverein, sein Vereinshaus in der Ludwigstraße nicht wie zunächst geplant zu verkaufen, sondern das Gebäude in Zusammenarbeit mit der Handwerkskammer zu erweitern und ein Gewerbehaus als Dienstleistungszentrum für Handwerk und Gewerbe in der Oberpfalz zu schaffen. Trotz Inflation und Geldentwertung wurde der erste Bauabschnitt 1924 mit Ausstellungsräumen vollendet. Treibende Kraft war der Besitzer der Zinngießerwerkstatt Wiedamann, der auch 1925 den Zusammenschluss mit dem damals mittellosen Kunstverein in die Wege leitete. Der neue Verein erregte Aufsehen, als er die Gründung eines kulturgeschichtlichen Museums forderte. Die Stadtregierung bestellte daraufhin 1928 Walter Boll zum Verwalter der städtischen Sammlungen, der ab 1931 die Gründung des heutigen Historischen Museums vorbereitete.
Eine Vergrößerung des Stadtgebiets von mehr als 26 Quadratkilometern und einen Zuwachs von rund 20.000 Einwohnern erbrachte 1924 die Eingemeindung von sieben Gemeinden des ehemaligen Bezirksamtes Stadtamhof, das danach zum Bezirksamt Regensburg wurde, dem heutigen Landkreis Regensburg. Bei den Eingemeindungen handelte es sich um die heutigen Stadtbezirke Stadtamhof, Reinhausen, Sallern, Schwabelweis, Steinweg, Weichs und Winzer.
Machtübernahme in Regensburg

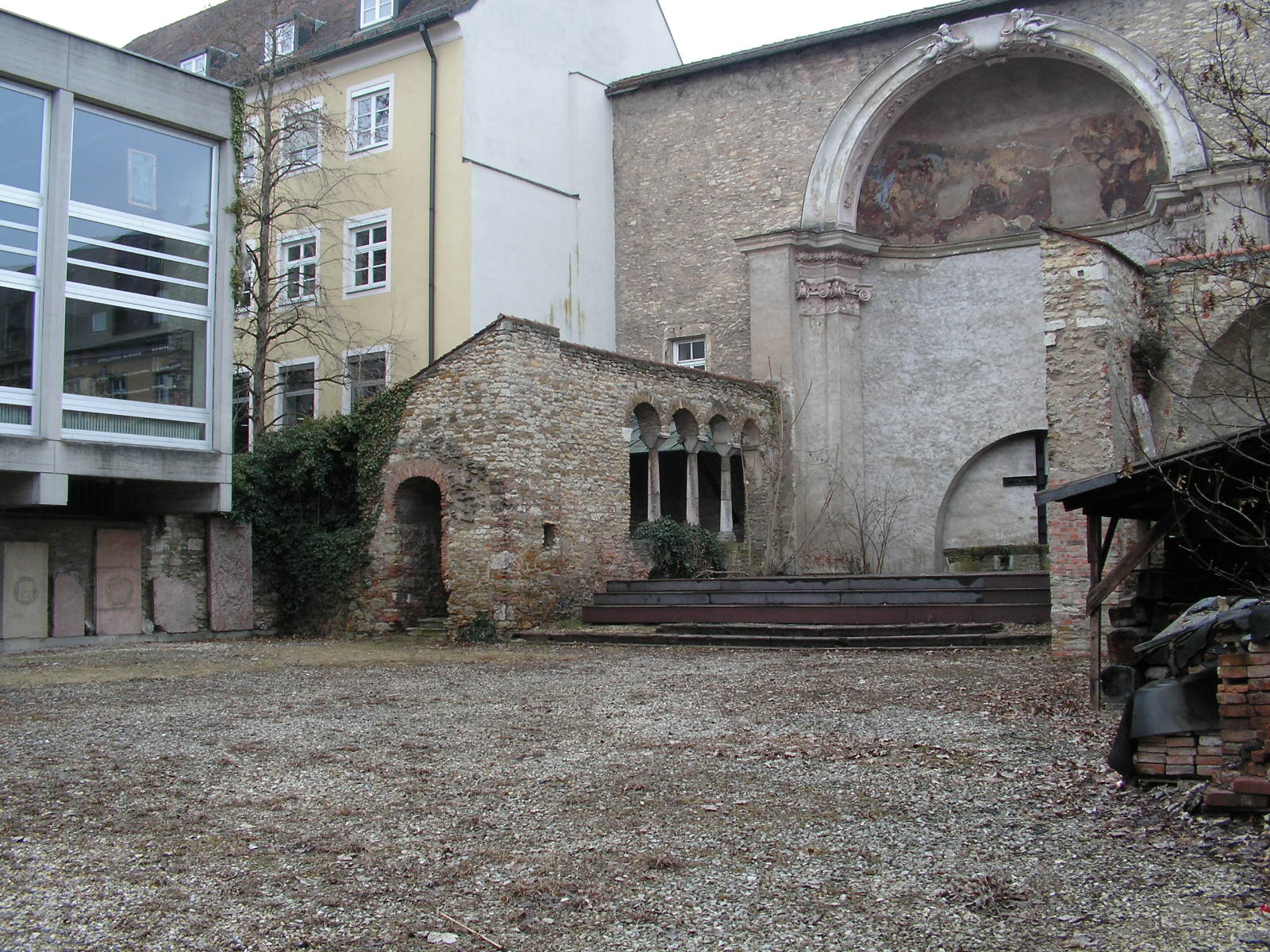
Ruine der bei einem Luftangriff 1945 zerstörten Stiftskirche Obermünster

Der seit 1920 im Amt befindliche Oberbürgermeister Otto Hipp (Bayerische Volkspartei) war ein entschiedener Gegner der Nationalsozialisten und hatte der NSDAP noch zu Beginn der dreißiger Jahre die Nutzung städtischer Gebäude rechtskräftig untersagt. Nach Hitlers Machtübernahme und vier Tage nach den Reichstagswahlen am 5. März 1933 – wo die NSDAP in Regensburg bei hoher Wahlbeteiligung (87,5 %) atypisch zu anderen Städten deutlich schlechter abgeschnitten hatte als im Reichsdurchschnitt – forderten auf dem Rathausplatz versammelte SA-Abteilungen den Oberbürgermeister auf, die Hakenkreuzfahne auf dem Rathaus zu hissen. Als Hipp sich weigerte, wurde die Fahne unter Polizeischutz gegen seinen Willen gehisst. Seine sofortige Beschwerden bei höheren Dienststellen wurden missachtet. Am 9. März, nach Ernennung von Franz Ritter von Epp zum Reichskommissar für Bayern, wurden auf dessen Anweisung Hakenkreuzfahnen auf allen Rathäusern gesetzt.
Am 20. März 1933 wurde Oberbürgermeister Hipp unter tumultuarischen Begleitumständen von SA-Gruppen aus seiner Wohnung ins Rathaus gebracht, zum Rücktritt gezwungen und in Schutzhaft genommen. Zu seinem Nachfolger wurde Otto Schottenheim (NSDAP) bestimmt, der nach seiner Bestätigung durch den nationalsozialistisch dominierten Stadtrat bis zum Kriegsende 1945 im Amt blieb. Am 12. Mai 1933 fand auch in Regensburg auf dem Neupfarrplatz eine offizielle Bücherverbrennung statt. Im selben Jahr ließ Oberbürgermeister Schottenheim im Norden der Stadt den Bau einer – seinerzeit nach ihm benannten – „nationalsozialistischen Mustersiedlung“ beginnen (heute Konradsiedlung-Wutzlhofen). Eine zweite Mustersiedlung, vor allem für Arbeiter des Messerschmitt-Flugzeugwerkes, die sog. „Hermann-Göring-Siedlung“ (heute Ganghofersiedlung), wurde später im Süden der Stadt gebaut. Weitere vorstädtische Siedlungen entstanden zeitgleich am Brandlberg, in Steinweg (Pfälzersiedlung) sowie im Westen der Stadt (Westheimsiedlung).
1933 wurde Regensburg dem Gau Bayerische Ostmark der NSDAP (Sitz in Bayreuth) – ab 1942 Gau Bayreuth – zugeschlagen, blieb aber Sitz der Regierung des 1932 gebildeten Kreises (ab 1939 Regierungsbezirks) Niederbayern/Oberpfalz. Im Herbst 1932 übernahm der Volksschullehrer Wolfgang Weigert das Amt des NSDAP-Kreisleiters von Wilhelm Brodmerkel.
Judenvertreibung, Deportationen, Verfolgungen
Wie im gesamten Reichsgebiet begannen 1933 auch in Regensburg die Maßnahmen zur Verdrängung der jüdischen Bevölkerung Regensburgs aus dem städtischen Leben, was die Abwanderung vieler jüdischer Familien zur Folge hatte. Im Zuge des „Judenboykotts“ im April 1933 wurden 107 Geschäftsleute und Handwerker aus der jüdischen Gemeinde von Regensburg, die damals ca. 430 Personen umfasste, in Schutzhaft genommen, angeblich, um sie vor der erregten Bevölkerung zu schützen. Im Frühjahr 1934 mussten jüdische Schüler die höheren Schulen verlassen. Im August 1935 wurde die Bewirtung von Juden in Gaststätten verboten. Im November 1936 wurden jüdische Viehhändler aus dem städtischen Schlachthof vertrieben, und in der Folge verbot Oberbürgermeister Schottenheim den Juden das Betreten des Schlachthofes. Im Juli 1938 wurden die Fenster von jüdischen Geschäften in der Innenstadt mit Ölfarbe beschmiert, und im Oktober 1938 gab es nur noch wenige der ehemals 18 jüdischen Geschäfte. In der Nacht zum 10. November 1938 wurde während der Reichspogromnacht auch in Regensburg die Synagoge am Brixner Hof niedergebrannt, eingeleitet von Mitgliedern des Nationalsozialistischen Kraftfahrkorps und unterstützt von Oberbürgermeister Schottenheim, der die Anweisung gab, die Löscharbeiten auf die umliegenden Häuser zu beschränken.
Am 2. April 1942 wurden 106 Regensburger Juden vom Platz der zerstörten Synagoge aus nach Piaski transportiert und später in den Vernichtungslagern Belzec und Sobibor ermordet. Weitere Transporte führten ins KZ Auschwitz und ins KZ Theresienstadt. Insgesamt wurden etwa 250 der von Regensburg aus deportierten Juden während der Shoa ermordet. Ungefähr 230 Regensburger Juden konnten der Vernichtung durch Emigration oder Flucht entkommen.

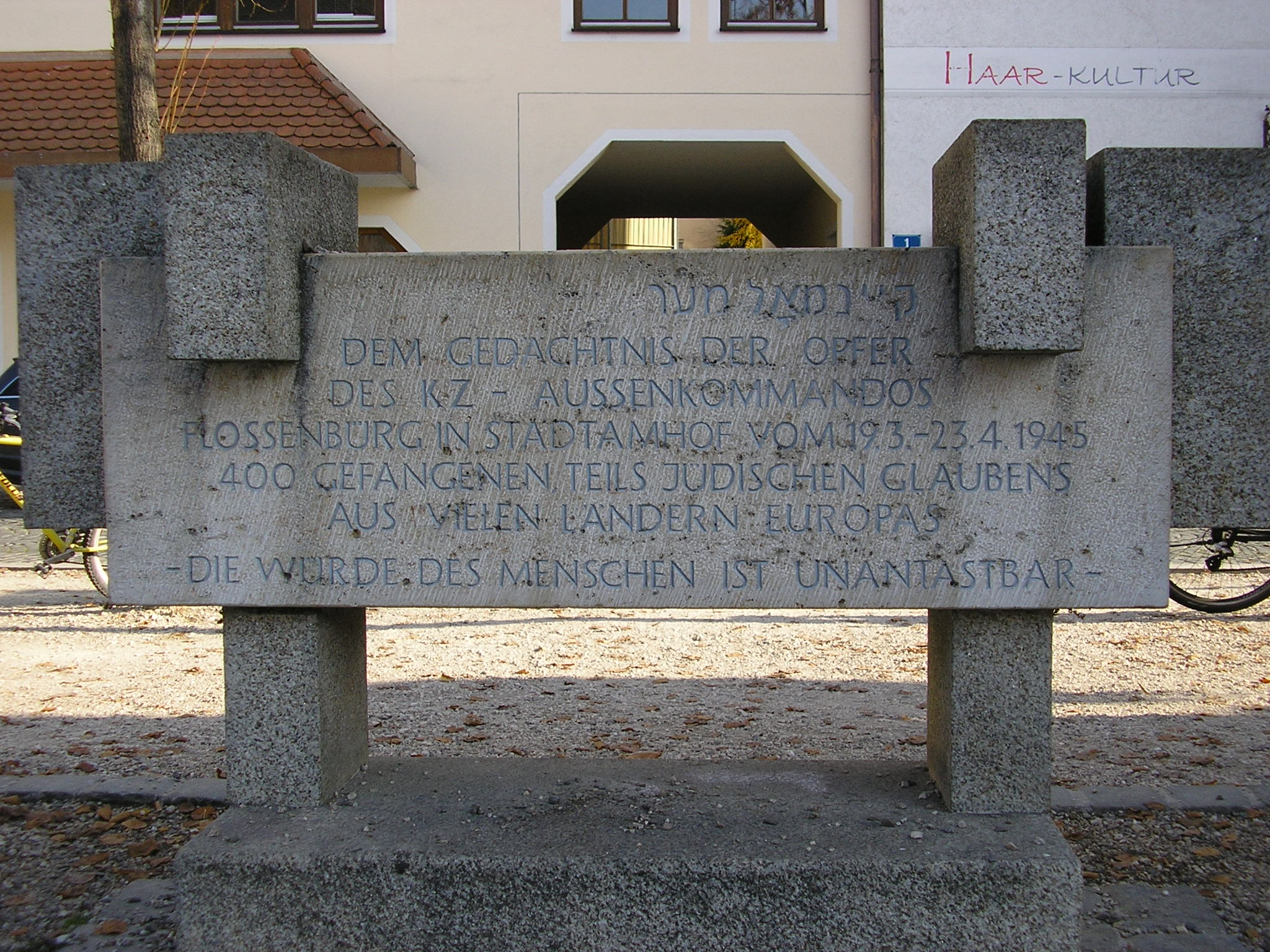
Mahnmal für die Opfer des KZ-Außenlagers Regensburg

Im Stadtteil Stadtamhof befand sich Anfang 1945 das KZ-Außenlager Colosseum, ein Außenlager des KZ Flossenbürg. In der Nachbargemeinde Obertraubling existierte auf dem Firmengelände der damaligen Messerschmitt GmbH das KZ-Außenlager Obertraubling. Heute gehört ein Teil dieses Areals (so das ehemalige sogenannte Russenlager II mit seinerzeit über Tausend vorwiegend sowjetischen Zwangsarbeitern aus der Ukraine, Belarus und Russland) zum Stadtgebiet von Regensburg.

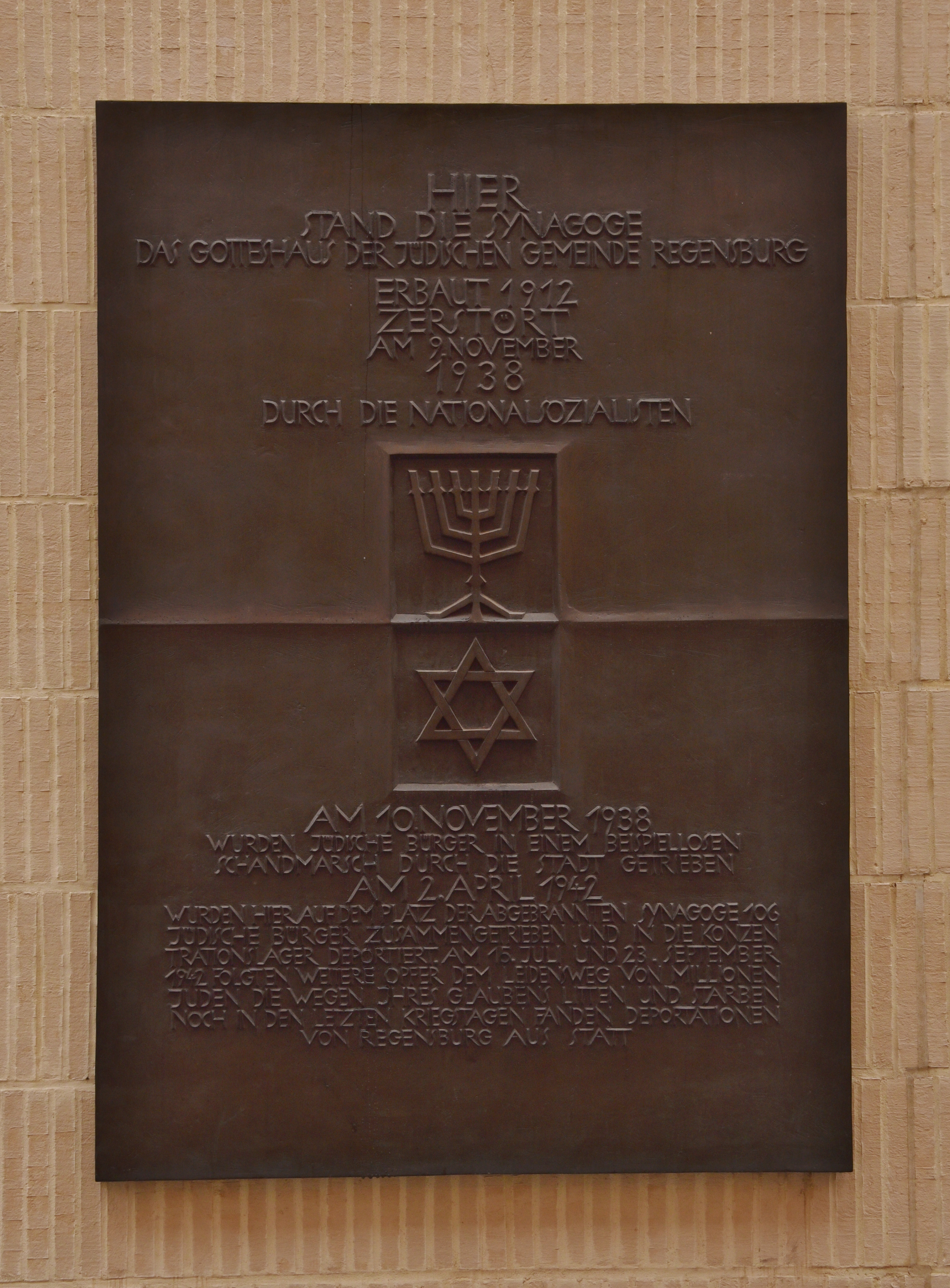
Gedenktafel am Ort der von den Nazis zerstörten Synagoge

Im Herbst 1942 verhaftete die Gestapo über 30 Personen und warf ihnen staatsfeindliches Verhalten vor. Da sich die Verfolgten, die von KPD über BVP bis NSDAP allen politischen Lagern angehörten, in loser Folge auf dem Regensburger Neupfarrplatz trafen, gab ihnen die Gestapo den Namen „Neupfarrplatz-Gruppe“. Die Polizei warf in ihrem Abschlussbericht den Festgenommenen zersetzende Mundpropaganda vor; diese habe „viele deutsche Volksgenossen in ihrer Siegeszuversicht ganz erheblich geschwächt“. Zwei der Angeklagten, Josef Bollwein und Johann Kellner, wurden vom 6. Senat des Volksgerichtshofs wegen „Vorbereitung zum Hochverrat“ zum Tode verurteilt und am 12. August 1943 in München-Stadelheim hingerichtet.
Andere wurden mit Zuchthausstrafen und Ehrverlust bestraft bzw. ins Konzentrationslager Flossenbürg verbracht. Dort starben weitere sechs Menschen.
Ab 1940 wurden aus dem Bezirksnervenkrankenhaus an der Ludwig-Thoma-Straße insgesamt 638 Frauen, Männer und Jugendliche im Rahmen der „Euthanasie“-Krankenmordaktion T 4 in die Tötungsanstalt Hartheim deportiert. Mehr als 500 weitere Menschen wurden zwangsweise sterilisiert.
Zweiter Weltkrieg und Folgen
Mit Beginn des Zweiten Weltkrieges wurden in und um Regensburg mehrere Arbeitslager für Kriegsgefangene vieler Nationen errichtet. Etwa 700 von ihnen wurden Opfer der NS-Zwangsarbeit bzw. starben an Seuchen und elenden Lebensbedingungen. Insgesamt mussten fast 14.000 sogenannte Fremdarbeiter während der Kriegszeit in Regensburg Zwangsarbeit leisten.
Im Zweiten Weltkrieg hatte Regensburg im Vergleich zu anderen größeren Städten verhältnismäßig wenig unter Luftangriffen zu leiden, weil keine nächtlichen Flächenangriffe, sondern gezielte Objektangriffe stattfanden. Insgesamt fanden etwa 20 solcher Angriffe statt, bei denen etwa 1.100 Menschen ums Leben kamen und etwa 400 Gebäude zerstört und ebenso viele beschädigt wurden. Im Westen der Stadt war das Messerschmitt-Flugzeugwerk ein strategisches Ziel für Luftangriffe, das nach drei Angriffen völlig zerstört war. Weitere strategische Ziele waren die Hafenanlagen im Osten der Stadt und die Bahnanlagen am südöstlichen Rand der Altstadt als Eisenbahnknotenpunkt zwischen München und Berlin. Das Messerschmitt-Flugzeugwerk, das zu den größten seiner Art in Europa gehörte, wurde am 17. August 1943 erstmals durch amerikanische Bomber angegriffen (Operation Double Strike) und ebenso wie die Hafenanlagen im Laufe des Jahres 1944 mit weiteren Angriffen völlig zerstört, ohne dass die in KZs ausgelagerte Produktion von Flugzeugen eingestellt oder gemindert wurde.
Der Baubestand der Altstadt wurde im Vergleich zum Zerstörungsgrad anderer deutscher Innenstädte weniger in Mitleidenschaft gezogen, wenngleich mit der Stiftskirche Obermünster eines der bedeutendsten Baudenkmale der Stadt völlig verloren ging und auch andere historische Bauten in der Altstadt, wie z. B. die Alte Kapelle oder die Neue Waag am Haidplatz, schwer beschädigt wurden. Bei insgesamt 20 Bombenangriffen der Royal Air Force und der United States Army Air Forces 1943–1945 starben etwa 3000 Menschen, unter ihnen viele Kriegsgefangene. Die Wohnraumsubstanz der Stadt wurde nur relativ wenig geschädigt: 82 % der Wohnungen galten als unbeschädigt, 9 % als mittel- bis schwerbeschädigt und 9 % als total zerstört.

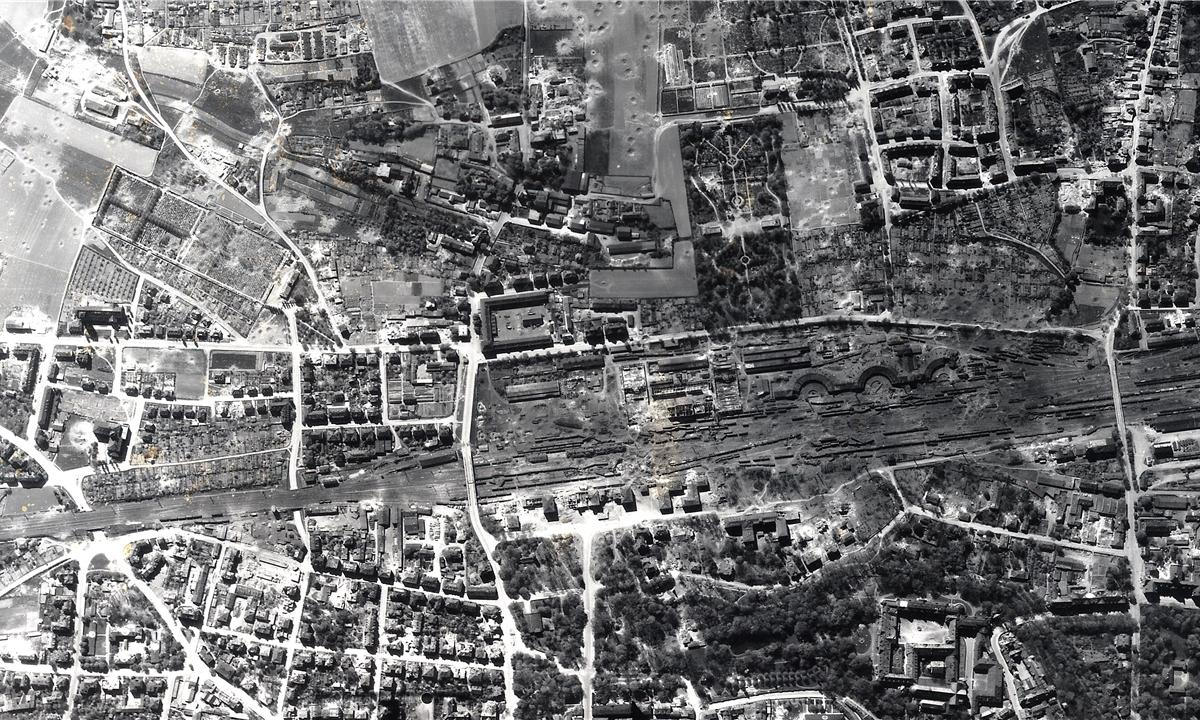
Britische Luftaufnahme des Gebiets des Regensburger Hauptbahnhofs und des Schlossparks, 20. April 1945

Schon 1944 hatte aus propagandistischen Gründen ein Führerbefehl Regensburg und zahlreiche andere Städte zur Festung erklärt. Am 22. April 1945 forderte Gauleiter (Gau Bayreuth) und Reichsverteidigungskommissar Ludwig Ruckdeschel in einer fanatischen Rede bzw. Rundfunkansprache im Velodrom die Verteidigung von Regensburg bis zum letzten Stein. Für die folgende Nacht kündigte er die Sprengung aller Donaubrücken an. Kurze Zeit später flohen Ruckdeschel und Regierungspräsident Gerhard Bommel in das Schloss Haus bei Neueglofsheim.
In den frühen Morgenstunden des 23. April 1945 wurden der Eiserne Steg, die Eiserne Brücke und die Adolf-Hitler-Brücke von zurückweichenden Truppen der Wehrmacht gesprengt, am späten Nachmittag auch zwei Pfeiler der aus dem 12. Jahrhundert stammenden Steinernen Brücke, eines der bedeutendsten Kulturdenkmäler der Stadt (gesprengt wurden der erste und zweite, sowie der zehnte und elfte Bogen). Damit existierte im Stadtgebiet keine intakte Brücke über den Südarm der Donau mehr. In der darauf folgenden Nacht folgten dann auch noch im Stadtnorden die neue Regenbrücke (die heutige Frankenbrücke) und die Reinhausener Brücke.
Damit die Stadt nicht noch mehr beschädigt werde bzw. um weitere Opfer zu vermeiden, fand am 23. April 1945 eine nicht genehmigte Demonstration für eine kampflose Übergabe der Stadt auf dem Moltkeplatz statt, die von Regensburger Frauen mit Kindern und alten Leuten, aber auch Soldaten und Geistlichen getragen wurde. Als Domprediger Johann Maier das Wort ergriff, um die – so seine Betonung – Bitte zu begründen, wurde er von Polizisten, zum Teil in Zivil, festgenommen, in derselben Nacht durch ein Standgericht wegen Wehrkraftzersetzung verurteilt und in der Dunkelheit gegen halb vier Uhr morgens gehängt. Mit Maier wurde der Regensburger Bürger Josef Zirkl hingerichtet. Der bereits zuvor erschossene pensionierte Gendarmeriebeamte Michael Lottner wurde zur Abschreckung unter den Galgen gelegt. Der Regensburger Bischof Michael Buchberger hielt sich in einem Luftschutzbunker auf und unterließ ein Eingreifen, weil er es für aussichtslos hielt. (siehe auch Endphaseverbrechen)
Nachmittags am 25. April besetzten Einheiten der 71. US-Infanteriedivision den Stadtteil Stadtamhof. Am gleichen Tag erreichten sie Donaustauf und abends Bad Abbach.
Am Tag des 26. April verließen die Wehrmacht-Einheiten und der Kampfkommandant Hans Hüsson die Stadt Regensburg in Richtung Südosten. Major Othmar Matzke, der ranghöchste und entgegen der Befehlslage in der Stadt verbliebene Offizier, schickte daraufhin in den Morgenstunden des 27. April in Absprache mit Oberbürgermeister Otto Schottenheim einen Generalmajor a. D. als Parlamentär zu den US-amerikanischen Truppen. Dieser bot eine bedingungslose Kapitulation an, und daraufhin wurde Regensburg kampflos an die 3. US-Armee übergeben.
Unter amerikanischer Besatzung wurde Regensburg im Juni 1945 zum Sammelpunkt für ca. 2200 italienische Staatsbürger, die von den Amerikanern aus Konzentrationslagern befreit worden waren und in den Hallen des ehemaligen Messerschmitt-Flugzeugwerkes untergebracht wurden. Sie wurden Ende Juli 1945 zurück nach Italien gebracht. Unter ihnen war auch der Maler Aldo Carpi, der zusammen mit amerikanischen Soldaten in einem Wohnhaus untergebracht war und über die unmittelbare Nachkriegszeit in Regensburg ausführliche Berichte hinterlassen hat.
Zum Gedenken an Regensburger Opfer des Nationalsozialismus verlegte Gunter Demnig am 12. Juni 2007 die ersten Stolpersteine in Regensburg.

### Nachkriegszeit
Bereits 1945 kurz nach Ende des Krieges überschritt die Einwohnerzahl die Marke von 100.000 deutlich und erreichte bis zur Jahrtausendwende 150.000. Nach dem Krieg waren Flüchtlingsströme aus dem Osten (insbesondere aus dem Sudetenland) die Hauptursache für den Einwohnerzuwachs. Neben den Flüchtlingen gab es noch eine Gruppe von ca. 6.000 Personen, davon 5.000 Ukrainer und 1.000 Personen unklarer Staatsangehörigkeit, die bis 1949 als sog. Displaced Persons in der während des Krieges gebauten Ganghofer-Siedlung untergebracht wurden, die deshalb als „Kleine Ukraine“ bezeichnet wurde. Siehe auch UNRRA und Flüchtlingspolitik (Deutschland).
Die Flüchtlinge wurden in der Altstadt untergebracht, weil in den Außenbereichen die Bebauung fehlte. Das führte um 1955 dazu, dass die Einwohnerdichte in Regensburg so hoch war wie nirgendwo sonst in der Bundesrepublik. Wegen der unzumutbaren Wohnverhältnisse war die Brandgefahr hoch und es mussten nicht nur Pläne und Maßnahmen zur Sanierung der Altstadt in Angriff genommen werden, sondern auch Neubaumaßnahmen in den Außenbereichen der Stadt. Nach langer Verzögerung kam 1957 auch in Regensburg die 1933 entstandene Charta von Athen zur Anwendung. Die Charta war ein für Stadtplaner wichtiges Architekturmanifest, in dem neben dem Bau von platzsparenden Hochhäusern auch gesundes Bauen außerhalb von dicht besiedelten Altstädten, in Lagen mit Licht, Luft und Sonne und mit Spiel- und Sportanlagen empfohlen wurde. Gemäß der Charta entstanden in Regensburg außerhalb der Altstadt in mehreren äußeren Wohngebieten, wie z. B in der Konradsiedlung nach 1962 über 900 Wohnungen in Hochhäusern und viergeschossigen Wohnblocks, die durch ein eigenes Heizwerk versorgt wurden. Auch eine Infrastruktur mit Kindergärten, vielen Spielplätzen Postamt und Versorgungsgeschäften wurde geschaffen.
Für Regensburg mit einer Altstadt der engen Gassen und alten Bauten, die im Krieg weitgehend von Bombenschäden verschont geblieben waren, tauchte damit die Frage auf, ob eine Sanierung erfolgen sollte und wenn ja wie sie erfolgen sollte. Sollten nur einzelne, ausgewählte Bauten erhalten oder sollten größere Traditionsinseln geschaffen werden? Oder sollte die Altstadt planlos den dynamischen Kräften des modernen Lebens und der wachsenden Wirtschaft überlassen werden? Fragen dieser Art waren wichtig, weil es das Bayerische Denkmalschutzgesetz, das erst 1973 in Kraft trat, damals noch nicht gab. Diese Fragen wurden behandelt in einer 1967 erschienenen wissenschaftlichen Publikation mit dem Titel „Regensburg – Zur Erneuerung einer alten Stadt“. Die Publikation war erschienen als Abschlussbericht eines Städtebaulichen Seminars der „Stiftung Regensburg“. Im Bericht wurden mit Blick auf die besondere Situation von Regensburg neben denkmalpflegerischen und städtebaulichen Überlegungen auch soziologische, wirtschaftliche, rechtliche und Fragen des Verkehrs erörtert. Der Bericht entstand in dreijähriger Arbeit unter Leitung des Stadtplaners Prof. Werner Hebebrand und lenkte bundesweit die Aufmerksamkeit auf Regensburg. Finanziert wurde der Bericht durch den Kulturkreis der deutschen Wirtschaft im Bundesverband der Deutschen Industrie. Der eigentliche Initiator des Städtebaulichen Seminars war der renommierte Architekt und Städtebauexperte Sep Ruf. Er hatte 1963 bei einem Aufenthalt in Regensburg angesichts der dort 1957 nach dem Abbruch von neun Häusern und Anwesen aus dem 13. und 18. Jahrhundert begonnenen Neubaumaßnahmen der Friedrich Pustet KG erkannt, dass für die Altstadt von Regensburg die Gefahr bestand, dauerhaft durch die Anforderungen des modernen Straßenverkehrs und der neuen Wohnstandards beschädigt zu werden.
Am Ende des Berichtes standen Forderungen nach Erlass eines Denkmalschutzgesetzes zur Verhinderung der Abbrüche von Denkmälern, nach Anpassung des geplanten Städtebauförderungsgesetzes an Städte mit Baudenkmälern und nach Finanzierungsmöglichkeit zum Erhalt von Denkmälern, Forderungen, die sich dann ab 1973 erfüllten. Auf die für den Neupfarrplatz damals bereits geplanten großflächigen Abbruchmaßnahmen hatte der in Regensburg entstandene Bericht noch keine Auswirkungen.

### Jüngste Vergangenheit
Zwischen 1971 und 1983 gab es neue Gründe für das Wachstum der Bevölkerung. Im Zuge der Gemeindegebietsreform gab es zahlreiche Eingemeindungen und außerdem erfolgten diverse Infrastrukturmaßnahmen, die zu Zuzügen führten, wie die Gründung der Universität und Ansiedlungen von Industriebetrieben.

Siegel der Universität Regensburg

1960 nahm der Osthafen (erbaut 1960/61 und 1970–72) seinen Betrieb auf, gefolgt 1978 vom Main-Donau-Kanal. 1965 wurde der Grundstein zum Bau der Universität gelegt, deren Fakultäten ab 1967 ihren Betrieb aufnahmen. Hinzu kam die Fachhochschule. Der geplante Bau eines Universitätsklinikums verzögerte sich. Erst 1984 begann mit der Grundsteinlegung zum Zahnklinikum der Bau des Klinikums, das 1992 eröffnet wurde.
Der Siemens-Konzern hat seinen Standort Regensburg permanent ausgebaut, unter anderem durch Errichtung einer Fabrik zur Chipherstellung (heute Infineon AG). Im Zuge der bereits erwähnten Eingemeindungen erfuhr Regensburg einen Gebietszuwachs von knapp 3 km2. Dadurch wurde es möglich, dass 1986 bei Harting das BMW-Werk die Produktion aufnehmen konnte. Ab 1989 produzierte Toshiba in Regensburg Laptops und Notebooks, gab aber 2009 seinen Standort in Regensburg wieder auf. Dafür hat sich, u. a. auf dem ehemaligen Toshiba-Gelände, das Unternehmen Osram neu angesiedelt, welches hier klassische und neuartige Lichtquellen produziert und erforscht.
In den 1980er Jahren regte sich auch in Regensburg Widerstand gegen die ca. 35 km entfernte atomare Wiederaufarbeitungsanlage Wackersdorf (WAA). Schon im November 1981 demonstrierten rund 2000 Menschen in der Regensburger Innenstadt gegen ein mögliches WAA-Projekt in der Oberpfalz. Im Januar 1986 warnten u. a. 50 Physiker der Uni Regensburg mit einer Resolution vor den Gefahren der WAA. Im November 1987 war die Uraufführung von Harald Grills „Jorinde und Joringel im Wackersdorfer Wald“ im Theater am Haidplatz. Österreichische WAA-Gegner veranstalteten im September 1988 „Salzburger Protestspiele“ in Regensburg.
1997 wurde Regensburg mit dem Europapreis für seine hervorragenden Bemühungen um den europäischen Integrationsgedanken ausgezeichnet.
Vom 21. bis zum 23. Juli 2000 fand in Regensburg das Fest der Bayern statt, die Abschlussveranstaltung der offiziellen Millenniumsfeierlichkeiten des Freistaates Bayern. Die Wahl war auf Regensburg gefallen, da es im 6. Jahrhundert die erste Hauptstadt Baierns war. Insgesamt besuchte etwa eine halbe Million Menschen das Fest.
Der historische Stadtkern Regensburgs mit engen Gassen, zahlreichen Patrizierhäusern und Kapellen, Kirchen und Klöstern aus allen Kunstepochen des Mittelalters konnte in Folge der nach 1955 beginnenden und von der Bevölkerung mitgetragenen Stadtsanierungsmaßnahmen trotz einiger Verluste weitestgehend erhalten werden. Damit bietet der Stadtkern heute mit einem Bestand von über 1000 geschützten Denkmälern die größte mittelalterliche Altstadt Deutschlands. Außerdem findet sich in der Altstadt die größte Anzahl an Geschlechtertürmen nördlich der Alpen, was Regensburg den Beinamen „Nördlichste Stadt Italiens“ eingetragen hat.
Am 13. Juli 2006 wurde die Regensburger Altstadt mitsamt Stadtamthof von der UNESCO als Weltkulturerbe anerkannt. Die Stadt richtete 2007 ein Weltkulturerbezentrum ein, das im historischen Salzstadel beim südlichen Brückturm der Steinernen Brücke untergebracht ist. Dort werden an zentraler Stelle detaillierte Informationen zur Stadtgeschichte gegeben (~ 2000 Jahre) und aktuelle Ausstellungen durchgeführt.
2015 wurde Regensburg der Ehrentitel „Reformationsstadt Europas“ durch die Gemeinschaft Evangelischer Kirchen in Europa verliehen.

### Eingemeindungen
Am 1. Januar 1904 wurde die bis dahin selbständige Gemeinde Karthaus-Prüll eingegliedert. Am 1. April 1924 kamen Reinhausen, Sallern, Schwabelweis, Stadtamhof, Steinweg, Weichs und Winzer hinzu. Am 1. April 1938 folgten Dechbetten, Großprüfening und Ziegetsdorf. Anlässlich der Gemeindegebietsreform in Bayern wurden Burgweinting, Harting und Oberisling am 1. Januar 1977 eingegliedert. Ein Teil der Nachbargemeinde Barbing mit mehr als 400 Einwohnern folgte am 1. Januar 1978.

### Einwohnerentwicklung

Bevölkerungsentwicklung von 1818 bis 2017

Mit Beginn der Industrialisierung im 19. Jahrhundert setzte ein starkes Bevölkerungswachstum ein. Lebten 1818 in der Stadt 18.933 Einwohner, so waren es 1867 bereits 30.357, 1890 dann 37.934 und 1910 dann 52.624 Einwohner. Bedingt durch zahlreiche Eingemeindungen in den Jahren 1924 und 1938 stieg die Einwohnerzahl bis 1939 auf 96.000. Im Jahre 1940 überschritt die Bevölkerungszahl der Stadt die Grenze von 100.000, wodurch sie zur Großstadt wurde. Am 31. März 2007 betrug die „Amtliche Einwohnerzahl“ nach Fortschreibung des Bayerischen Landesamtes für Statistik und Datenverarbeitung 131.489. Dabei zählen nur Hauptwohnsitze nach Abgleich mit den anderen Landesämtern. 2011 wurde erstmals die Grenze von 150.000 Einwohnern überschritten (152.089 Einwohner). Im Oktober 2018 betrug der Bevölkerungsstand (Gesamtbevölkerung mit Haupt- und Nebenwohnsitz) 166.467. Dabei waren 81.590 männlich und 84.877 weiblich.
Zwischen 1988 und 2018 wuchs die kreisfreie Stadt von 119.078 auf 152.610 um 33.532 Einwohner bzw. um 28,2 %. Bei der Volkszählung in Deutschland 2022 wurden 11.000 Einwohner weniger gezählt, so dass die Einwohnerzahl wieder unter 150.000 Einwohner auf 149.664 Einwohner sank (Stand: 31. Dezember 2023).
| Jahr | Einwohnerzahl | Anmerkungen |
| ---- | ------------- | --- |
| 1861 | 27.875        | in 7175 Familien, davon 102 Familien und 3626 Personen vom Militär |
| 1864 | 29.893        | meist katholische Einwohner, worunter 3868 Einwohner vom Militär, davon 6232 Protestanten, 22 sonstige Christen, 137 Israeliten                                                                                                   |
| 1871 | 29.185        | am 1. Dezember 1871, darunter 697 aktive Militärpersonen, 2363 Wohngebäude, 23.209 Katholiken, 5506 Protestanten, 15 Reformierte, 13 Mennoniten, sieben Wiedertäufer, drei Deutsch-Katholiken, zwei Freireligiöse, 430 Israeliten |
| 1875 | 31.504        | [ 99 ] |
| 1880 | 34.516        | [ 99 ] |
| 1885 | 36.093        | [ 99 ] |
| 1890 | 37.934        | [ 99 ] |
| 1900 | 45.429        | davon 5790 Evangelische, 39.018 Katholiken |
| 1905 | 68.412        | mit der Garnisom (ein Infanterieregiment Nr. 11), davon 5960 Evangelische, 529 Juden |
| 1910 | 52.624        | davon 6531 Evangelische, 45.440 Katholiken |
| 1925 | 76.948        | davon 7128 Evangelische, 69.080 Katholiken, 102 sonstige Christen, 478 Juden |
| 1933 | 81.106        | davon 6632 Evangelische, 73.632 Katholiken, 86 sonstige Christen, 427 Juden |
| 1939 | 90.651        | davon 8685 Evangelische, 80.383 Katholiken, 255 sonstige Christen, 226 Juden |
| 1950 | 117.291       | [ 99 ] |
| 1960 | 123.400       | davon 23.900 Vertriebene |
| 2011 | 135.403       | Ergebnis des Zensus 2011 zum Stichtag 9. Mai 2011 |
| 2021 | 153.542       | |
| 2023 | 159.465       | |
| 2024 | 151.389       | |

### Konfessionsstatistik
Seit 1950 (damals waren 84,3 % der Einwohner katholisch) nimmt der Anteil der Katholiken an der Gesamtbevölkerung ab. 1970 waren noch 82,4 % der Bevölkerung katholisch und 14,5 % evangelisch. 2018 waren von den Einwohnern 50,2 % katholisch, 12,8 % evangelisch und 37,1 % gehörten anderen oder keiner Glaubensgemeinschaft an. Ende 2024 waren von den Einwohnern 39,7 % römisch-katholisch, 10,5 % evangelisch und 49,8 % gehörten einer anderen Glaubensgemeinschaft oder keiner Glaubensgemeinschaft an.
Die evangelische und katholische Kirchen in Regensburg verlieren seit 2020 jährlich 1 % der Gesamtbevölkerung durch Kirchenaustritte. 2023 waren es 2.300 Menschen und 2024 fast 2.000.

## Religion

### Christentum

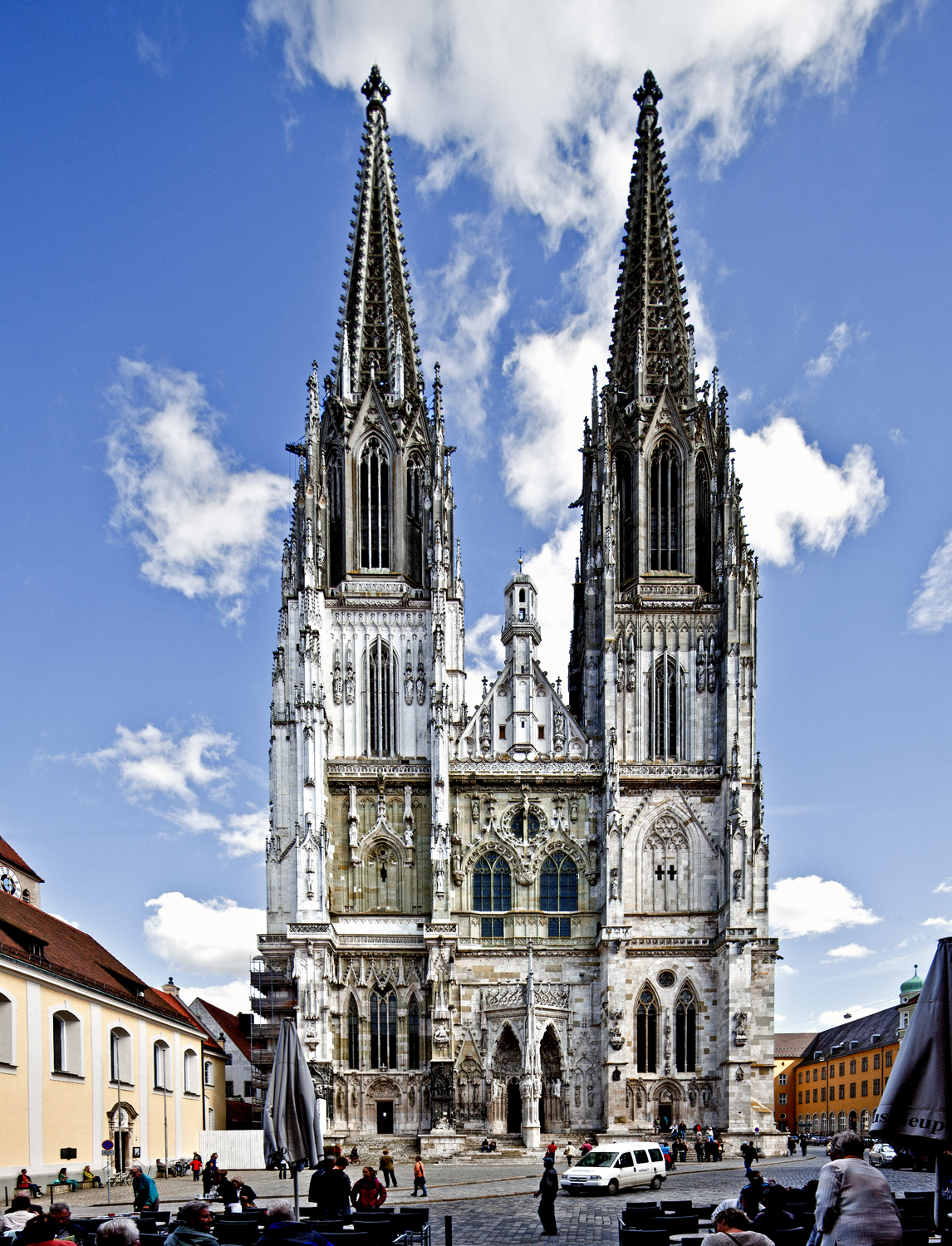
Dom St. Peter, Westfront

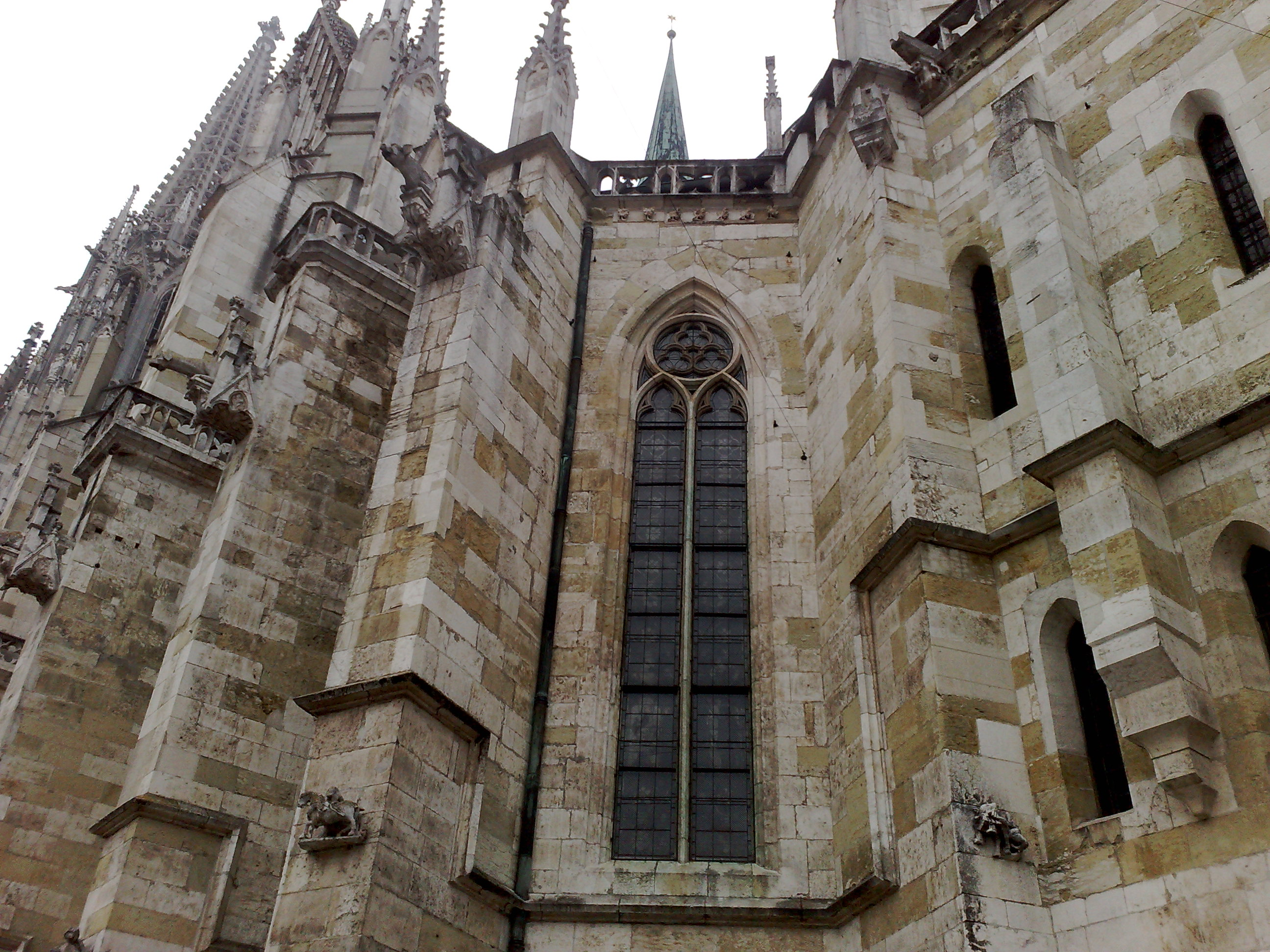
Dom St. Peter, Blick von unten

Im Jahr 739 stiftete der Heilige Bonifatius das Bistum Regensburg. In der Folgezeit wurden zahlreiche Klöster gegründet. Regensburg stand mit Cashel, Irland, in engem kulturellen Austausch. Dort wurden Geistliche ausgebildet, die später nach Regensburg kamen. Das Bistum Regensburg war zunächst der Erzdiözese Mainz, später dem Erzbistum Salzburg unterstellt. Auch wenn durch Pfründehäufung Regensburg oft der persönlichen Anwesenheit seines Oberhirten entbehrte, so gibt es seit der Canonischen Errichtung des Bistums eine nur durch die Ernennungsmodalitäten geringfügig unterbrochene Folge der Regensburger Bischöfe bis heute.
Nach Einführung der Reformation im Oktober 1542 und der ersten öffentlichen Abendmahlsfeier am 15. Oktober 1542 in der Neupfarrkirche waren zwar der Rat der Stadt und die Bürger zum Protestantismus konvertiert, jedoch verblieben die katholischen Reichsstände im Stadtgebiet von Regensburg ebenso wie der katholische Bischofssitz und die reichsfreien Stifte Obermünster und Niedermünster und das reichsfreie Kloster St. Emmeran, die nicht zum Territorium der Reichsstadt selbst gehörten. Das katholische Bekenntnis blieb in der Stadt weiterhin vertreten und wurde nach 1810 durch zahlreiche Zuwanderung zum vorherrschenden Bekenntnis. Die Konfessionsmischung hatte Regensburg schon früh eine Sonderstellung im Reich verliehen und war neben der Nähe zum kaiserlichen Wien auch ein Grund dafür, dass der Immerwährende Reichstag seinen Sitz in Regensburg nahm. Die Stadt bot ein Territorium im Reich, in dem beide Konfessionen friedlich zusammentreffen konnten.
Bis zum Reichsdeputationshauptschluss 1803 war an den erzbischöflichen Stuhl von Mainz das Amt des Reichserzkanzlers gebunden. Das war 1803 Carl Theodor Anton Maria Reichsfreiherr von Dalberg. Mit dem Reichsdeputationshauptschluss wurden die Mainzer Rechte nach Regensburg übertragen, Dalberg wurde Erzbischof von Regensburg, was er bis zu seinem Tod 1817 blieb. 1817/1821 wurde das Bistum Regensburg neu umschrieben und der Kirchenprovinz München und Freising unterstellt. Das Bistum Regensburg ist das flächenmäßig größte bayerische Bistum mit 14.665 Quadratkilometern und setzt sich aus 33 Dekanaten zusammen. Die 24 Pfarrgemeinden und 4 weiteren Seelsorgestellen der Stadt Regensburg gehören innerhalb des Bistums zum Dekanat Regensburg, das mit den Dekanaten Laaber, Alteglofsheim, Donaustauf und Regenstauf die Region Regensburg bildet.
Daneben besteht in Regensburg eine alt-katholische Pfarrgemeinde.
Die russisch-orthodoxe Gemeinde nutzt die Maria-Schutz-Kirche im Stadtpark. Die Rumänisch Orthodoxe Kirchengemeinde Hl. Dreifaltigkeit nutzt die Klosterkirche St. Matthias in der Ostengasse. In deren Mönchschor hinter dem Hochaltar wurde 1974 durch das Ostkirchliche Institut Regensburg eine Kapelle eingerichtet, die heute von der serbisch-orthodoxen Gemeinde genutzt wird.
Die evangelischen Gemeinden wurden nach Einführung der Reformation von einem Superintendenten geleitet. Als Kirchenverwaltungsbehörde bestand ein Konsistorium. Nach dem Übergang an Bayern 1810 wurden die Gemeinden Teil der Evangelisch-Lutherischen Kirche in Bayern. Die sieben Regensburger Gemeinden gehören innerhalb dieser Landeskirche zum Dekanat Regensburg im gleichnamigen Kirchenkreis.
Im Bereich der Freikirchen bestehen in Regensburg heute Gemeinden der Siebenten-Tags-Adventisten, der Baptisten, der Mennoniten (seit 1820), der Methodisten und der Pfingstler sowie eine Freie evangelische Gemeinde.
Während seiner sechstägigen Pastoralreise durch Bayern im Jahr 2006 verbrachte Papst Benedikt XVI. drei Tage in Regensburg. Dabei feierte er auf dem am südlichen Stadtrand gelegenen Islinger Feld zusammen mit etwa 230.000 Menschen die Heilige Messe. Außerdem hielt er an der Universität eine in der Folge von islamischer Seite kritisierte Vorlesung und feierte im Dom eine ökumenische Vesper mit hohen Vertretern der evangelischen und orthodoxen Kirche.
Vom 28. Mai bis 1. Juni 2014 fand in Regensburg der 99. Deutsche Katholikentag statt. Es handelte sich um den dritten Katholikentag in Regensburg, der erste fand 1849 und der zweite 1904 statt.

### Judentum

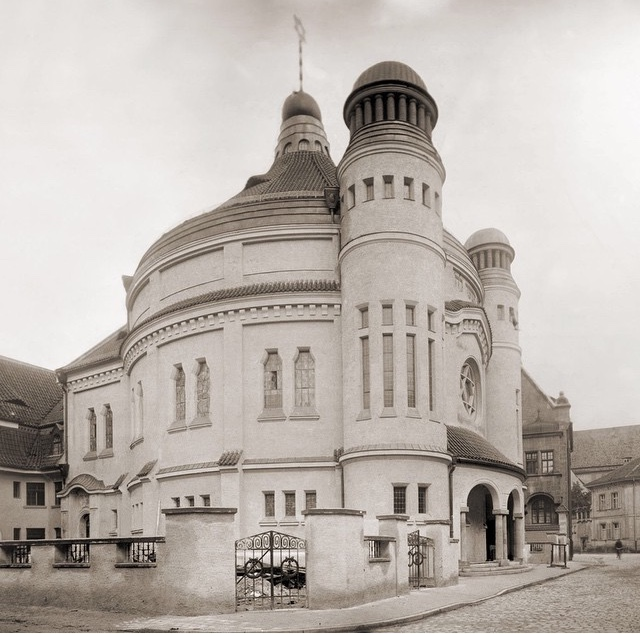
Neue Synagoge von Regensburg, während der Reichspogromnacht am 10. November 1938 zerstört

Regensburg war die erste jüdische Gemeinde in Bayern und im Mittelalter eine der bedeutendsten in Europa. Aus dem Jahr 981 stammt die früheste urkundliche Erwähnung eines Juden in Regensburg. In den folgenden Jahrhunderten florierte die Gemeinde und brachte einige der bekanntesten zeitgenössischen Schriftgelehrten und Lyriker wie Isak ben Mordechai, Efraim ben Isaak (Efraim der Große aus Regensburg) und Jehuda ben Samuel he-Chasid (Jehuda der Fromme) hervor. Das Judenviertel befand sich am heutigen Neupfarrplatz. Im Jahre 1519 wurde die Synagoge zerstört, die Juden wurden vertrieben. Ab 1669 lebten wieder Juden in der Stadt. Zwischen 1861 und 1871 wuchs die Gemeinde von 150 auf 430 Mitglieder an. Ein Synagogenneubau entstand 1912.
Die wechselvolle Geschichte der jüdischen Gemeinde zu Regensburg endete vorläufig mit der Zerstörung der Synagoge in der Pogromnacht 1938 und der Deportation und Ermordung der Regensburger Juden während des Zweiten Weltkriegs. Die rund 400 Juden in Regensburg wurden enteignet, beraubt und verschleppt. An die 250 wurden ermordet.
Nach dem Ende des Krieges 1945 nahm Regensburg etwa 3500 Juden auf, die aus dem KZ Flossenbürg befreit worden waren. Noch hinzu kamen Juden mit unklarer Staatsangehörigkeit, die aus Lagern in Osteuropa in die bayerische US-Besatzungszone geflüchtet waren und deshalb zur großen Gruppe der sog. Displaced Persons gezählt wurden. Sie wurden in der Ganghofer-Siedlung untergebracht. Die meisten von ihnen wanderten in die USA oder nach Israel aus, so dass Regensburg 1953 nur noch rund 400 Juden zählte. Anfang der 1990er Jahre waren es gerade noch 60. Seit dem Zerfall der Sowjetunion ist die Zahl durch Zuwanderung wieder auf etwa 1000 gestiegen.

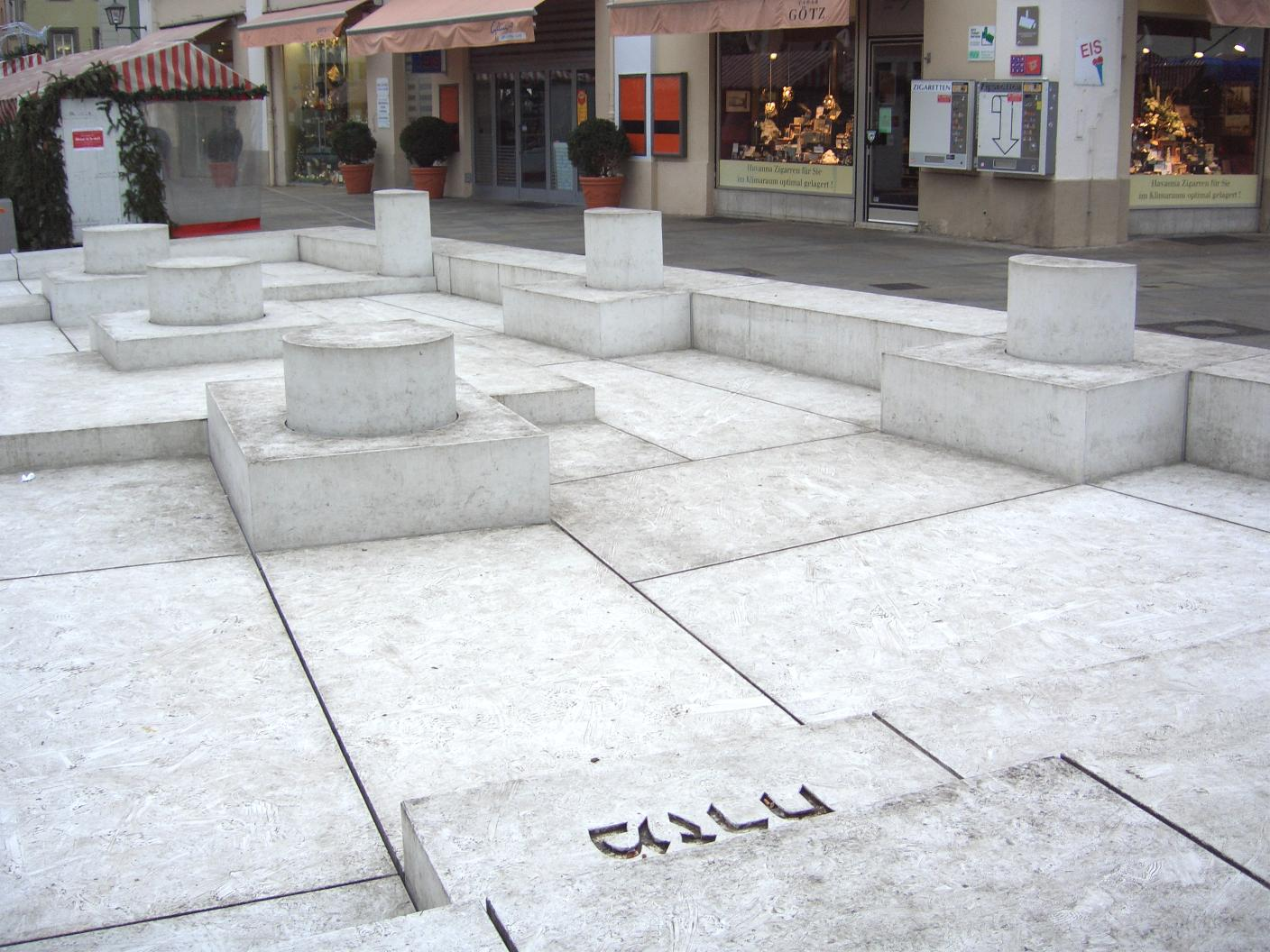
Das von Dani Karavan gestaltete Bodenrelief am Regensburger Neupfarrplatz, das den Grundriss der mittelalterlichen Synagoge nachzeichnet

Bei Grabungen am Neupfarrplatz wurden 1995 Reste der Synagoge wiederentdeckt. Dort richtete die Stadt ein Informationszentrum ein, das document Neupfarrplatz. Es informiert unterirdisch über die wechselhafte Geschichte des Neupfarrplatzes: Jüdisches Ghetto und Religionszentrum von internationaler Bedeutung, Juden-Vertreibung, Katholische Wallfahrtskirche Zur Schönen Maria, Evangelische Neupfarrkirche als Mutterkirche des österreichischen und süd-osteuropäischen Protestantismus. Der Grundriss der ehemaligen Synagoge wird durch ein vom israelischen Künstler Dani Karavan gestaltetes begehbares Bodenrelief aus weißem Beton nachgezeichnet, das am 13. Juli 2005 eingeweiht wurde. Das 2019 eingeweihte Jüdische Gemeindezentrum mit einer Synagoge steht auf dem Gelände des in der Pogromnacht zerstörten Vorgängerbaus wenige 100 Meter östlich des Neupfarrplatzes in der Straße „Am Brixener Hof“. Jüdische Friedhöfe befinden sich in der Schillerstraße westlich des Stadtparks sowie in einem Abschnitt des städtischen Friedhofs auf dem Dreifaltigkeitsberg.

### Islam
Die Anzahl der in Regensburg wohnhaft gemeldeten Muslime dürfte zwischen 4000 und 5000 liegen, davon wohl gut die Hälfte türkischer Abstammung. Aus den restlichen Herkunftsländern muslimischer Einwanderer, die wie in vielen anderen deutschen Großstädten von Marokko bis Pakistan und Indonesien reichen, sind eine größere Gruppe von Tunesiern, die seit 1969 in der Stadt lebt, und die besonders in den Jahren nach 1995 ansässig gewordenen Iraker erwähnenswert.
Neben zwei türkischen Moscheevereinen der DITIB (Merkez-Moschee, Lindnergasse, 1978 gegründet, später DITIB-Verein) und des VIKZ (Adolf-Schmetzer-Straße) existieren ein „Albanisch-Islamisches Kulturzentrum“ (Alte Straubinger Straße), eine Niederlassung der Ahmadiyya (Von-Donle-Straße) und zwei arabische Vereine, der „Islamisch-Arabische Kulturverein“ (As-Siddiq, Walderdorffstraße) und das „Islamisch-Arabische Kulturzentrum“ (Al-Rahman-Moschee/Masjid Arrahman).
Nach seinem Auszug aus den früheren Räumlichkeiten in der Hemauerstraße errichtete letzterer im Jahr 2009 ein großes Gemeindehaus an der Alten Straubinger Straße.
Muslimische Friedhöfe befinden sich in einem Abschnitt des städtischen Friedhofs auf dem Dreifaltigkeitsberg sowie in der nördlich von Regensburg liegenden Ortschaft Kareth. Seit 2024 gibt es am Unteren Katholischen Friedhof ein muslimisches Gräberfeld.

### Buddhismus
1978 etablierte sich in Regensburg eine buddhistisch praktizierende Meditationsgruppe unter Anleitung Lama Ole Nydahls. In der Folge gründete sich das buddhistische Zentrum Regensburg, seit 1999 in dem historischen Gebäude Brixener Hof, derzeit die größte buddhistische Gruppierung der Stadt. Das buddhistische Zentrum ist im gemeinnützigen Verein Buddhistische Zentren Bayern der Karma-Kagyü-Linie e. V. unter dem Buddhistischen Dachverband Diamantweg (BDD) e. V. organisiert.
Neben dem Diamantwegszentrum sind in Regensburg mehrere weitere buddhistische Gruppen aktiv, wie die buddhistische Meditationsgruppe Regensburg, Zen-Buddhisten und Won-Buddhisten.

### Sonstige Religionsgemeinschaften
In Regensburg sind auch Zeugen Jehovas und die Mormonen vertreten.

## Politik

### Stadtrat
- BSW: 1
- PARTEI: 1
- RIBISL: 1
- SPD: 7
- Grüne: 11
- BRÜCKE: 6
- FDP: 2
- FW: 3
- ÖDP: 3
- CSU: 13
- CSB: 1
- AfD: 2

Die Sitze der SPD beinhalten auch den Sitz der Oberbürgermeisterin.
Die politische Führung Regensburgs basierte jahrhundertelang auf der Reichsunmittelbarkeit. Regensburg erhielt 1245 durch Kaiser Friedrich II. das Recht der Selbstverwaltung und das Privileg, „einen Bürgermeister und Rat zu setzen“. Damit war sie Freie Reichsstadt und blieb es bis 1803. Der Rat hatte 16 Mitglieder. Diese Zahl wurde bis 1803 beibehalten. Zwischen 1803 und 1810 war Regensburg Kurfürstentum unter dem Reichserzkanzler Carl Theodor von Dalberg. 1809 stand die Stadt unter französischer Besatzung. Mit dem Übergang an Bayern 1810 wurde Regensburg Hauptstadt des Regenkreises und wurde ab 1811 durch einen königlichen Polizeidirektor geleitet.
Ab 1818 stand an der Spitze der Stadt ein Erster Bürgermeister, der ab 1907 den Titel Oberbürgermeister (OB) erhielt. Heute gibt es neben dem OB noch zwei weitere hauptamtliche Bürgermeister. Der OB und der Stadtrat werden für eine Legislaturperiode von sechs Jahren gewählt. Beide Wahlen finden zum gleichen Termin statt. Der Stadtrat setzt sich aus 50 gewählten Mitgliedern und dem Oberbürgermeister zusammen. Darüber hinaus gibt es vier berufsmäßige Stadträte ohne Stimmrecht: Wirtschafts-, Wissenschafts- und Finanzreferent, Rechts- und Umweltreferent, Planungs- und Baureferent sowie ein Kulturreferent.
Die letzte Stadtratswahl fand, wie im gesamten Freistaat Bayern, am 15. März 2020 statt. Dem Rat gehören demnach acht Fraktionen an. Die Linke, Die Partei, Ribisl und die CSB haben keinen Fraktionsstatus.

### Oberbürgermeister
Am 18. Januar 2017 wurde der seit 2014 amtierende Oberbürgermeister Joachim Wolbergs (bis April 2019 SPD) im Zuge der Regensburger Parteispendenaffäre wegen des Verdachts der Bestechlichkeit verhaftet und in Untersuchungshaft genommen. Als Haftgrund wurde von der zuständigen Staatsanwaltschaft Regensburg Verdunklungsgefahr angegeben. Am 27. Januar 2017 wurde er vorläufig des Dienstes enthoben, seitdem führte Bürgermeisterin Gertrud Maltz-Schwarzfischer (SPD) kommissarisch die Amtsgeschäfte. Am 28. Februar 2017 wurde der Haftbefehl gegen Wolbergs mit Auflagen außer Vollzug gesetzt, er blieb aber vorläufig des Amtes enthoben. Am 3. Juli 2019 wurde Wolbergs in allen wesentlichen Anklagepunkten freigesprochen. In zwei Fällen aus 2015 und 2016 – das Gericht wertete diese Fälle als „Verbotsirrtum“ – wurde er der Vorteilsannahme in Höhe von gesamt 150.000 € schuldig gesprochen. Von einer Strafzumessung sah das Gericht ab, die vorläufige Amtsenthebung blieb jedoch bestehen. Die Staatsanwaltschaft kündigte umgehend Revision gegen das Urteil an, ebenso Wolbergs. Anfang Oktober 2019 begann ein zweiter Korruptionsprozess am Landgericht Regensburg gegen Wolbergs. Der Vorwurf der Staatsanwaltschaft lautet Bestechlichkeit und Vorteilsannahme; auch in diesem Prozess stehen Spenden aus der Baubranche an Wolbergs’ damaligen SPD-Ortsverein im Mittelpunkt.
Bei der Stichwahl zu den Kommunalwahlen in Bayern 2020 wurde am 29. März 2020 Gertrud Maltz-Schwarzfischer (SPD) mit 50,74 % der gültig abgegebenen Stimmen zur Oberbürgermeisterin ab 1. Mai 2020 gewählt. Gegenkandidatin in der Stichwahl war Astrid Freudenstein (CSU).

### Wappen und Flagge
| Wappen der kreisfreien Stadt Regensburg | Blasonierung: „In Rot zwei schräg gekreuzte silberne Schlüssel.“ |
| Wappen der kreisfreien Stadt Regensburg | Wappenbegründung: Die Schlüssel sind das Attribut des Heiligen Petrus, der das Patrozinium des Regensburger Domes innehat und Schutzpatron der Stadt ist. Er ist in den Siegeln der Stadt schon seit dem 12. Jahrhundert nachweisbar, doch wurde er im Laufe der Geschichte unterschiedlich dargestellt. Ab 1395 zeigt das Sekretsiegel der Stadt Schlüsselwappen unter der Gestalt des Stadtpatrons. Seit 1398 wurde das Wappen in Wappenbüchern abgebildet. Seit 1549 wird das Wappen als Wasserzeichen der Regensburger Papiermühle verwendet. Ab diesem Jahr treten die Schlüssel als Symbole auch allein auf und wurden später ebenfalls mehrmals verändert. Sie konnten sich jedoch als Stadtwappen behaupten. Als älteste plastische Darstellung des Stadtwappens wurde ursprünglich der Wappenschild am Erker des Alten Rathauses bezeichnet. Kunsthistoriker datieren dieses Schlüsselwappen auf die Mitte des 14. Jahrhunderts. |

Flagge der Stadt Regensburg mit aufgelegtem Wappen

Die Stadtflagge ist silber (weiß) und rot.

### Städtepartnerschaften

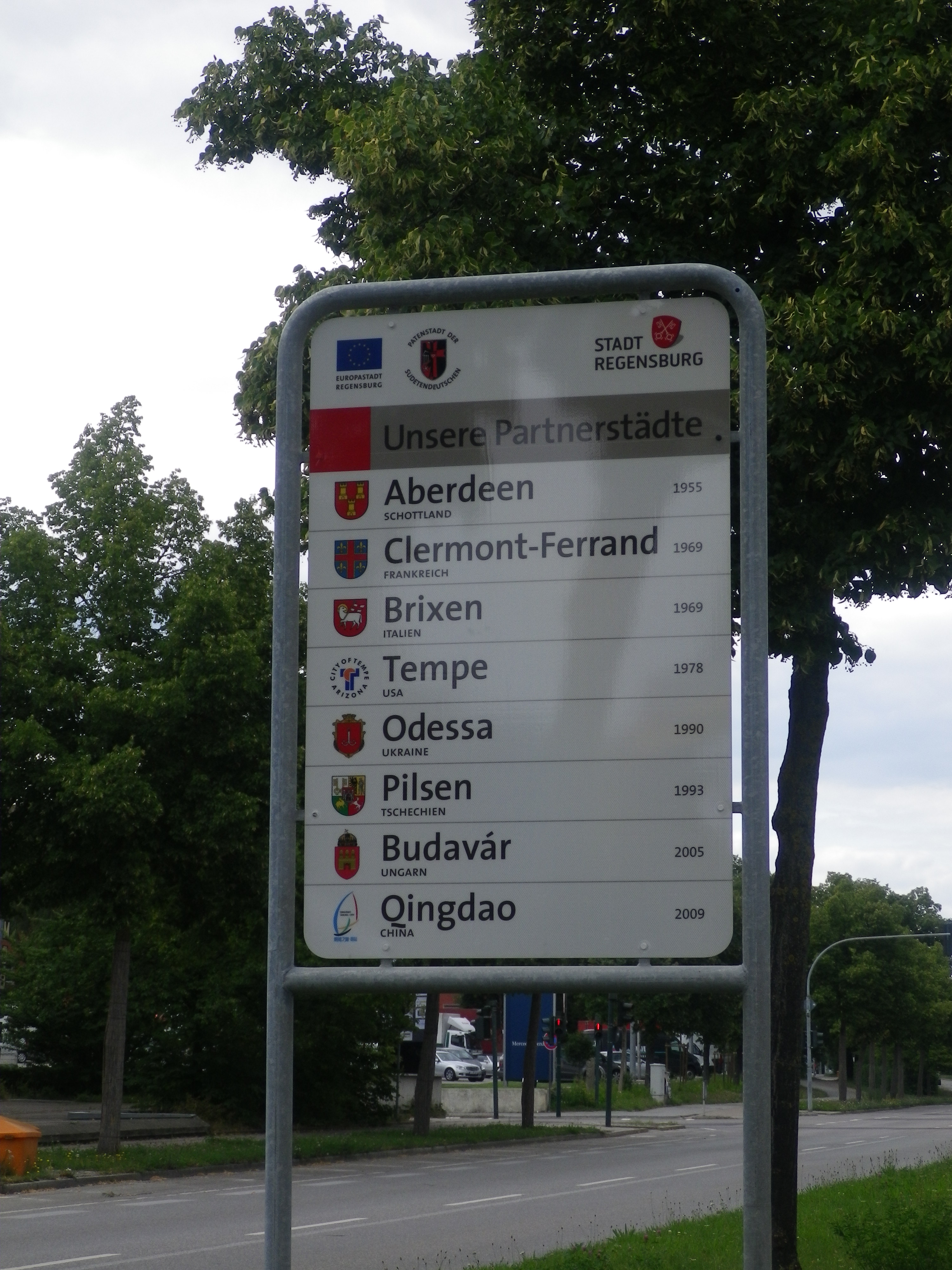
Hinweistafel auf die Partnerschaften am Ortseingang von Regensburg

Regensburg unterhält folgende Städtepartnerschaften:
- Aberdeen (Vereinigtes Königreich), seit 1955
- Clermont-Ferrand (Frankreich), seit 1969
- Brixen (Italien), seit 1969
- Tempe (Vereinigte Staaten), seit 1978
- Odessa (Ukraine), seit 1990
- Pilsen (Tschechien), seit 1993
- Budavár (Stadtbezirk von Budapest; Ungarn), seit 26. Mai 2005
- Qingdao (Volksrepublik China), seit 2009[130]

### Patenschaften
Am 10. November 1951 hat die Stadt Regensburg die Patenschaft über die Sudetendeutsche Volksgruppe übernommen.

### Stadtfreiheitstag und Brückenpreis
Seit 1980 feiert die Stadt alljährlich am 10. November den Stadtfreiheitstag. An diesem Tag im Jahre 1245 erhielt sie die Urkunde für ihre Selbstständigkeit, für die Stadtfreiheit. Heute werden an diesem Tag verdiente Bürger der Stadt geehrt und ausgezeichnet.
Anlässlich des 750. Jahrestags der Reichsfreiheit stiftete die Stadt den Brückenpreis der Stadt Regensburg.

## Kultur und Sehenswürdigkeiten
Regensburg verfügt über 1347 denkmalgeschützte Objekte (Stand 1. Mai 2020).
Davon bilden 984 im historischen Kern das Ensemble „Altstadt mit Stadtamhof“, welches 2006 von der UNESCO als Weltkulturerbe ausgezeichnet wurde. Sie ist die größte mittelalterliche Stadtanlage nördlich der Alpen.

### Theater

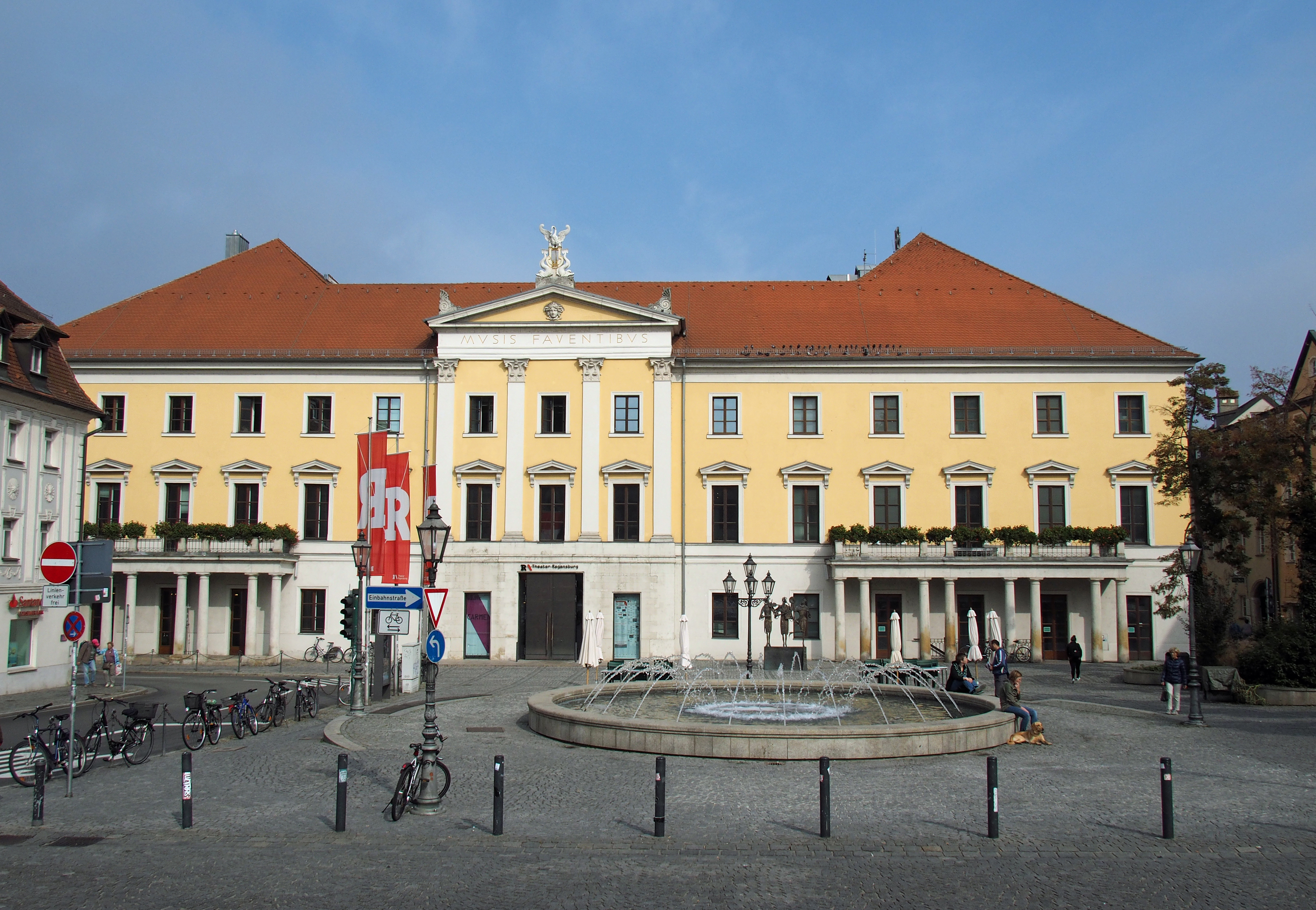
Theater am Bismarckplatz, Südseite

Regensburg verfügt mit den Städtischen Bühnen über ein Dreispartentheater und bietet so ein Programm von Oper, Operette, Musical, Schauspiel und Ballett. Das Ensemble tritt an mehreren Spielstätten in der Stadt auf:
- Das Theater am Bismarckplatz ist das Stadttheater mit dem Großen Haus und dem Neuhaussaal. In dem zweihundert Jahre alten Dreirangtheater werden Oper, Operette und Musical sowie Ballett und Schauspiel für 519 Zuschauer gezeigt. Im Neuhaussaal werden Sinfoniekonzerte des Philharmonischen Orchesters Regensburg gegeben.
- Das Theater im Velodrom war ursprünglich das Ausweichquartier während der Theatersanierung, wird aber als weitere Spielstätte, überwiegend für Musical, Ballett und Schauspiel, beibehalten. Im Velodrom finden 620 Zuschauer Platz.
- Das Theater am Haidplatz ist eine Studiobühne im Thon-Dittmer-Palais mit 138 Zuschauerplätzen und an ihr wird seit über 20 Jahren gespielt. Hier überwiegt das Schauspiel literarisches und modernes Theater.
- Im Turmtheater im Goliathhaus werden Schauspiel, Boulevardstücke, Kabarett, Musical und Kindertheater gezeigt.

Darüber hinaus gibt es noch eine ganze Reihe kleinerer Häuser. Darunter befindet sich das Figurentheater im Stadtpark, das Regensburger Bauerntheater in der Gaststätte Hubertushöhe, das STATT-Theater (Kleinkunstbühne), das Theater an der Universität und das Offene Theater Regensburg. Hinzu kommen die Regensburger Tage des Schülertheaters, dabei führen in drei Wochen im Juni etwa 20 Schulbühnen ihre Stücke auf.

### Museen
Das offizielle Museumsportal der Stadt Regensburg listet 22 Museen und Dauerausstellungen auf. Dazu gehören neben städtischen Museen solche der Religionsgemeinschaften, sonstiger öffentlicher Träger und Privatsammlungen.
Fünf Museen sind in der Hand der Stadt Regensburg: Am Dachauplatz befindet sich im ehemaligen Minoritenkloster das Historische Museum. Das Alte Rathaus beherbergt als „document Reichstag“ das Reichstagsmuseum. Seine Hauptanziehungspunkte sind die aus dem Mittelalter unverändert erhaltene Folterkammer und der Reichssaal als Veranstaltungsort des immerwährenden Reichstages. Es folgt das Keplergedächtnishaus und die Städtische Galerie „Leerer Beutel“. Dort residiert auch der Jazz-Club Regensburg. Neu hinzugekommen ist die document Neupfarrplatz über die Synagoge und das frühere Judenviertel. Gemeinsam mit dem Naturwissenschaftlichen Verein Regensburg betreibt die Stadt außerdem noch das Naturkundemuseum Ostbayern.

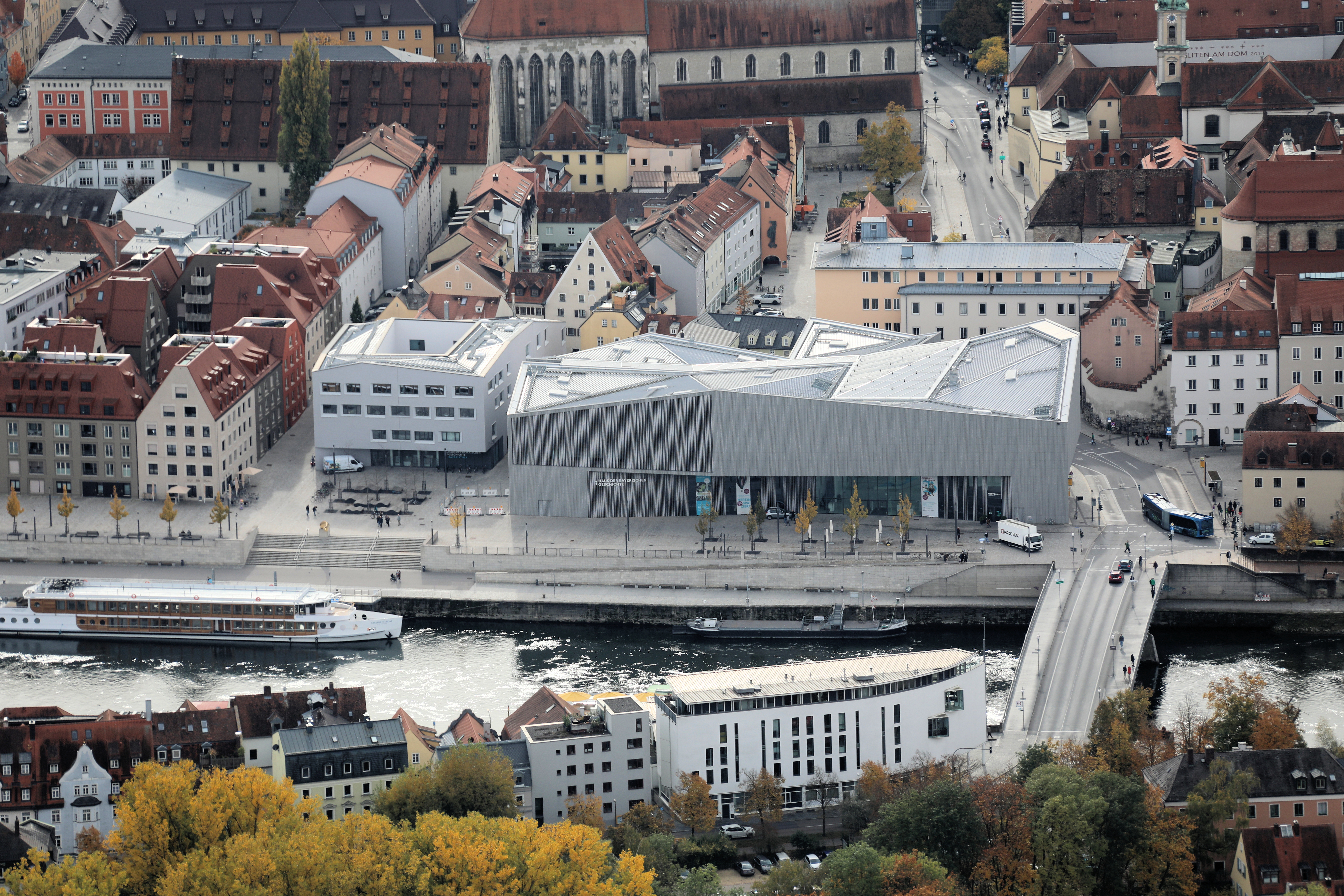
Museum der Bayerischen Geschichte (2023)

Ein staatliches Museum ist das im Jahr 2019 eröffnete Museum der Bayerischen Geschichte. Das Kunstforum Ostdeutsche Galerie wird von einer gleichnamigen Stiftung getragen, welche wiederum der Freistaat gemeinsam mit Bund und Stadt trägt.
Der Freistaat besitzt zudem in Regensburg als Zweigmuseum des Bayerischen Nationalmuseums die Fürstliche Schatzkammer Thurn und Taxis Regensburg, die im ehemaligen Marstall von Schloss St. Emmeram untergebracht ist. Das in der benachbarten Reithalle untergebrachte Marstallmuseum mit der Kutschensammlung ist nach wie vor im Eigentum des Fürstenhauses Thurn und Taxis.

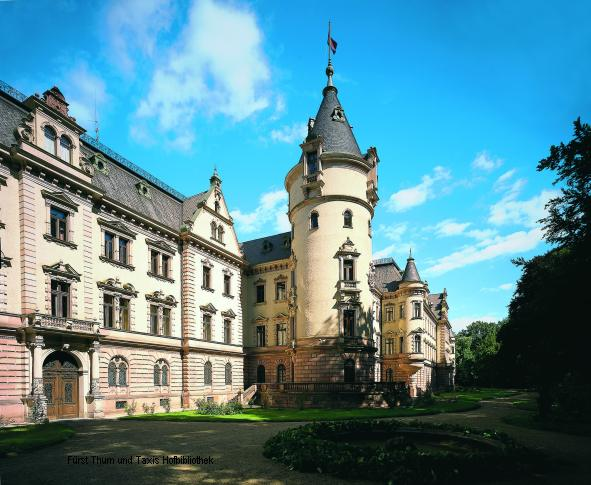
Südflügel des fürstlichen Schlosses St. Emmeram

Das Bistum Regensburg unterhält die Bistumsmuseen Regensburg, die in Domschatzmuseum, Diözesanmuseum Obermünster und das Museum St. Ulrich aufgeteilt sind. Darüber hinaus ist das Domkapitel Träger des „document niedermünster“, wo die Ausgrabungen unter der gleichnamigen Kirche erschlossen und Besuchern im Rahmen von Führungen präsentiert werden.
Sonstige Museen sind das Besucherzentrum Welterbe Regensburg im Salzstadel, das Donau-Schiffahrts-Museum, das Museum in der Dreieinigkeitskirche, das Psychiatriemuseum des Bezirksklinikums, die Volkssternwarte Regensburg sowie an Museen in privater Trägerschaft das Brückturmmuseum, das Uhrenmuseum, das Golfmuseum, das Postmuseum und das Dinoraeum. Das Feldbahnmuseum Friedrichzeche wird zusammen mit einem geologischen Lehrpfad auf einem Gelände im Süden von Dechbetten betrieben, auf dem nach wie vor Ton und Braunkohle abgebaut werden.
Schloss St. Emmeram, die Residenz des fürstlichen Hauses Thurn und Taxis, beherbergt ein großes und bedeutendes privates Museum. Weite Teile, wie die Prunkräume aus dem 18. und 19. Jahrhundert, der romanisch-gotische Kreuzgang und der Marstall mit einer der größten Kutschensammlungen Europas können besichtigt werden.
Im April 2022 zog das Dackelmuseum, in dem etwa 5000 Exponate um das Thema Dackel gezeigt werden, von Passau nach Regensburg.

### Gedenkstätten
- Eine Gedenktafel am Gewerkschaftshaus in der Richard-Wagner-Straße erinnert seit 1986 an zwei NS-Opfer aus der Arbeiterbewegung: an die SPD-Reichstagsabgeordnete Antonie Pfülf, die aus Verzweiflung über die Handlungsunfähigkeit ihrer Partei und der Gewerkschaften 1933 in den Freitod ging. Nach ihr wurden auch die örtliche Parteizentrale benannt sowie ein Preis mit ihrem Namen gestiftet. Der andere war der SPD-Landtagsabgeordnete Alfons Bayerer, der nach langjähriger Zuchthaushaft 1939 an den Haftfolgen starb.
- Erinnerungsstätten an die Opfer des Holocaust: Seit 1986 erinnert eine Gedenktafel am Jüdischen Gemeindehaus an die Zerstörung der Synagoge und an die Verfolgung und Ermordung hunderter jüdischer Bürger, die Opfer des Holocaust wurden. Eine Erinnerungstafel an ermordete jüdische Schülerinnen haben Schüler des Von-Müller-Gymnasiums 1987 im Foyer ihrer Schule angebracht. Auf dem Jüdischen Friedhof an der Schillerstraße geben Inschriften auf Grabsteinen Auskunft über den gewaltsamen Tod dieser Verstorbenen.
- Gedenken an die Opfer der nationalsozialistischen Rassenhygiene: An der sogenannten Alten Pforte des Bezirksklinikums erinnert seit 1990 eine Gedenktafel an die 638 ermordeten Psychiatriepatienten und an weitere Opfer des nationalsozialistischen Rassenwahns.
- Gedenken an KZ-Häftlinge und Kriegsgefangene: In einer Grünanlage an der Kreuzung Siemens-/Straubingerstraße erinnert seit 1988 das „Mahnmal am Hohen Kreuz“ (Bildhauer Heinrich Glas) an 700 sowjetische Kriegsgefangene, die im Zweiten Weltkrieg Opfer brutaler Zwangsarbeit und unmenschlicher Lebensbedingungen wurden. Mit einem Mahnmal wird der Opfer des KZ-Außenlagers Colosseum gedacht. Der Gedenkstein steht in Stadtamhof. Die Inschrift nennt als Standort des Außenlagers allgemein Stadtamhof, nicht jedoch konkret das Gebäude des ehemaligen Gasthofs „Colosseum“.
- Erinnerung an Verbrechen in der Endphase des Zweiten Weltkriegs: An die Morde an Domprediger Johann Maier, dem Lagerarbeiter Josef Zirkl und dem Polizeiinspektor Michael Lottner am 23. April 1945 wird an mehreren Stellen der Stadt erinnert. Sie hatten versucht, die Forderung der „Regensburger Frauendemonstration“ nach kampfloser Übergabe der Stadt an die US-Truppen zu vermitteln und wurden daraufhin von Beamten der Gestapo erschossen bzw. öffentlich erhängt. Daran erinnern seit 1946 eine Gedenktafel im Dom, zwei weitere Tafeln seit 1950 am Ort ihrer Hinrichtung am Dachauplatz sowie seit 1975 ein Denkmal in einer Grünanlage am Dachauplatz.[142]
- Mahnmal gegen Gewalt an Frauen und Mädchen: Das Mahnmal steht an exponierter Stelle an der Furtmayrstraße/Ecke Galgenbergstraße in Form der Telefonnummer des NOTRUF e. V. Regensburg (Notruf für vergewaltigte und belästigte Frauen und Mädchen) seit dem internationalen Frauentag am 8. März 2000.

### Musik

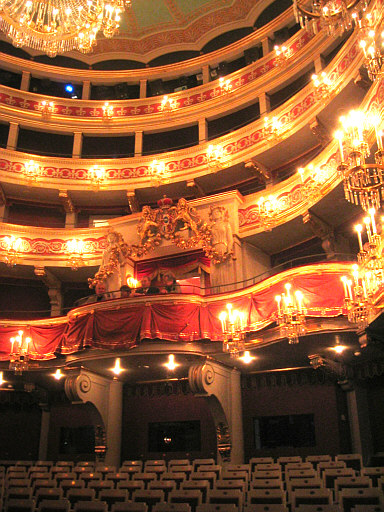
Theater am Bismarckplatz, Zuschauerraum des Großen Hauses

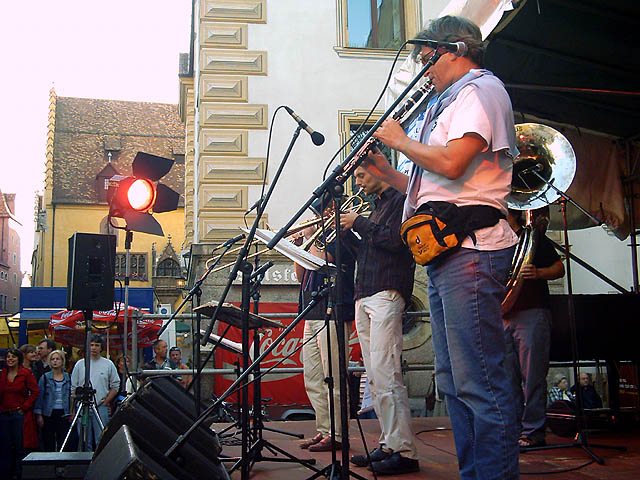
Bayerisches Jazzweekend 2004: Konzert auf dem Kohlenmarkt …

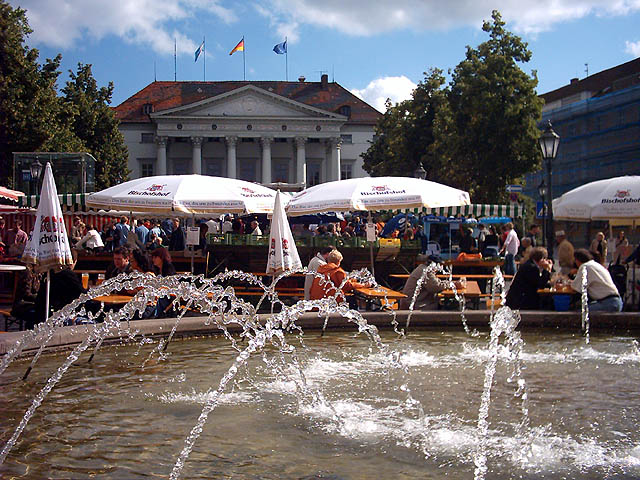
… und dem Bismarckplatz

Regensburg hat ein reiches Musikleben. International bekannt sind die Regensburger Domspatzen. Daneben etablierten sich erfolgreiche Ensembles wie Singer Pur, Cantabile Regensburg oder der Cantemus-Chor. Die Alte Musik wird alljährlich im Festival „Tage alter Musik“ gepflegt. Sie verbinden historische Aufführungspraxis mit Konzerten in den historischen Räumen Regensburgs. Die klassische Musik wird in Konzertreihen auf hohem internationalen Niveau in Regensburg präsentiert. Insbesondere die Odeon Concerte im Audimax der Universität bringen internationale Orchester in die Domstadt. Seit 2003 gibt es im Juli die Regensburger Schlossfestspiele im Innenhof des Schlosses Thurn und Taxis. Auch sie finden im süddeutschen Raum immer mehr Beachtung.
Moderne Musikrichtungen, besonders der Jazz, werden alljährlich im Sommer während des Bayerischen Jazzweekends gepflegt. An einem verlängerten Wochenende im Juli treten an mehreren Spielstätten in der Altstadt über einhundert verschiedene Bands, Combos und Solisten auf. Die Jury des Bayerischen Jazzinstituts sorgt für ein hohes musikalisches Niveau.
Seit 1996 gibt es das Regensburger Music College, eine private Berufsfachschule für Pop, Rock und Jazz. Die Brass Band Regensburg besteht seit 2008.

### Film
In Regensburg gibt es sechs Kinos mit insgesamt 15 Leinwänden. Außerdem gibt es zwei Open-Air-Kinos. Das erste wird von einem Lichtspielhaus und einem Restaurant am Donauufer in der Altstadt organisiert, in welchen über mehrere Wochen aktuelle Filme, aber auch Klassiker und Publikumslieblinge vergangener Jahre gezeigt werden. Das zweite Open-Air-Kino hat seinen Standort im Sommer in der Armin-Wolf-Arena. Dort werden ebenfalls aktuelle Filmhighlights gezeigt.
Im März findet die Internationale Kurzfilmwoche Regensburg statt, gefolgt von cinEScultura und der Stummfilmwoche im Innenhof des Historischen Museums Regensburg.

### Bauwerke
Im Stadtgebiet gibt es 1346 Baudenkmäler.

#### Antike
Aus der Römerzeit sind beim Bischofshof die Porta praetoria, ein Stadttor, und an der Adolph-Kolping-Straße, im Parkhaus an der D.-Martin-Luther-Straße und am Ernst-Reuter-Platz Reste der römischen Kastellmauern erhalten.

#### Romanik und Gotik

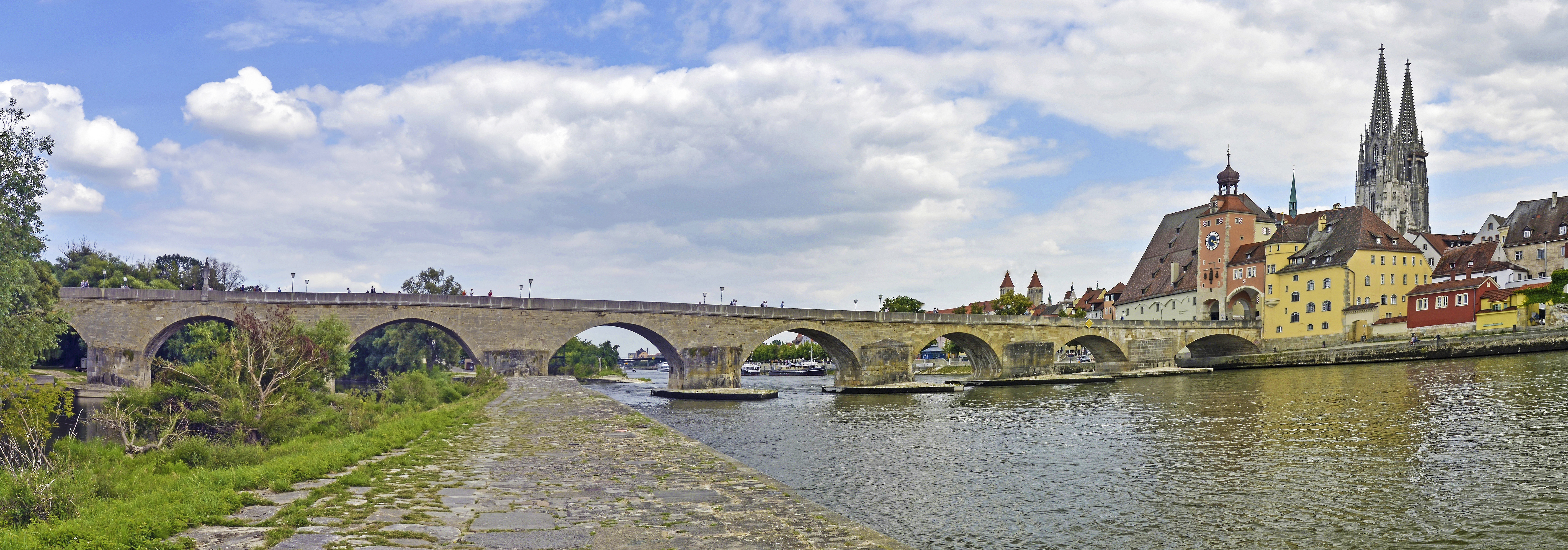
Panorama der Südhälfte der Steinernen Brücke (mit Dom)
Auf der linken Seite des Bildes befindet sich in der Donau die sog. „Jahninsel“

Regensburg war im Mittelalter und bis in die frühe Neuzeit eine Handelsstadt von europäischer Bedeutung. Die Patrizierburgen sind nur die überkommene machtvolle Zurschaustellung dieser herausragenden Position. Von größerer praktischer Bedeutung waren die zahlreichen öffentlichen und privaten Speicherbauten, in denen das Handelsgut gelagert wurde. Nur ganz wenige der Stadel sind in einem äußerlich unberührten Zustand erhalten geblieben, der die ursprüngliche Funktion dieser wichtigen Nutzbauten einer Handelsstadt dokumentiert. An der Stelle des früheren Hafens findet man unterhalb der Steinernen Brücke den Salzstadel und oberhalb den Amberger Stadel. Neben diesen öffentlichen Speicherbauten „Salzstadel“, „Amberger Stadel“ und „Leerer Beutel“ ist hier der um 1580 erbaute und ehemals als Gewürzspeicher dienende große private Stadel in der Westnerwacht, Weintingergasse 4 zu nennen. Geprägt ist das Stadtbild auch durch die so genannten Patrizierburgen und Geschlechtertürme. Zu den Patrizierburgen gehören das Haus an der Heuport und das Goldene Kreuz am Haidplatz, das später als Kaiserherberge für Karl V. diente. Weitere große Patrizierburgen sind das frühgotische Goliathhaus, das Runtingerhaus und das Zandthaus. Später entstand am Haidplatz die Neue Waag, eine weitere mittelalterliche Patrizier-Hausburg. Der schon 1260 entstandene Goldene Turm in der Wahlenstraße ist wohl der bekannteste der Regensburger Geschlechtertürme, mit denen die Patrizierfamilien ihren Reichtum und Einfluss zur Schau stellten. Ebenfalls sehenswert ist der Baumburger Turm. Die Steinerne Brücke mit dem Brückturm wurde 1135 bis 1146 gebaut. Sie gehört zu den bedeutendsten Brückenbauwerken des Mittelalters und war unter anderem Vorbild für die Prager Karlsbrücke.

Sanierter Stadel aus dem 16. Jahrhundert in der Westnerwacht (Weintingergasse 4)

Das Alte Rathaus mit dem Reichssaal stammt aus spätromanischer Zeit, wurde aber im Laufe der Jahrhunderte umgeformt. Es war Sitz des Immerwährenden Reichstages. Der Herzogshof mit Römerturm, trotz seines Namens ein romanischer Wohnturm, am heutigen Alten Kornmarkt bildete die frühere Herzogspfalz der agilolfingischen Herzöge. Das um 1300 errichtete gotische Ostentor war das Eingangstor zur Stadt von Osten. Die Historische Wurstkuchl an der Donau gilt als älteste Wurstbraterei der Welt. Das Emmeramer Tor ist ebenfalls eines der fünf erhaltenen Stadttore der um 1320 errichteten mittelalterlichen Stadtbefestigung von Regensburg.

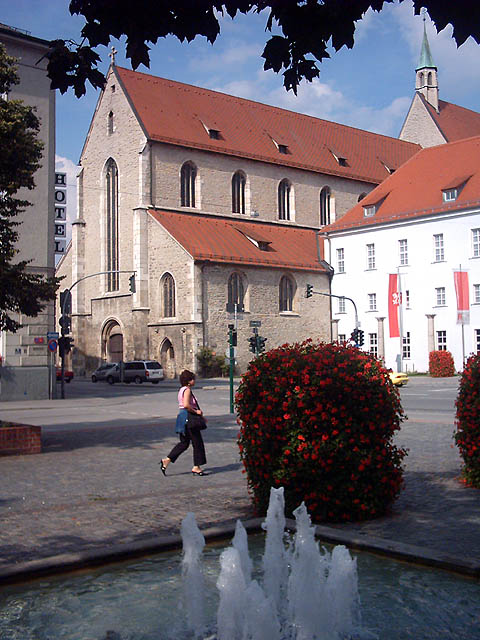
Die Minoritenkirche und ein Teil des Historischen Museums (rechts) am Dachauplatz

In Regensburg gibt es eine Vielzahl historischer Kirchen und mehrere teils ehemalige Klöster. Die Kirche St. Jakob auch bekannt unter dem Namen Schottenkirche, eine romanische Basilika aus dem 12. Jahrhundert, leitet ihren Namen vom Kloster der irischen Benediktiner (Skoten) ab, zu dem sie gehörte. Der Haupteingang, das Schottenportal, ist wegen seiner einzigartigen Steinmetzarbeiten weltberühmt. Die Stiftskirche und Basilica minor zu Unserer Lieben Frau zur Alten Kapelle (Stift Unserer Lieben Frau zur Alten Kapelle) wurde um 875 erbaut.
Die ursprünglich romanische, später stark barockisierte Kirche und heutige Pfarrkirche St. Emmeram war früher Teil der gleichnamigen, 1803 säkularisierten Fürstabtei Sankt Emmeram, deren Klostergebäude ab 1812 in das neu erbaute Schloss St. Emmeram integriert wurden. Sie hat den Status einer päpstlichen Basilica minor. Beachtenswert ist ebenfalls die Nebenkirche und vormalige Pfarrkirche St. Rupert. Die frühgotische Kirche St. Ulrich beherbergt das Bistumsmuseum des Bistums Regensburg.
Der Dom St. Peter ist das Hauptwerk der Gotik in Bayern. Vom früheren romanischen Dom hat sich noch ein Turm (Eselsturm) erhalten. Nach mehreren Vorgängerbauten dürfte der gotische Dom bald nach 1260 begonnen worden sein. Ein vorläufiger Abschluss ist mit dem Jahr 1520 anzusetzen. Von 1859 bis 1872 erfolgte erst der Ausbau der Turmhelme und der Querhausgiebel. Die letzte große Innenrenovierung fand von 1985 bis 1988 statt. Die Niedermünsterkirche dient heute als Dompfarrkirche, während die Obermünsterkirche seit dem Zweiten Weltkrieg eine Ruine ist. Aus gotischer Zeit stammt die Bruderhauskirche St. Ignaz und auch die Dominikanerkirche sowie St. Ägidien zeigen gotische Formen. In der Deutschordenskommende St. Ägid hat heute auch die Regierung der Oberpfalz ihren Sitz. Die gotische Kirche St. Oswald präsentiert sich heute im Inneren im Barockstil. Zu den zahlreichen Gebäuden aus dem Mittelalter, die in späteren Jahren mehrmals umgeformt wurden, gehören die Klosterkirche und das Klostergebäude Heilig Kreuz, die ehemalige Johanniterordenskirche St. Leonhard, die Stiftskirche St. Johann, die Spitalkirche in Stadtamhof sowie das Minoritenkloster St. Salvator, in dem das Historische Museum Regensburg untergebracht ist, und das Kloster Prüfening, dessen Gebäude heute als Montessori-Grund- und Hauptschule genutzt werden.

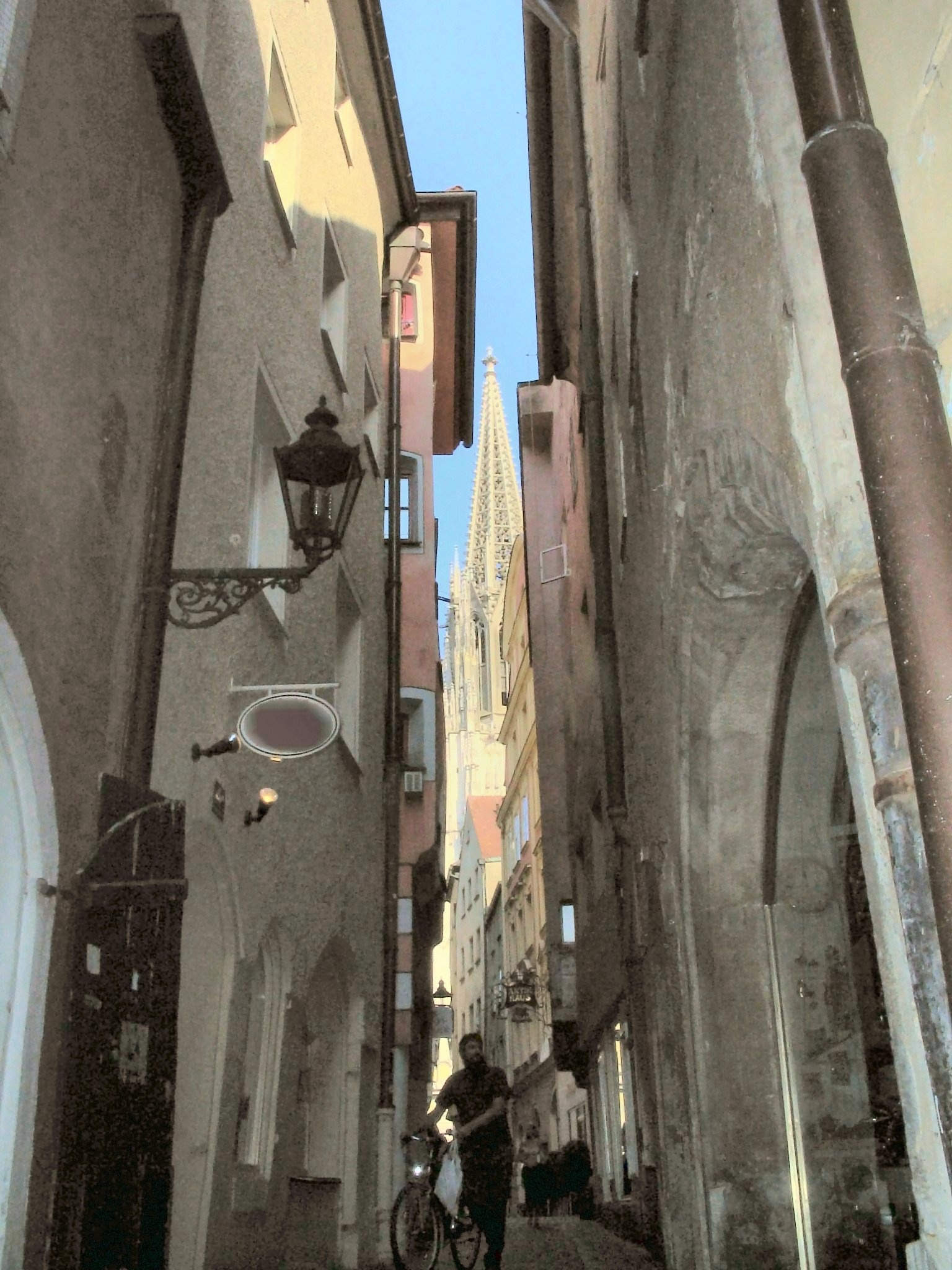
Blick aus der Kramgasse auf den Dom

Auch in den erst später eingemeindeten Stadtteilen befinden sich bedeutsame Sakralbauten, so hat sich die romanische Kreuzhofkapelle am Ostrand der Stadt fast stilrein erhalten, während St. Georg in Schwabelweis, St. Coloman in Harting, die Wallfahrtskirche Mariä Himmelfahrt in Dechbetten sowie das Kloster Prüll zu den Bauten gehören, die in späterer Zeit umgestaltet wurden.

#### Renaissance, Barock und Rokoko
In der frühen Neuzeit hatte sich die Bedeutung Regensburgs zu Gunsten von Nürnberg und Augsburg bereits verringert. Die Renaissance formte das mittelalterliche Stadtbild nicht um. Ein bedeutender Bau aus dieser Zeit ist der Bischofshof. Unter den Sakralbauten ragt die in der Frührenaissance entstandene Neupfarrkirche am Neupfarrplatz hervor.
Das Keplerhaus ist heute ein Gedächtnishaus für den in Regensburg gestorbenen Astronomen. Der Salzstadel wurde 1616 bis 1620 erbaut.

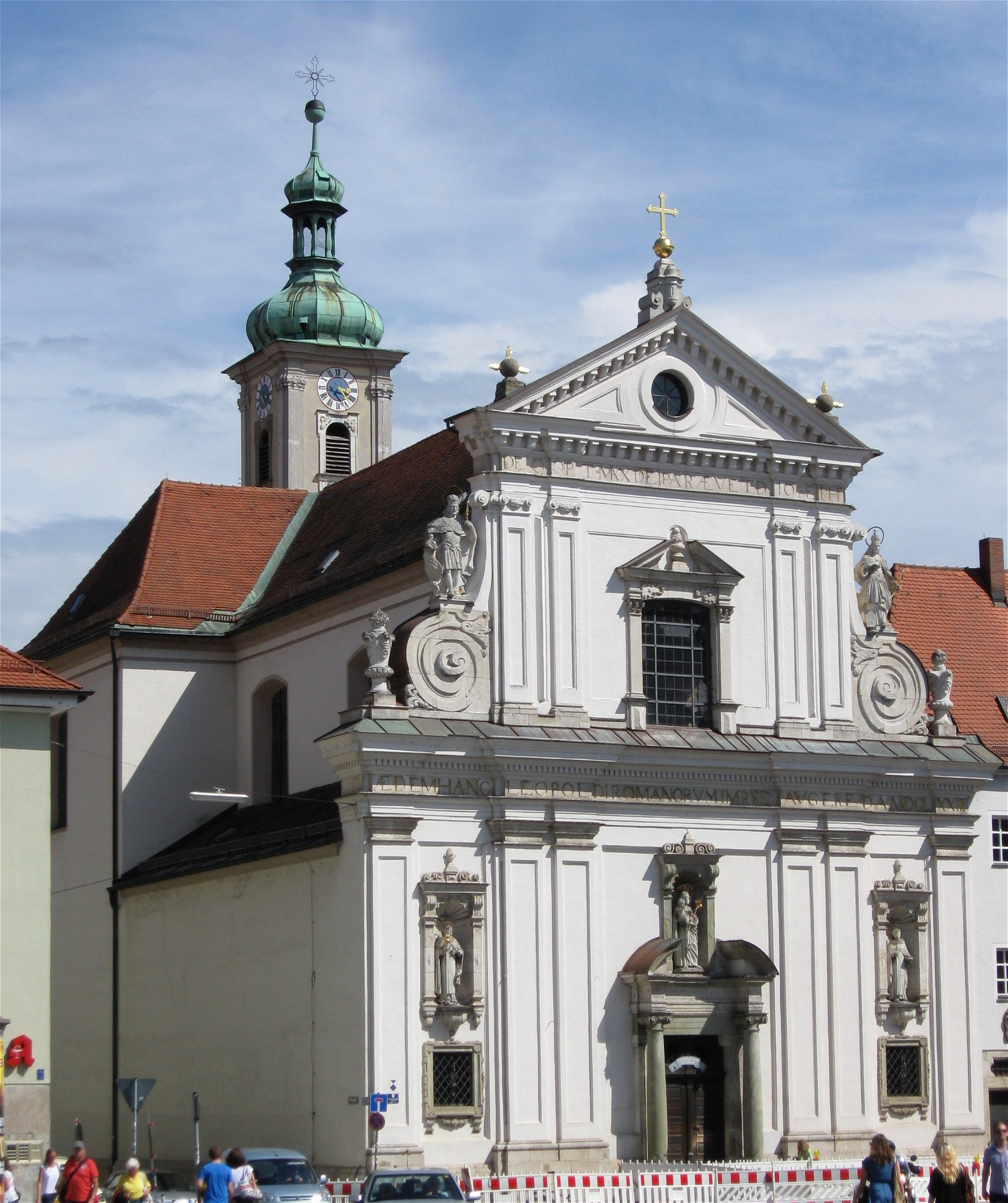
Karmelitenkirche St. Joseph

Die frühbarocke Klosterkirche St. Matthias gehörte zur Klosteranlage St. Klara in der Ostengasse. Die Kirche St. Matthias selbst wurde 1615 geweiht und ist ein tonnengewölbter Saalbau mit frühbarocker Pilastergliederung und Doppelportal.

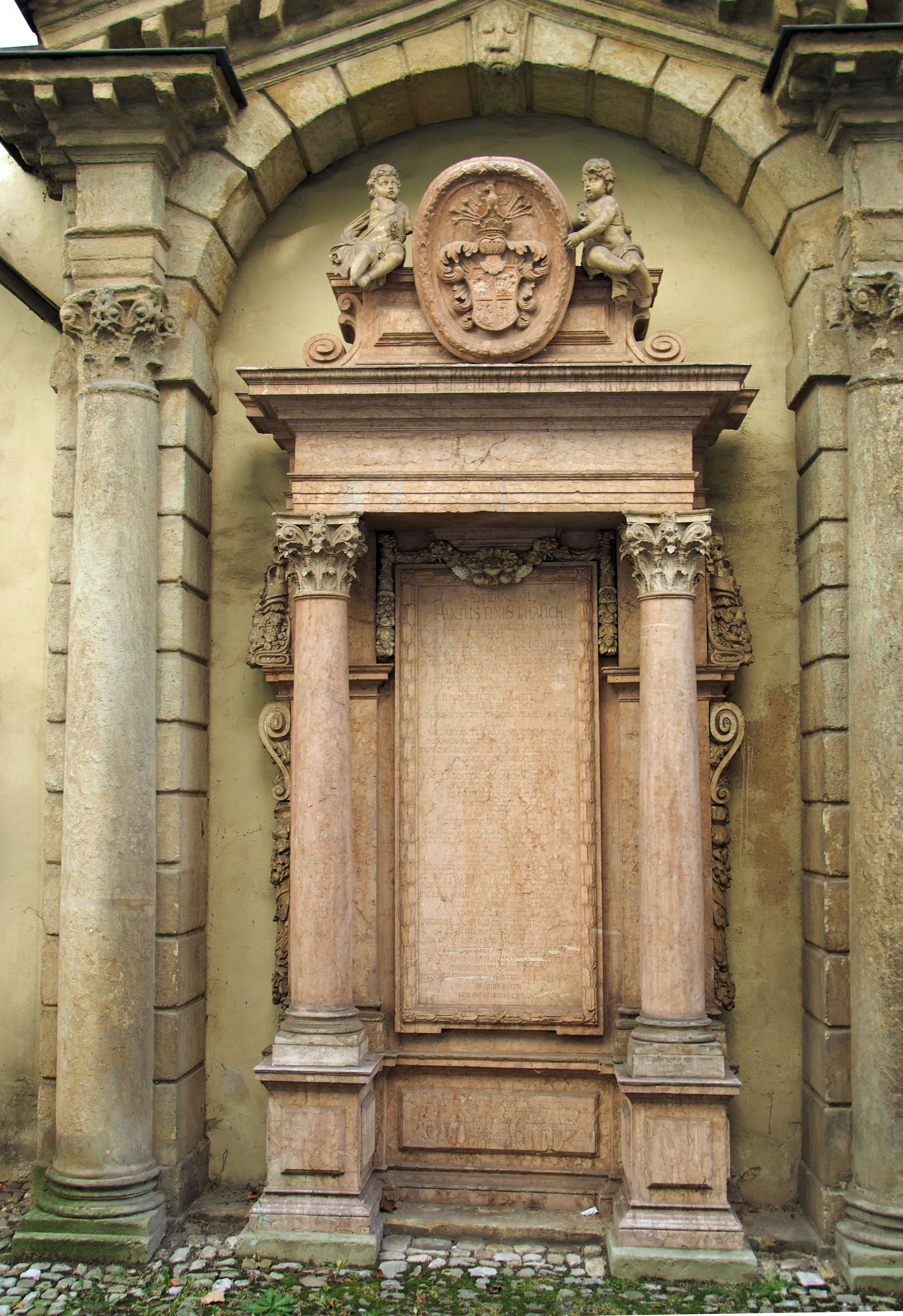
Epitaph auf dem Gesandtenfriedhof

Eine der ersten evangelisch-lutherischen Kirchenneubauten in Bayern ist die im Auftrag der Stadt geplante und 1631 fertiggestellte protestantische Dreieinigkeitskirche, eine säulenlose Hallenkirche mit Fürstenloge, Emporen und 1000 Sitzplätzen. Die Innenausstattung mit dem Holzgestühl ist nach aufwändigen Renovierungen im Originalzustand erhalten. Der Nordturm der Kirche ist begehbar und bietet einen Panoramablick über die Dachlandschaft der Stadt Regensburg bis hin zur westlich hoch über der Donau gelegenen Walhalla. Auf dem Hof südlich hinter Kirche befindet sich der außergewöhnliche, mit 20 großen Barockepitaphien ausgestattete Friedhof von Familien ehemaliger protestantischer Botschafter von am Immerwährenden Reichstag vertretenen Fürstentümern. Auch dieser sogenannte Gesandtenfriedhof mit Grabplatten über unterirdischen Ziegelgruften und die zugehörigen barocken Grabdenkmäler werden seit Beginn des Jahres 2023 saniert.
In der Barockzeit entstanden Erweiterungsbauten für das Rathaus auf dem östlich an den Rathausplatz anschließenden Kohlenmarkt, nachdem dort 1706 der Marktturm abgebrannt war. Als hochbarockes Adelspalais entstand 1731 das Palais Löschenkohl, die ehemalige Kursächsische Gesandtschaft. Ebenfalls im Barock entstand ab 1720 auf dem Ägidienplatz das Neue Haus der Deutschordenskommende.
Das Bürgerstift St. Michael entstand ursprünglich als barocke Vierflügelanlage. Die Pfarrkirche St. Andreas und St. Mang, die ehemalige Augustinerchorherrenstiftskirche, ist ein hochbarocker Saalbau mit weit sichtbarem Turm. Die Karmelitenkirche St. Josef ist ein ebenfalls hochbarocker Kirchenbau mit prachtvoller Fassade.
Einige alte Kirchen wurden im späten Barock umgestaltet: Die Stiftskirche zu Unserer lieben Frau zur Alten Kapelle (Stift Unserer Lieben Frau zur Alten Kapelle) wurde um die Mitte des 18. Jahrhunderts neu ausgestattet und zählt seither zu den prachtvollsten Kirchen des Rokoko in ganz Bayern. Auch die nach der Alten Kapelle zweitälteste Kirche der Stadt, die Stiftspfarrkirche St. Kassian, präsentiert sich heute im Rokokostil. Neu im spätbarocken Stil österreichischer Architektur entstand dagegen die Maria-Schnee-Kapelle, auch sie verfügt über eine reiche Rokokoausstattung.

#### Klassizismus

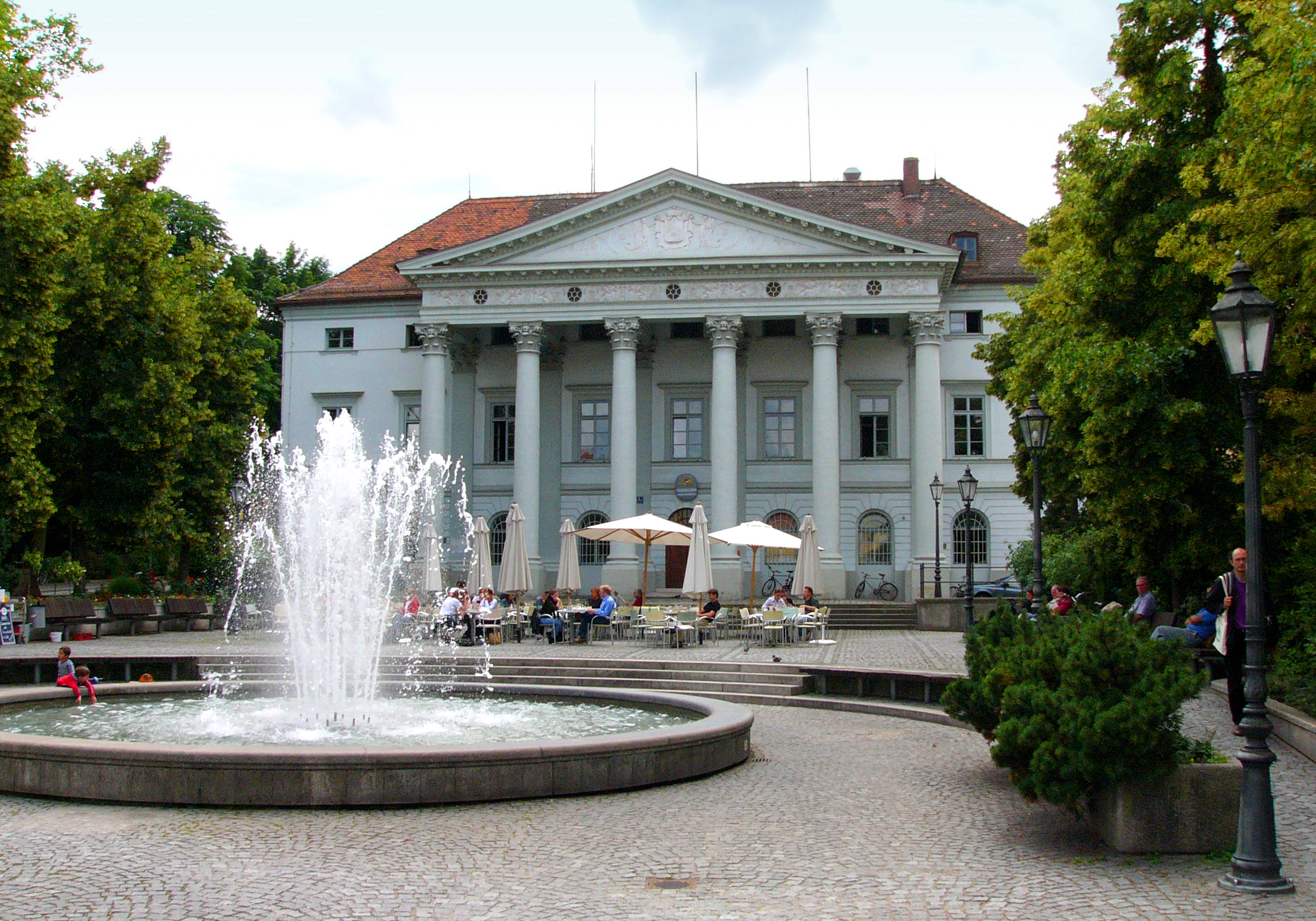
Präsidialpalais am Bismarckplatz

Zahlreich sind dann die Bauwerke des Klassizismus in Regensburg, als die Stadt in der napoleonischen Zeit wieder an Bedeutung gewann. Die Villa Lauser ist ein ehemaliges Gartenpalais das bereits im Stil des frühen Klassizismus errichtet wurde. Das Präsidialpalais am Bismarckplatz ließ der Fürstprimas Karl Theodor von Dalberg 1804/05 von dem Hofarchitekten Emanuel Herigoyen errichten. Von diesem stammt auch das Theatergebäude. Die Alte Wache verfügt über einen prächtigen Säulenportikus.
Klassizistische Monumente im Bahnhofsviertel sind der Obelisk für Karl Anselm von Thurn und Taxis sowie der Dorische Monopteros für das Denkmal für Johannes Kepler, beide um 1806 von Emanuel Herigoyen. Das Ehemalige Württembergisches Palais in Westernwacht und das Dörnbergpalais stammen ebenfalls von Herigoyen. Zu den Adelpalais aus dieser Zeit gehört auch das ehemalige Palais Holnstein, ebenso wie das Thon-Dittmer-Palais mit seiner markanten Fassade. Die Walhalla, außerhalb der Stadt gelegen, ist einer der wichtigsten klassizistischen Bauten in Bayern.

#### Historismus und Jugendstil
Das fürstliche Schloss St. Emmeram ist mit 500 Zimmern das größte bewohnte Schloss in Deutschland. Der aus dem Mittelalter stammende Bau des ehemaligen Konvents verdankt seine heutige Gestalt besonders den Umbauten im 19. Jahrhundert. Während der Marstall noch klassizistisch gestaltet wurde, entstand mit dem Abriss des alten, maroden Südflügels mit den ehemaligen Wirtschaftsgebäuden des Klosters als kompletter Neubau der imposante, 150 m lange Südflügel im Stil der Neorenaissance. Die Gruftkapelle zeigt dagegen neugotische Formen.

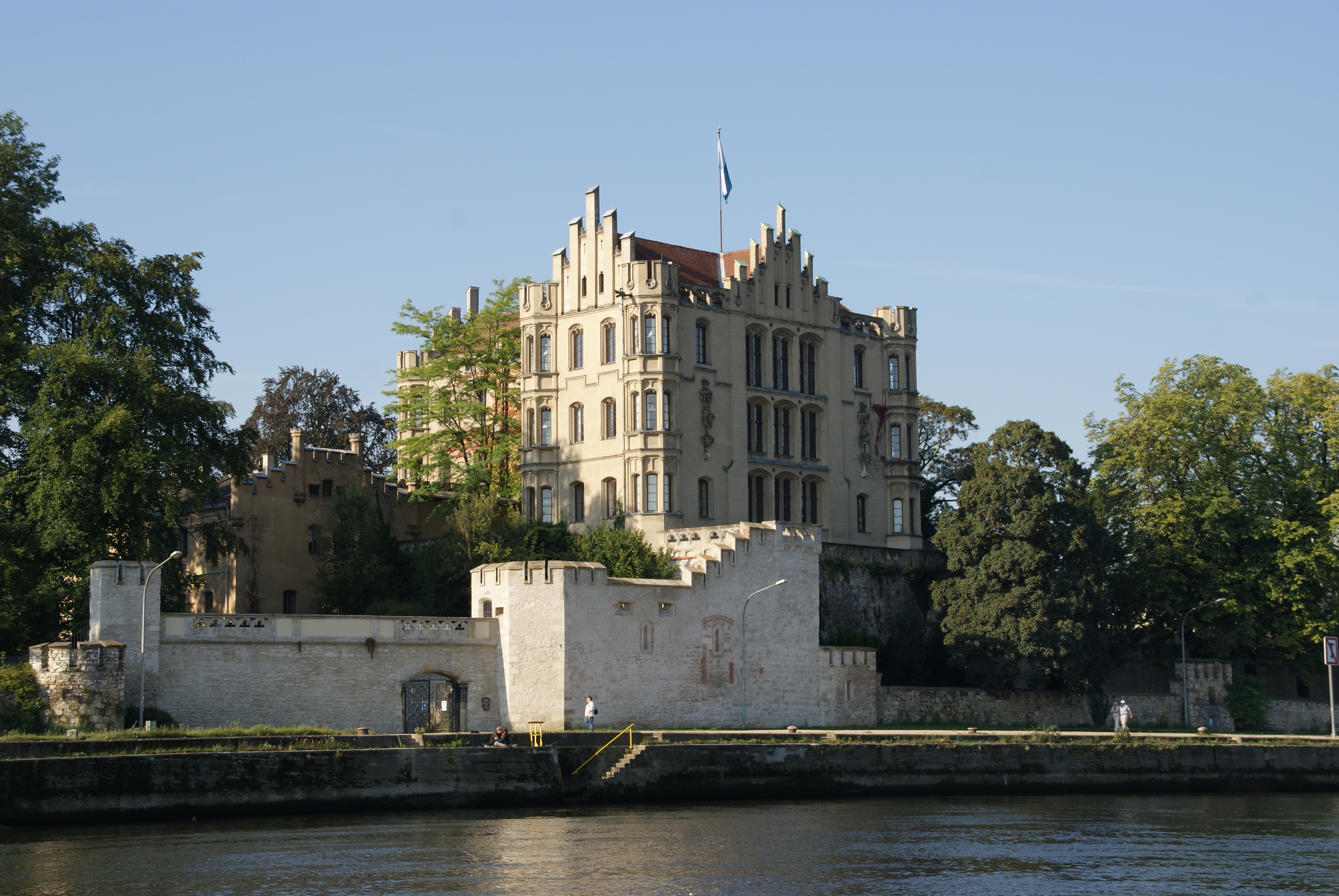
Nordseite der Königlichen Villa, vom Ufer der Donauinsel Unterer Wöhrd aus gesehen.

Die Königliche Villa am Ostrand der Altstadt entstand von 1854 bis 56 im Auftrag von König Maximilian II. im Stil der englischen Gotik und repräsentiert den Maximilianstil in Regensburg. Das Parkhotel Maximilian, errichtet 1888–1891, ist ein dreigeschossiger palastartiger Repräsentationsbau mit Prunkfassade des Historismus im Stil des Wiener Rokokos von Julius Poeverlein. Das Gebäude für das Amtsgericht Regensburg entstand im Stil der Neorenaissance.

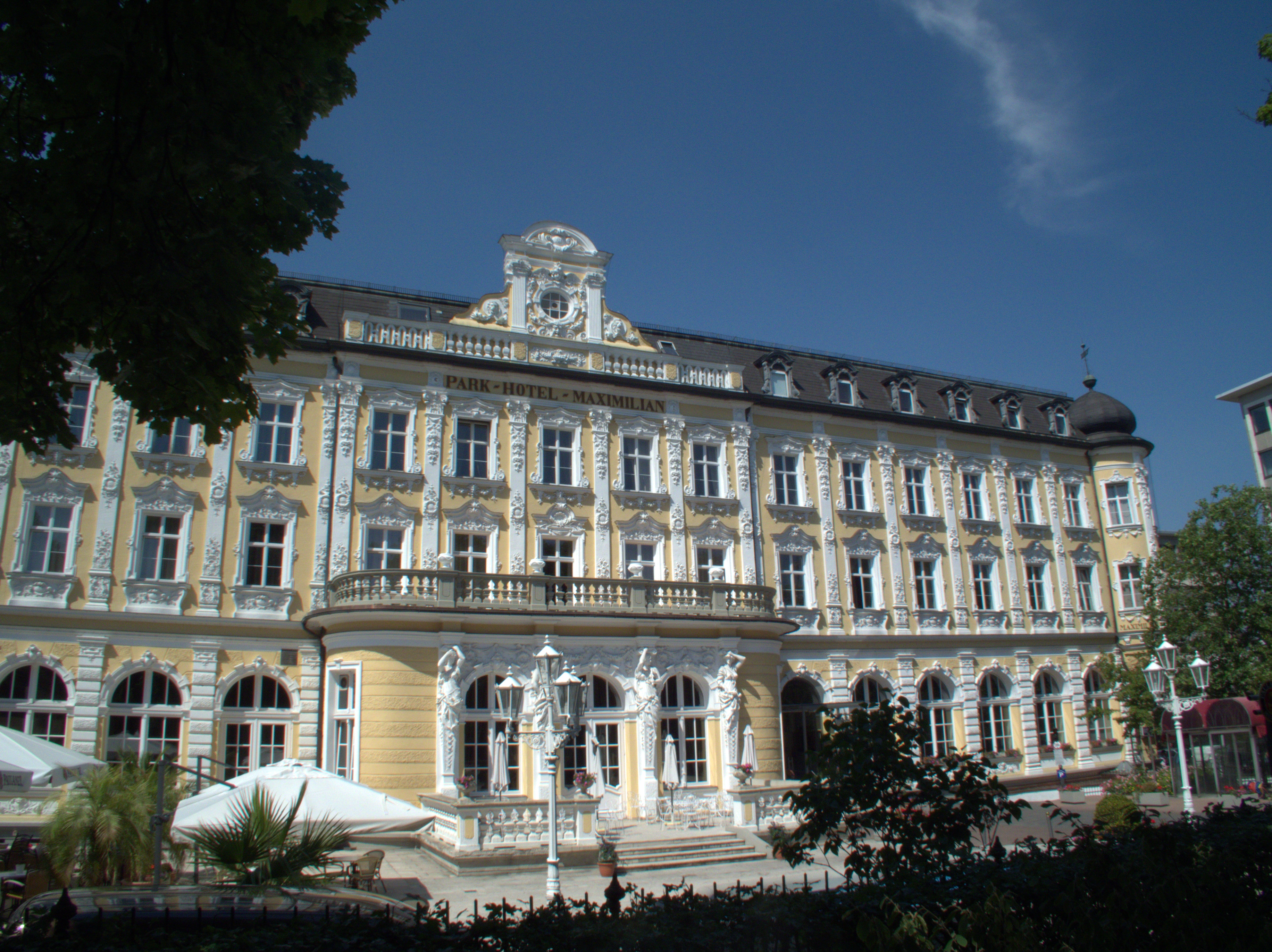
Park-Hotel Maximilian

Ein weiteres denkmalgeschütztes Gebäude an der Maximilianstraße ist das Café Fürstenhof, das 1911 im barockisierten Jugendstil durch Joseph Koch entstand.

#### Moderne
Bauwerke der Moderne finden sich meist außerhalb der denkmalgeschützten Altstadt. Nahe dem Hauptbahnhof steht einer der acht letzten noch erhaltenen Pilzkioske, der „Milchschwammerl“ genannt wird. Wichtige Bauten der Moderne hatten unterschiedliche Funktionen. Es handelte sich um Verwaltungsgebäude, wie z. B. das schmucklose Neue Rathaus und das Hauptzollamt in der Landshuter Straße 6, oder es waren Hochhäuser, die nach Abriss alter Vorgängerbauten als sog. Punkthäuser unter starkem Eingriff in die schutzwürdige Fürst-Anselm-Allee am südlichen Ende der Maximilianstraße errichtet wurden. Auch sakrale Bauten wurden gebaut, wie z. B. die Vollendung des Baus der Kirche St. Wolfgang in Kumpfmühl mit dem zugehörigen Gemeindezentrum. Der wohl bedeutendste Kulturbau der 1950er Jahre ist das 1954 nach Plänen von Heinz Hamel entstandene Gloria Film Theater in der Simadergasse in der Altstadt. Trotz eines Umbaus 1988 blieb das Gebäude und auch die Innenarchitektur von Walter Rohde als Zeugnis der damaligen Kinoarchitektur vorzüglich erhalten. Für die Infrastruktur wurden z. B. der Antoniussaal bei der Kirche St. Anton und das Solarhaus Regensburg in Holzskelett-Bauweise und der Fernmeldeturm Ziegetsberg errichtet. Prominent am Ufer der Donau nahe der Eisernen Brücke steht das Museumsgebäude für das Haus der Bayerischen Geschichte.

### Parks
Regensburg verfügt über einen die Altstadt fast vollständig umschließenden Grüngürtel, in den die nach Abbruch der Stadtmauer beginnenden Straßenbaumaßnahmen im 19. Jahrhundert und die nach dem Zweiten Weltkrieg entstandenen Neubauten am südlichen Ende der Maximilianstraße im 20. Jahrhundert einige Lücken gerissen haben. Der Grüngürtel endet im Westen beim Herzogspark und im Osten beim Villapark jeweils an der Donau. Er entstand 1779–1782 nach Anregung und auf Kosten von Karl Anselm von Thurn und Taxis. Er trägt deshalb den Namen Fürst-Anselm-Allee und entstand zunächst als zweireihige Baumallee auf dem Gelände vor den maroden Befestigungsanlagen der Stadt (Stadtmauer, Stadtgraben, Zwinger mit Zwingermauer), die erst Laufe des 19. Jahrhunderts abgebrochen wurden. Ein nach Abbruchmaßnahmen vor dem Peterstor entstandenes Areal im Süden, das bis 1809 vom Vizepräsidenten des Landesdirektoriums Kaspar Maria von Sternberg als Botanischer Garten mit Gartenpalais genutzt worden war, wurde 1813 von Karl Alexander von Thurn und Taxis aufgekauft. Auf diesem Gelände entstand im Laufe der Folgejahre unter dem Einfluss der Fürstin Therese von Thurn und Taxis der Schlosspark der Fürsten von Thurn und Taxis.

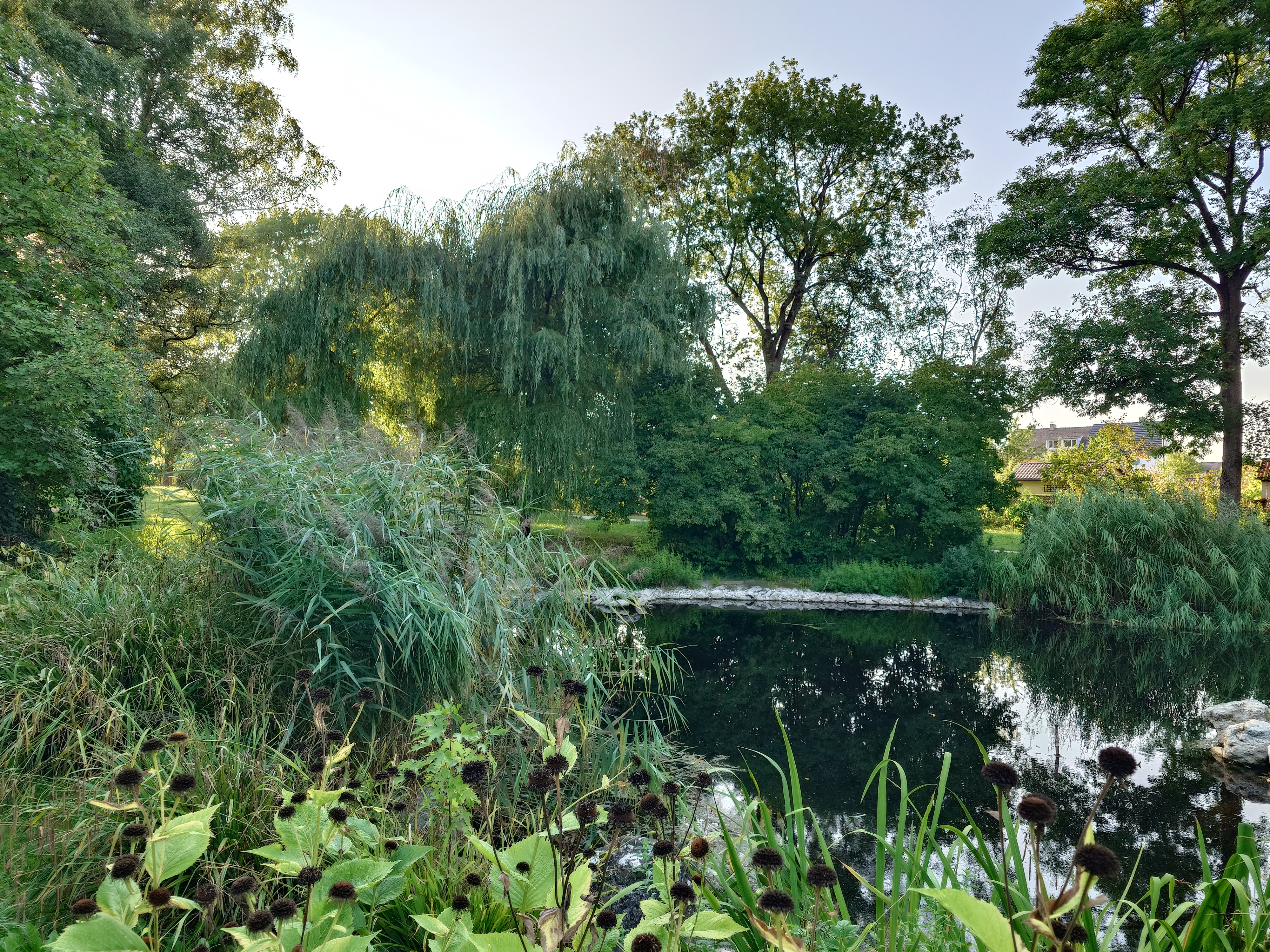
Charlotte-Brandis-Park

Bemerkenswerte Parks im Einzugsbereich der Altstadt sind der Herzogspark, der Villapark, der Dörnbergpark und der Stadtpark. Am Oberen Wöhrd befindet sich der Inselpark. Die größte Grünanlage, der Donaupark mit den Schillerwiesen, liegt im Westen an der Donau nahe der Westheimsiedlung. Dort befinden sich auch das Westbad und der Westbadweiher. Weitere Parks südlich der Donau sind der Königswiesener Park, der Georg-Hegenauer-Park, der Charlotte-Brandis-Park, die Grünanlagen der Universität und der Ostpark an der Landshuter Straße, ein ehemaliger Exerzierplatz; nördlich der Donau liegen der Albert-Schweitzer-Park, der Aberdeen-Park und der Tempe-Park.
An der Frankenstraße befindet sich der eigentümliche Max-Buchhauser-Garten mit seinen grotesken Skulpturen. Beliebtes Spaziergebiet sind die Winzerer Höhen mit gutem Ausblick auf die Stadt und der Möglichkeit der Weiterwanderung auf die Tremmelhauserhöhe und zum Biergarten in Adlersberg. Weitere beliebte Ausflugsgebiete im Stadtgebiet sind die Wanderungen von Keilberg aus, der Burgweintinger Wald sowie der Max-Schultze-Steig am westlichen Donauufer.

### Schutzgebiete
Im Stadtgebiet gibt es vier Naturschutzgebiete, ein Landschaftsschutzgebiet, drei FFH-Gebiete und mindestens zehn vom Bayerischen Landesamt für Umwelt ausgewiesene Geotope (Stand August 2016).
Naturschutzgebiete
- Am Keilstein
- Brandlberg
- Max-Schultze-Steig
- Südöstliche Juraausläufer bei Regensburg

### Sport

#### Alpinsport
Die Sektion Regensburg des Deutschen Alpenvereins unterhält das DAV-Kletterzentrum Regensburg sowie einige Alpenhütten. Sie ist größter Sportverein der Stadt Regensburg, die zehntgrößte DAV-Sektion und einer der größten Sportvereine Deutschlands auf Rang 32.

#### American Football
Regensburg Phoenix spielen American Football 2023 in der 2. Bundesliga GFL2. Das Team ging aus dem ehemaligen Bundesligisten Regensburg Royals hervor.

#### Badminton
Der DJK SB Regensburg spielte in der Saison 2016/17 in der Bayernliga. Fortuna Regensburg, bis zur Saison 2008/09 in der Bundesliga und 1990 Deutscher Meister, spielt heute in der Bezirksliga.

#### Baseball
Die Buchbinder Legionäre spielen seit 1993 in der Baseball-Bundesliga. In den Jahren 2008 und 2010 bis 2013 wurden die Legionäre Deutscher Meister. Ihre Spielstätte ist die Armin-Wolf-Arena, das größte Baseballstadion Deutschlands. In Regensburg wurden Spiele der Baseball-Weltmeisterschaft 2009, der World Baseball Classic 2013 – Qualifikation und der Baseball-Europameisterschaft 2014 ausgetragen.

#### Eishockey
Die Eisbären Regensburg spielten bis 2022 in der drittklassigen Oberliga Süd und stiegen zur Saison 2022/23 in die DEL2 auf. Bis zur Insolvenz im Jahr 2009 spielte die Mannschaft in der 2. Eishockey-Bundesliga. Beim EV Regensburg – aus dem die Eisbären Regensburg ausgelagert wurden – sind in der Eishockeyabteilung die Nachwuchsmannschaften, die Amateurmannschaft des EVR und Hobbymannschaften angesiedelt. Beim EVR gab es früher eine Damen-Eishockeymannschaft.
Der EHC Regensburg spielt – mit einer Unterbrechung der Teilnahme am Ligenspielbetriebs zwischen 2012 und 2015 – in der Bezirksliga Ost. Beide Mannschaften spielen in der 1998 im Stadtosten neu errichteten Donau-Arena, die das alte Eisstadion an der Nibelungenbrücke ersetzte.

#### Fußball

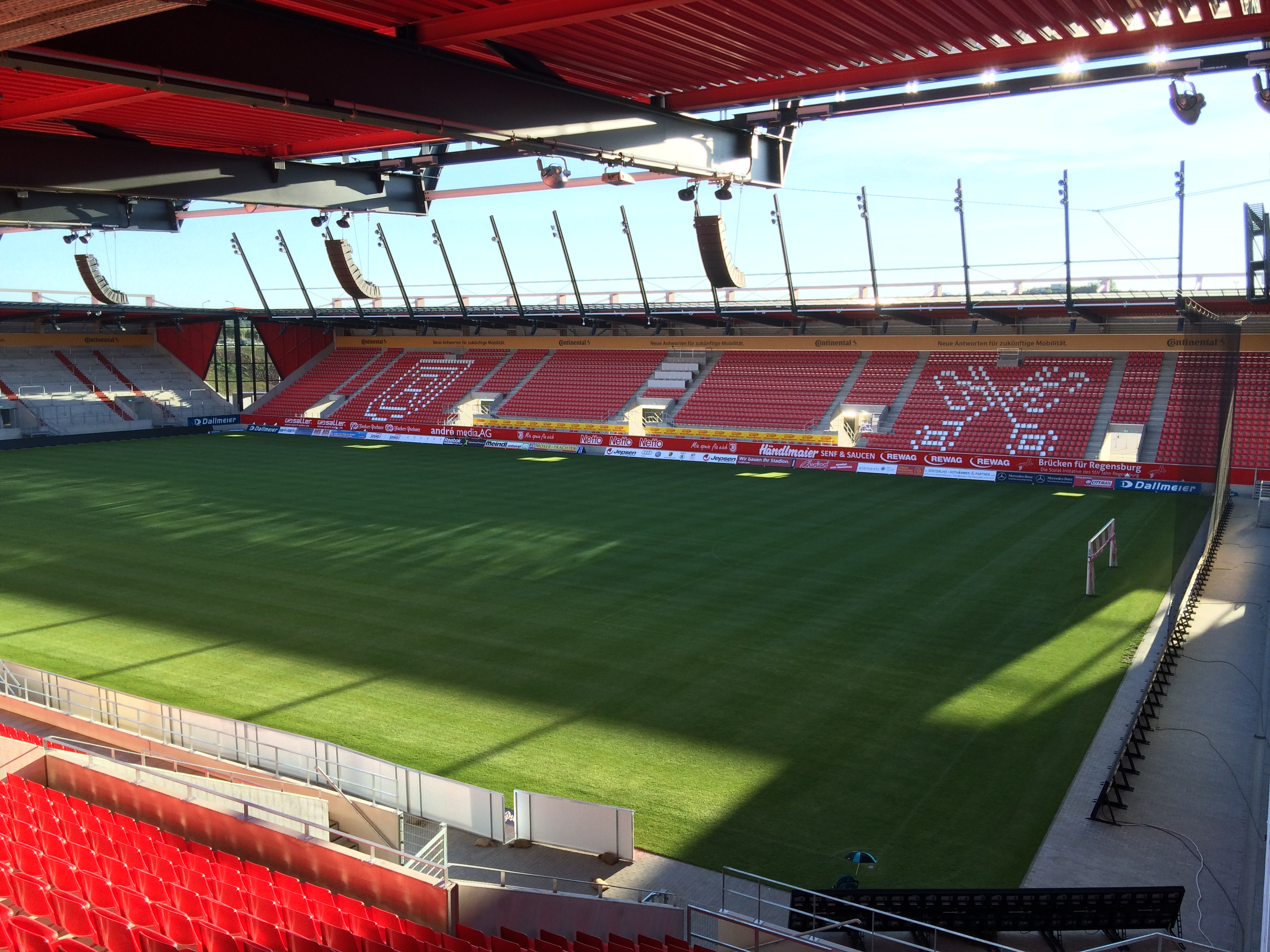
Jahnstadion Regensburg, Stadion des SSV Jahn Regensburg

In der Saison 2024/25 tritt der SSV Jahn Regensburg in der 2. Bundesliga an; Spielstätte ist das Jahnstadion Regensburg. Die zweite Mannschaft von Jahn Regensburg spielt aktuell in der fünftklassigen Bayernliga, ebenso wie der SV Fortuna Regensburg. Die Frauenmannschaft des SC Regensburg spielte in den Spielzeiten 2006/07 und 2007/08 in der 2. Bundesliga.

#### Handball
Die Frauen des ESV 1927 Regensburg spielten seit dem Aufstieg in die Regionalliga 2008 ununterbrochen in der dritthöchsten deutschen Spielklasse, zuletzt in der Saison 2020/2021. Im Mai 2021 konnten sie aus der 3. Liga in die 2. Bundesliga aufsteigen.
Die Männer der SG Regensburg spielen unter dem Namen „Regensburg Adler“ in der viertklassigen Regionalliga Bayern.

#### Leichtathletik
Die LG Telis Finanz Regensburg zählt zu den erfolgreichsten Leichtathletikvereinen in Deutschland.

#### Radsport
Neben dem Veloclub Ratisbona, der als einer der größten Radsportvereine in Bayern Ausrichter des bekannten Arberradmarathons ist, kümmert sich unter anderem der RSC88 Regensburg seit 1988 um ambitionierte Mountainbiker und Radrennfahrer in Regensburg. 2007 war Regensburg zum zweiten Mal nach 1950 Etappenzielort der Deutschland Tour, des wichtigsten internationalen Radrennens auf deutschem Boden. Seit 2009 gibt es einen weiteren Radsportverein, das Biketeam Regensburg e. V., der ebenfalls knapp 600 Mitglieder zählt. Das Biketeam zeichnet auch für die Welt-Kult-Tour verantwortlich, eine Breitensportveranstaltung, die stets am letzten Wochenende der bayerischen Sommerferien im Radsportkalender zu finden ist. Aktiv ist auch insbesondere eine Mountainbikejugend, die ab 2021 ein eigenes Mountainbikerennen im Rahmen des Jura-MTB-Cups plant.

#### Rugby
Der Rugby Club Regensburg 2000 stieg 2015 in die 2. Rugby-Bundesliga auf. Der Verein veranstaltet jährlich Turniere mit internationaler Beteiligung. Die Frauenmannschaft des RCR 2000 tritt in der Disziplin 7er-Rugby an. 2008/09 wurde der Verein erstmals Bayerischer Meister.

#### Tennis
Die Damenmannschaft des TC Rot-Blau Regensburg spielt seit 2015 als Eckert-Tennis-Team in der 1. Bundesliga. 2016 wurde sie erstmals Deutscher Mannschaftsmeister und konnte den Titel sowohl 2017 als auch 2018 verteidigen. Derzeit gehören unter anderem die Topspielerinnen Julia Görges, Karolína Plíšková oder Angelique Kerber (von September 2016 bis Juli 2017 Weltranglistenerste) zum Kader.

#### Weitere Sportarten
- Der älteste Sportverein in Regensburg ist die Regensburger Turnerschaft, die 1928 aus dem Zusammenschluss des 1861 gegründeten Turnvereins, dem Turnerbund Jahn und dem Männerturnverein hervorging.
- Der Billardclub Regensburg spielt in der Disziplin Dreiband in der 2. Bundesliga.
- Im Schach ist der SC Bavaria Regensburg von 1881 in der 2. Bundesliga Ost,[161] die Schachabteilung der SG Post/Süd Regensburg in der Oberliga Bayern vertreten.[162]
- Der Boule-Club Ratisbonne, beheimatet im Stadtpark, spielt mit seiner ersten Mannschaft in der Pétanque-Bayernliga.[163]
- Der Ringerverein 1. AC Regensburg kämpft in der Bezirksliga Niederbayern/Oberpfalz.
- Die Regensburger Turnerschaft sowie der Tanzclub Blau-Gold Regensburg sind mit ihren Latein- und Standardpaaren bis in den höchsten bundesweiten Klassen (A/S) vertreten.
- Die Orientierungslaufgemeinschaft (OLG) Regensburg gehört zu den drei größten Orientierungslaufvereinen Deutschlands und stellt eine Vielzahl bayerischer Meister, sowie einige Podestplätze deutschlandweit.[164]
- Die Roller-Derby-Mannschaft Rolling Rat Pack im ESV 1927 Regensburg ist nach der Saison 2019 in die 2. Bundesliga aufgestiegen.[165]

#### Inklusion
2021 bewarb sich die Stadt als Host Town für die Gestaltung eines viertägigen Programms für eine internationale Delegation der Special Olympics World Summer Games 2023 in Berlin. 2022 wurde sie als Gastgeberin für Special Olympics Tschechien ausgewählt. Damit wurde sie Teil des größten kommunalen Inklusionsprojekts in der Geschichte der Bundesrepublik mit mehr als 200 Host Towns.

### Freizeit
An der Donau bestehen Badestellen an der Schillerwiese, in Reinhausen und an den Steinstufen in Schwabelweis. Mit dem Hallenbad, dem Wöhrdbad und dem Westbad gibt es darüber hinaus drei Schwimmbäder. Im Sportpark Ost entsteht momentan ein weiteres Hallenbad, das im ersten Halbjahr 2025 eröffnet werden soll.

### Regelmäßige Veranstaltungen
Das Regensburger Kulturleben bietet einige herausragende, regelmäßige Veranstaltungen: zweimal im Jahr – Anfang Mai und Ende August – treffen sich die Regensburger zu ihrem Volksfest, der Regensburger Dult. Das Bürgerfest in der gesamten Altstadt findet alle zwei Jahre an einem langen Wochenende im Sommer statt und zieht weit über 100.000 Besucher an. Ebenfalls im Zweijahresintervall ist Ende März und Anfang April die neuntägige Donauausstellung (DONA) mit vielen Sonderausstellungen zu sehen. Jeweils am zweiten Juliwochenende treffen sich Ritter, Gaukler und Spielleute beim Regensburger Spectaculum, einem Mittelaltermarkt, unter den Bögen der Steinernen Brücke auf der Jahninsel. Jeden Juni findet in Stadtamhof das Oberpfälzer MundArt-Festival statt. Im Dezember folgen die Weihnachtsmärkte, wie der Christkindlmarkt auf dem Neupfarrplatz rund um die Neupfarrkirche oder Weihnachtsmarkt auf Schloss Thurn und Taxis. Seit 1987 findet auf der Jahninsel jedes Jahr im Sommer das Jahninselfest statt – ein mittlerweile oberpfalzweit bekanntes Jugendkulturfest mit Live-Musik, Kleinkunst und Kinderprogramm.
Die größte Regensburger Sportveranstaltung ist der Regensburg-Marathon am Sonntag nach Christi Himmelfahrt. Mit über 1000 Marathon- und über 3000 Halbmarathonfinishern gehört er zu den 20 größten Stadtmarathons in Deutschland. Am zweiten Sonntag im August folgt der Regensburg Triathlon über Kurz- und Jedermann-Distanz. Ebenfalls im August findet seit 2010 der Triathlon „Ironman Regensburg“ über die Langdistanz statt. Der Arberradmarathon führt am letzten Sonntag im Juli mehr als 6000 Teilnehmer auf unterschiedlich anspruchsvollen Strecken von bis zu 250 Kilometer Länge von Regensburg in den Bayerischen Wald und zurück.
Einmal im Jahr findet das Regensburger Uni Salsa Camp statt. Dort treffen jedes Jahr internationale Größen aus der Salsaszene sowie Teilnehmer aus dem kompletten Bundesgebiet ein.
Die Traumfabrik ist ein Showtheater aus Regensburg, das jährlich Bühnenshows im Audimax der Universität Regensburg zeigt, individuelle Showkonzepte für Firmen und Institutionen und seit 1983 ein jährliches Workshop-Festival im Bereich Kunst, Kultur und Bewegung in Regensburg anbietet.
Seit 2003 findet jährlich die donumenta statt.

### Dialekt
Regensburg gehört zum bairischen Sprachraum, der den größten Teil Bayerns (auch Altbayern genannt), aber auch den größten Teil Österreichs und Südtirol umfasst. Die in Regensburg übliche Dialektvariante ist Teil des Mittelbairischen. In einem 2019 veröffentlichten Bericht wird eingeschätzt, dass die Hälfte der 12 Millionen Einwohner Bayerns bairische Dialekte spricht. Mit Bezug auf Dialekte kann Regensburg auf eine reiche Geschichte zurückblicken und hat noch heute eine hohe Sprachkultur. Das weltweit älteste Wörterbuch, das einem Dialekt gewidmet ist, könnte das von Johann Ludwig Prasch sein. Sein 1689 in Regensburg veröffentlichtes Glossarium Bavaricum besteht aus rund 500 Wörtern im Dialekt des Regensburger Bairisch.
Das Regensburger Bauerntheater bringt seit über 90 Jahren bairische Theaterstücke auf die Bühne. Unter Regie von Joseph Berlinger hat das Theaterstück Mei Fähr Lady, in dem es um drei Schüler geht, die einen Bairisch-Crashkurs besuchen, schon über 300 Aufführungen im Turmtheater Regensburg erlebt. Die Rolle des Dialekt-Professors wird gespielt vom Honorarprofessor für Bairische Dialektologie an der Universität Regensburg Ludwig Zehetner.
Manfred Rohm, dessen Pseudonym Sepp Grantelhauer dem bairischen Verb granteln (meckern) entstammt, schreibt eine wöchentliche satirische Kolumne auf Bairisch für die Regensburger Rundschau.

## Wirtschaft und Infrastruktur

### Wirtschaft
Der wirtschaftliche Aufschwung Regensburgs nach dem Zweiten Weltkrieg begann relativ spät. Die Gründung der Universität 1962 und auch das Vorhandensein einer Fachhochschule bildeten die Grundlage für eine sehr dynamische wirtschaftliche Entwicklung, gestärkt durch die Ansiedlung einer Reihe von Großunternehmen. Die Arbeitslosenquote lag im Januar 2008 mit 5,0 % unter dem bayerischen Landesdurchschnitt. So erreicht Regensburg heute die zweithöchste Arbeitsplatzdichte unter allen Großstädten in Deutschland nach Frankfurt am Main mit 760 je 1000 Einwohnern. Die im Verhältnis zu den Hauptwohnsitzen hohe Zahl von 105.142 (Stand: 2012) sozialversicherten Beschäftigten folgt aus den starken Pendlerströmen aus dem Umland und führt zu einem hohen Bruttoinlandsprodukt der Stadt. Das Bruttoinlandsprodukt je Einwohner belief sich 2013 auf 71.576 Euro, was deutschlandweit Platz 5 bedeutet. Im Prognos Zukunftsatlas 2025, der 400 Kreise und kreisfreie Städte in Deutschland nach ihrer Stärke und Dynamik miteinander vergleicht, zählt Regensburg auf Platz 8 zu den acht „Top-Regionen mit Zukunftschancen“. Im Zukunftsatlas des Jahres 2013 erreichte die Stadt Rang 7 und wurde als „dynamischste Stadt“ Deutschlands bewertet, in der die beste Entwicklung der vergangenen zehn Jahre stattfand. Beim Zukunftsatlas 2016 belegte die Stadt Platz 11.
Seit 1903 wird in kleinen Mengen Braunkohle im Tagebau abgebaut.
2005 arbeiteten 75 der abhängig Beschäftigten in der Land- und Forstwirtschaft, 30.387 im verarbeitenden Gewerbe, 2.458 im Baugewerbe, 11.365 im Handel, 4.607 für Verkehr und Nachrichtenübermittlung, 3.220 im Kredit- und Versicherungsgewerbe, 32.844 im Sektor Dienstleistungen und 6.147 in den Verwaltungen der ansässigen Gebietskörperschaften. 1.192 Personen arbeiten in sonstigen Bereichen. Das verarbeitende Gewerbe hat seine Schwerpunkte in Automobilbau und -zulieferung, in der Elektrotechnik, in der Mikroelektronik und im Maschinenbau.
Außerdem ist Regensburg seit 2006 Sitz der Geschäftsstelle des bayerischen Cluster Sensorik. Die vom Amt für Wirtschaftsförderung der Stadt Regensburg initiierte Strategische Partnerschaft Sensorik e. V. ist ein Technologie-Netzwerk mit über 30 Mitgliedern aus dem Bereich Sensorik im Raum Ostbayern.

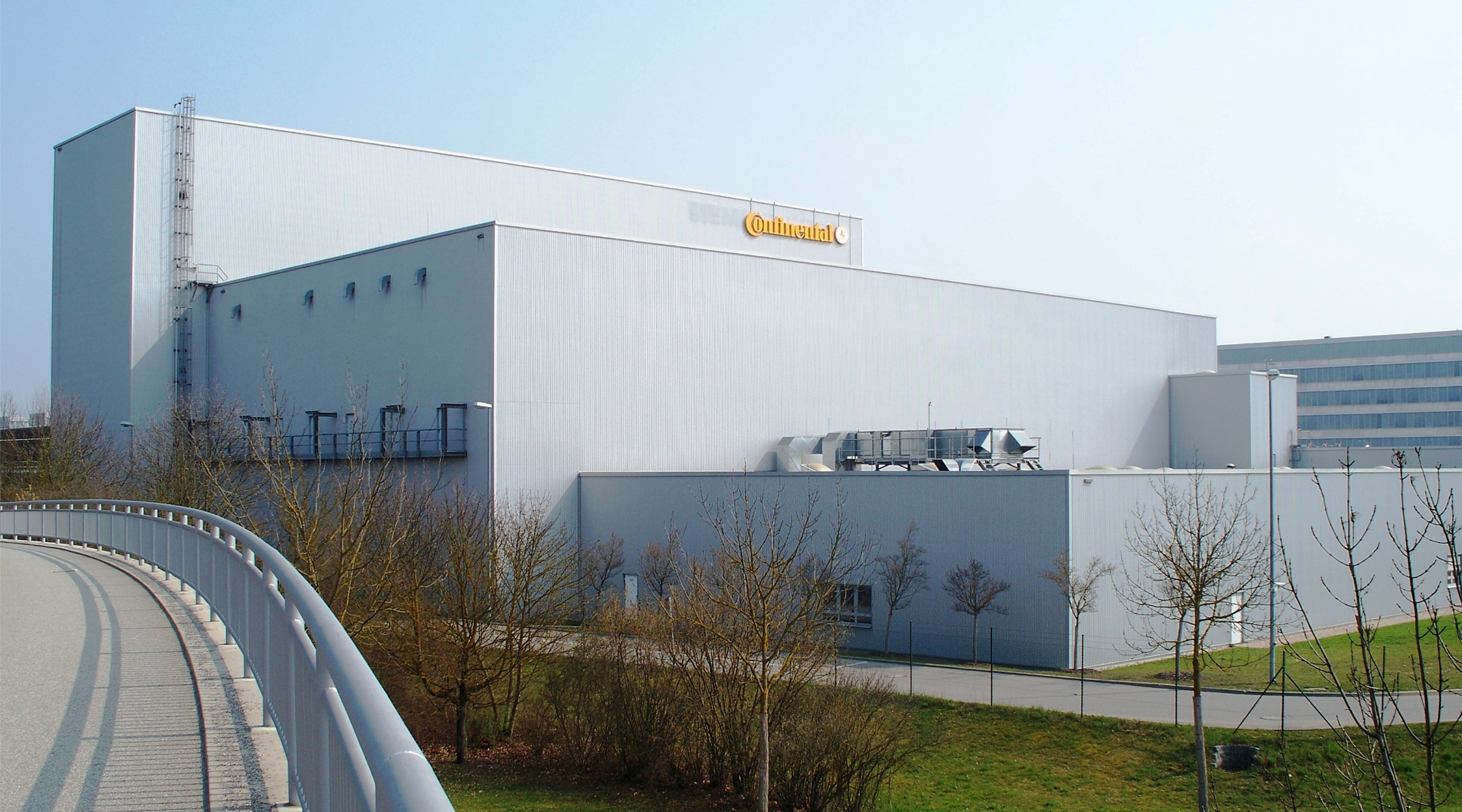
Continental Automotive

Zu den bedeutendsten Firmen der Stadt gehören heute Bayernwerk, BMW, Continental Automotive, Vitesco Technologies, Siemens, Infineon, Ams-Osram, Maschinenfabrik Reinhausen, BSH Hausgeräte, Schneider Electric, die SGB-SMIT Holding, die Deutsche Telekom und Andritz. Nahe in Neutraubling ist die Krones AG.
Außerdem war Regensburg der Standort der ältesten Zuckerfabrik Bayerns; das 1899 gegründete Werk gehörte zur Südzucker AG und wurde Ende 2007 stillgelegt.
Die Ansiedlung von Zukunftsbranchen wird durch die Stadt aktiv gefördert. Im Fokus stehend dabei die Bereiche Energietechnik, Biotechnologie, IT und Sensorik. Einrichtungen wie der Gewerbepark Regensburg, der Energiepark Regensburg, das Technologiezentrum TechBase oder der BioPark mit inzwischen über 40 Biotech-Firmen sind Bestandteile einer wirtschaftlichen Neustrukturierung der Stadt.
Zu Zeiten des New-Economy-Booms wurden hier eine Reihe von Unternehmen gegründet wie ABC Telebuch, dem Vorläufer von Amazon.de; Adori AG, Feedback AG, Offerto.de oder die SPiN AG, womit Regensburg zeitweise eines der Zentren der deutschen Internetwirtschaft war. Einige Unternehmen sind zwischenzeitlich in geografisch günstiger gelegene Regionen in Deutschland übergesiedelt (von Amazon ist zum Beispiel nur ein Teil des Kundensupports verblieben), während andere Unternehmen, wie z. B. Adori oder Feedback, mit dem Absturz des Neuen Marktes untergingen.
Große Flächen für den Einzelhandel entstanden im 1967 errichteten und mehrmals erweiterten Donau-Einkaufszentrum im Nordosten der Stadt. 2002 entstanden am Bahnhof innerstädtisch zusätzlich die Regensburg Arcaden.

### Brauereien
Von der Vielzahl Regensburger Brauereien sind nur die drei Stiftsbrauereien Kneitinger, Bischofshof und die Spitalbrauerei geblieben. 1996 übernahm Paulaner die am Ort befindliche Fürstliche Brauerei Thurn und Taxis Regensburg GmbH. Neben den drei Stiftsbrauereien brauen die Gastwirtschaft „Regensburger Weißbräuhaus“ und das „Brauhaus am Schloss“ für den Eigenbedarf.

### Tourismus
Im Jahr 2017 hatte die Stadt Regensburg 613.991 Ankünfte und 1.085.524 Übernachtungen zu verzeichnen. Seit Mitte der 1990er Jahre ist bei den Touristenzahlen eine starke Zunahme festzustellen, so dass sich der Tourismus für Regensburg mittlerweile zu einem beachtlichen Wirtschaftsfaktor entwickelt hat.

### Immobilienmarkt
Aufgrund der starken Bevölkerungszunahme in den letzten Jahren ist die Immobiliensituation in Regensburg heute durch eine hohe Dynamik gekennzeichnet. So stiegen die Immobilienpreise in jüngster Vergangenheit mit am stärksten innerhalb Deutschlands.

### Verkehr

Regensburg: Übersicht Infrastruktur Verkehr

#### Straßenverkehr
Mit dem Autobahnkreuz Regensburg und dem Regensburger Hauptbahnhof ist die Stadt ein Autobahn- und Eisenbahnknotenpunkt in Ostbayern.
Ein Projekt, das ab den 1980er Jahren im Plan der Stadt zum Ausbau der Verkehrsanbindung aufgeführt war, war der Bau der Ostumgehung, die den Stadtnorden mit dem Stadtosten verbinden sollte. Der ursprünglich für Oktober 2009 geplante Bau konnte erst nach einem Bürgerentscheid im März 2010 begonnen werden. Die Baumaßnahme wurde im November 2014 abgeschlossen und für den Verkehr freigegeben.

#### Fernstraßen
Mit der Reduzierung der Bedeutung der Eisenbahn ging eine Aufwertung der Straßenanbindung einher. Bis in die 1980er Jahre mündeten alle Bundesautobahnen um Regensburg in Bundesstraßen. In der Folgezeit wurde Regensburg stufenweise vollständig an das deutsche Bundesautobahnnetz angeschlossen.
Bundesautobahnen
- : Köln – Frankfurt am Main – Würzburg – Nürnberg – Neumarkt in der Oberpfalz – Regensburg – Passau – ( Wels – Linz)
- : ( Dresden – Chemnitz) – Autobahndreieck Hochfranken – Hof – Weiden – Schwandorf – Regensburg – Wolnzach/Autobahndreieck Holledau; über die  nach München bzw. über die  nach Augsburg und Memmingen.

Bundesstraßen
- : Würzburg – Nürnberg – Neumarkt in der Oberpfalz – Regensburg – Straubing – Passau
- : Hof – Schwandorf – Regensburg – Rosenheim
- : Cham – Roding – Nittenau – Regensburg – Ingolstadt – Füssen
- : (in Bau) Regensburg – Landshut – Wasserburg – Rosenheim

Neben der Steinernen Brücke, die inzwischen für den motorisierten Verkehr gesperrt ist, existieren im Stadtgebiet als überregional bedeutsame Brücken die Nibelungenbrücke, die Donaubrücke Pfaffenstein sowie die Donaubrücke Schwabelweis.
Regensburg liegt an drei touristischen Straßen, der Deutschen Limesstraße, der Straße der Kaiser und Könige sowie der Europäischen Goethe-Straße.

#### Eisenbahn

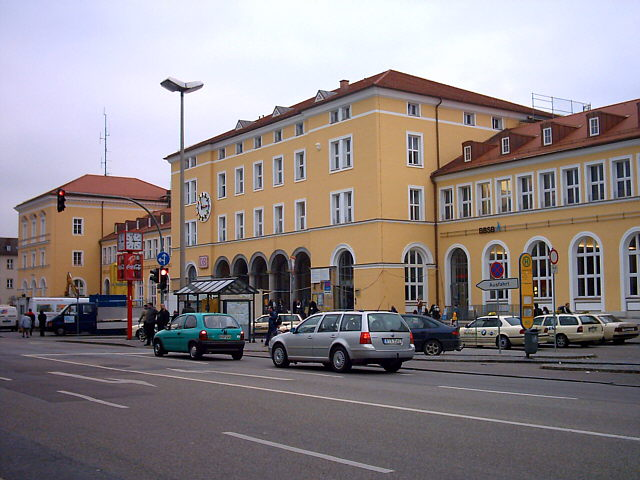
Das Empfangsgebäude des Regensburger Hauptbahnhofs auf der Innenstadt-zugewandten Nordseite (2004)

Von Regensburg aus führen seit 1859 /1873 Bahnstrecken nach Passau, Nürnberg, München, Hof und seit 1874 nach Ingolstadt. Im Fernverkehr wird die Stadt von ICEs der DB auf der Linie (Dortmund –) Frankfurt am Main – Wien sowie EuroNight-Nachtzügen der ÖBB angefahren. Im Schienenpersonennahverkehr bedienen Züge der DB Regio, der Länderbahn (als Oberpfalzbahn und Alex) und von agilis die Stadt. Seit Dezember 2018 besteht über den Erdinger Ringschluss eine Direktverbindung zum Flughafen München.
Zentraler Bahnknoten ist der 1892 fertiggestellte Hauptbahnhof. Daneben existieren aktuell in Burgweinting und Prüfening weitere Haltestellen in der Stadt. Die Haltestelle Walhallastraße soll bis 2026 (ursprünglich geplant für 2017) im Nordosten der Stadt in der Nähe der Donau-Arena neu errichtet werden.[veraltet]
Bis in die 1970er Jahre war Regensburg der Sitz einer Eisenbahndirektion und Schnittpunkt von Fernverkehrszügen. Bis zur Eröffnung des Main-Donau-Kanals 1992 war die Bahnstrecke Nürnberg–Passau diejenige mit dem höchsten Güteraufkommen in Deutschland. Regensburg erfuhr durch den Wegfall der Interzonenzüge und die Einstellung der Interregio-Züge eine Bedeutungsreduzierung. Auf den Strecken Regensburg – Landshut – München, Regensburg – Weiden – Hof und Regensburg – Ingolstadt – Ulm verkehren seitdem nur noch Regionalzüge. Damit ist Regensburg kein Fernverkehrskreuz mehr.
Regionale Bahnstrecken nach Alling, zur Walhalla bzw. nach Wörth an der Donau und nach Falkenstein wurden bereits in der Nachkriegszeit stillgelegt.

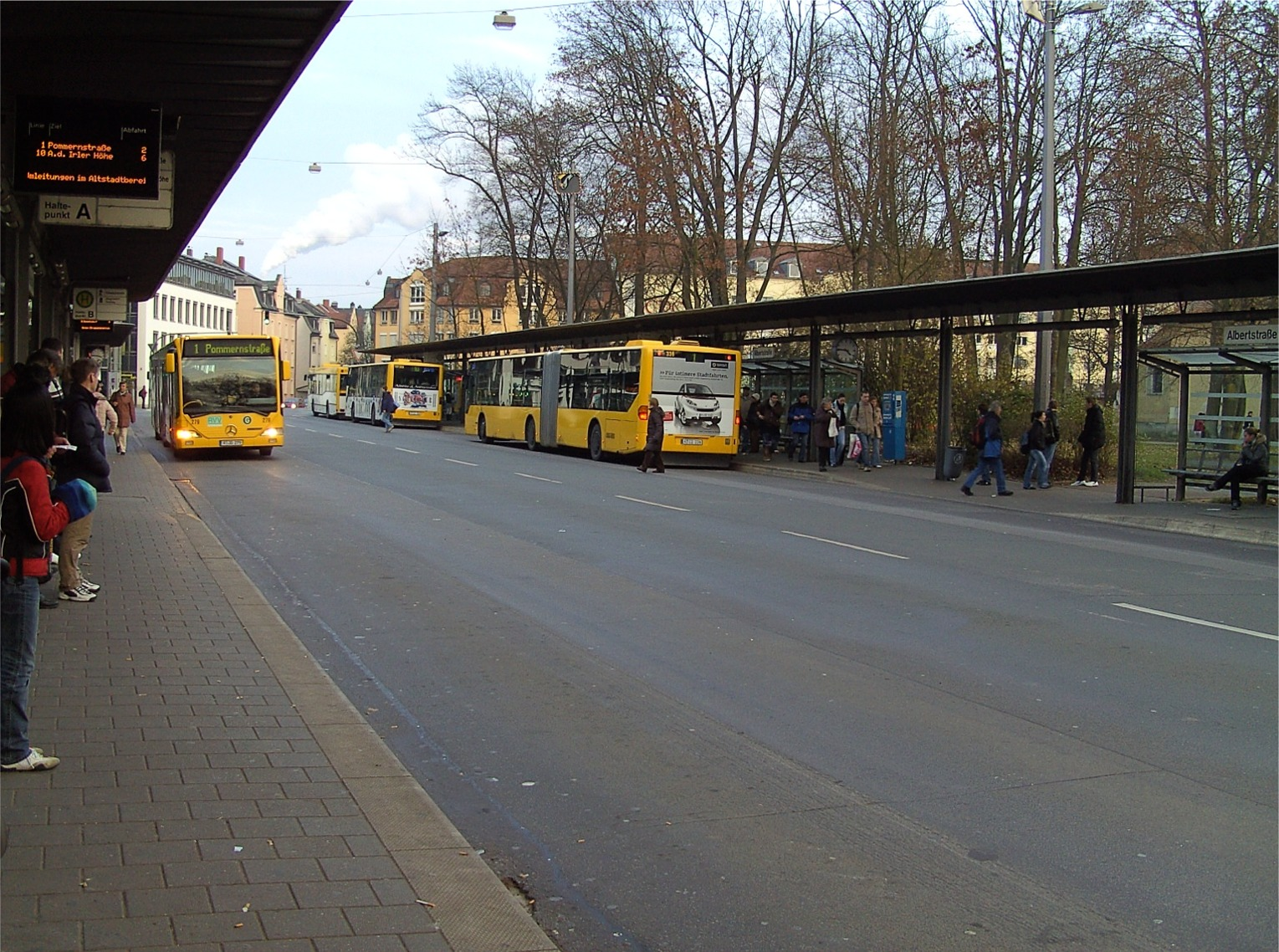
Bustreff Albertstraße, der zentrale Busbahnhof gegenüber vom Hauptbahnhof

#### ÖPNV
Den öffentlichen Personennahverkehr (ÖPNV) versorgen 70 Buslinien der Regensburger Verkehrsbetriebe GmbH (RVB), die dem Regensburger Verkehrsverbund (RVV) angehören.
Zwischen 1903 und 1964 betrieb die Stadt ein Straßenbahnnetz mit vier Linien und 12 km. Ergänzend dazu verkehrte von 1953 bis 1963 der Oberleitungsbus Regensburg. Anfang der 1980er Jahre scheiterte ein Vorhaben zur Untertunnelung des Altstadtabschnittes für die Stadtbusse. Nach jahrelangen Diskussionen liefen seit 2018 konkrete Planungen für den Bau eines Stadtbahnnetzes. Dafür wurden in den Vorjahren bereits Trassen freigehalten und beim Neubau Bauwerke wie die Nibelungenbrücke und die Eiserne Brücke entsprechend ausgelegt. Aufgrund eines Bürgerentscheids 2024 wurden die Planungen allerdings nicht mehr fortgesetzt.

#### Binnenhafen

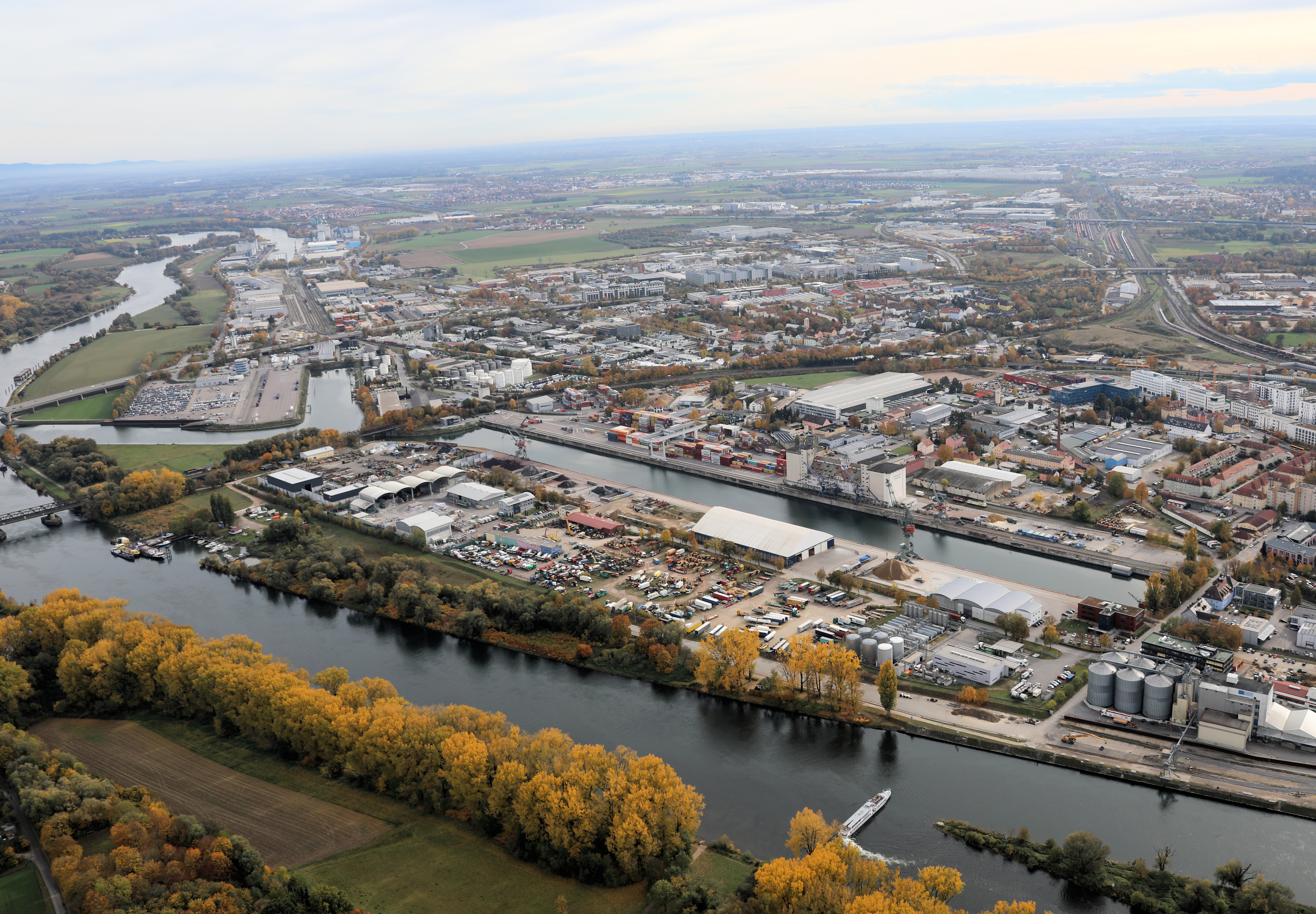
Hafen Regensburg (2023)

Der Hafen Regensburg ist mit einem Güterumschlag im Jahr 2013 von insgesamt 8.002.000 Tonnen (Schiff: 1.645.000 Tonnen) der größte Hafen Bayerns. Der Hafen liegt an der Donau und ist ein wichtiger Umschlagplatz zwischen den Nordseehäfen und Osteuropa. Zur nördlichen Umfahrung der Steinernen Brücke wurde der Regensburger Europakanal errichtet.

#### Fernradwege
Regensburg ist Kreuzungspunkt mehrerer Fernradwege: Der europäische EuroVelo-Fernradweg Flüsseroute EV 6 verbindet Regensburg mit dem Atlantik und dem Schwarzen Meer, der Donauradweg führt von der Donauquelle nach Budapest, der Waldnaabtal-/Naabtal-Radweg von Bärnau nach Regensburg, der Regental-Radweg von Regensburg nach Bayerisch Eisenstein, der Deutsche Limes-Radweg von Bad Hönningen nach Regensburg, der Falkenstein-/Festspiel-/Chambtal-Radweg von Regensburg nach Falkenstein/Cham/Furth im Wald, sowie der 5-Flüsse-Radweg (Donau-Naab-Vils-Pegnitz-Altmühl), ein Rundweg von Regensburg über Amberg, Sulzbach-Rosenberg, Nürnberg, Neumarkt und Kelheim wieder nach Regensburg.

#### Luftfahrt
15 Kilometer nördlich von Regensburg und drei Kilometer nordwestlich von Regenstauf befindet sich der Flugplatz Regensburg-Oberhub. Eingestuft als Verkehrslandeplatz wird er überwiegend zur Ausübung des Luftsports mit Motorflugzeugen, Segelflugzeugen, Ultraleicht-Flugzeugen und Hubschraubern genutzt.
Im Westenviertel der Stadt Regensburg befand sich bis zur Schließung im Jahre 1961 der Flugplatz Regensburg, auch Messerschmittflugplatz genannt.

### Trinkwasserversorgung
Die Gewinnung, Aufbereitung und Verteilung des Trinkwassers wird von der REWAG (Regensburger Energie- und Wasserversorgung) übernommen. Das Trinkwasser für Regensburg wird ausschließlich aus Grundwasser gewonnen. In zwei Wasserwerken werden jährlich 10 Mio. m³ Rohwasser aufbereitet. Das Wasserwerk Sallern  übernimmt 80 % davon, die restlichen 20 % stammen aus dem Wasserwerk Oberer Wöhrd .
Das Wasserwerk Sallern ging 1875 unter Oberbürgermeister Oskar von Stobäus in Betrieb, der auch die Verbesserung der ersten alten Abwasserentsorgung betrieb. Damals wurden 40.000 Einwohner versorgt. Seit 1974 sorgen drei Brunnen für ausreichende Rohwasserbereitstellung. Sie reichen von 60 bis 170 Metern Tiefe in eine Karstschicht des Weißen Jura. Das Wasser wird anschließend vorgechlort, um eventuell vorhandene Keime abzutöten. In einem Aktivkohlefilter wird anschließend das Chlordioxid wieder entfernt. Das Wasserwerk Oberer Wöhrd wurde 1948 in Betrieb genommen.
Nach der Aufbereitung gelangt das Trinkwasser in das 1.100 km lange Leitungsnetz. Hier sind zwölf Wasserspeicher mit einem Gesamtvolumen von ca. 39.000 m³ eingebaut, die Verbrauchsspitzen abdecken und auch der Druckerhaltung im Netz dienen.
Der Brutto-Verbrauchspreis liegt bei netto 1,58 Euro je Kubikmeter.

### Abwasserentsorgung
Die Ableitung und Reinigung des anfallenden Abwassers fällt in den Zuständigkeitsbereich der Stadt Regensburg. 99,9 % der Einwohner sind an die Kanalisation angeschlossen. Das 430 Kilometer lange Mischkanalsystem befördert das Abwasser zum zentralen Klärwerk . Die Anlage hat eine Ausbaugröße von 400.000 Einwohnerwerten. Täglich werden 60.000 m³ Abwasser gereinigt (bei Regen 180.000 m³) und in die Donau abgegeben. Der anfallende Klärschlamm wird verfault, getrocknet und anschließend in Kohlekraftwerken verbrannt (5.000 t jährlich). Das bei der Faulung entstehende Klärgas wird zur Stromerzeugung verwendet. So kann die Anlage inzwischen 90 % ihres Energiebedarfs selbst decken.

### Gesundheitswesen
1992 wurde das Universitätsklinikum in Betrieb genommen. Es bildet den Abschluss des Ausbaus der Universität Regensburg zur Volluniversität, in der alle wesentlichen wissenschaftlichen Studiengänge angeboten werden. Die erste Ausbaustufe umfasste seit den frühen 1980er-Jahren die Zahn-, Mund- und Kieferklinik. Das Klinikum zählt zu den modernsten in Europa. Es hat 3.800 Beschäftigte, etwa 1.500 Studierende der Human- und Zahnmedizin, die höchste Versorgungsstufe vier sowie einen Einzugsbereich von 2,2 Millionen Einwohnern aus den Regierungsbezirken Oberpfalz und Niederbayern. Aktuell verfügt es über 833 Betten und 12 Dialyseplätze. 2013 wurden 125.500 ambulante Behandlungen und 31.500 stationäre Behandlungen bei einer durchschnittlichen Verweildauer von acht Tagen durchgeführt.
Weitere Krankenhäuser, die mit dem Uniklinikum zusammenarbeiten, sind das Krankenhaus St. Josef, das Krankenhaus der Barmherzigen Brüder, die Frauen- und Kinderklinik St. Hedwig sowie die Kinder-Universitätsklinik Ostbayern KUNO. Seit 1852 gibt es am Ort des heutigen Bezirksklinikums in der Universitätsstraße eine Nervenheilanstalt in der Stadt. Sie wurde nach 1965 um eine neurologische und neuroradiologische Abteilung erweitert. Nach 1982 folgte die Erweiterung mit einer forensischen Abteilung, 2017 ergänzt mit einer Klinik für Forensische Jugendpsychiatrie und Psychotherapie.

### Medien
Aus Regensburg berichten mehrere Rundfunkanstalten. Der Bayerische Rundfunk unterhält das Regionalstudio Ostbayern und der regionale Fernsehsender TVA sendet Informationen über die Region Regensburg/Kelheim/Straubing/Cham. Die Radiosender Gong FM, Absolut Radio, Absolut relax, Radio Galaxy und Radio Charivari Regensburg haben ebenfalls ihren Sitz in Regensburg. Die Mittelbayerische Zeitung, die größte Tageszeitung der Region, erscheint in Regensburg. Eine weitere Regensburger Tageszeitung ist die „Donau-Post“, Ableger des Straubinger Tagblatts. Erwähnenswert ist auch die seit 1998 erscheinende „Regensburger Soziale Straßenzeitung und Monatsmagazin Donaustrudl“ mit einer Auflage von etwa 7000 Exemplaren. Seit dem Frühjahr 2008 existiert mit regensburg-digital eine unabhängige Online-Zeitung in Regensburg.

### Wissenschaft und Bildung

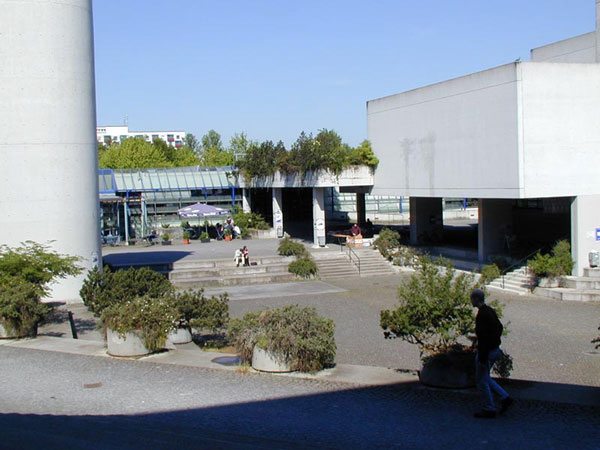
Campus der Universität Regensburg

Regensburg besitzt drei Hochschulen und damit alle Bildungseinrichtungen des ersten und zweiten Bildungsweges. Die 1962 gegründete Universität Regensburg nahm als vierte Universität Bayerns 1967 mit allen wesentlichen Fakultäten den Lehrbetrieb auf. Als ihr akademischer Nukleus fungierte die Philosophisch-theologische Hochschule Regensburg, die damals im Albertus-Magnus-Kloster am Ägidienplatz untergebracht war. Die Ostbayerische Technische Hochschule Regensburg wurde 1971 als Nachfolgerin des Polytechnikums, der Höheren Fachschulen und weiterer Einrichtungen als Fachhochschule gegründet. Die Hochschule für Katholische Kirchenmusik und Musikpädagogik Regensburg erhielt 2001 den Hochschulstatus. Sie ging aus der 1874 gegründeten weltweit ersten katholischen Kirchenmusikschule hervor. Mit insgesamt etwa 32.000 Studierenden (Stand Oktober 2014) besitzt Regensburg eine der höchsten Studierendendichten in Deutschland (ca. 23 %).
Zu den Hochschuleinrichtungen im weiteren Sinne gehören die Forschungs- und Gründerzentren. Im neu erbauten Technologiezentrum TechBase finden Neugründungen der Informationstechnik eine erste Bleibe. Zusammen mit der Fakultät für Informatik der OTH Regensburg fokussieren sich diese Einrichtungen u. a. auf den Schwerpunkt IT-Sicherheit. Auf dem Campus der Universität befindet sich der Biopark. Diese Einrichtung steht Neugründungen im Bereich der Biotechnologie und Life-Sciences zur Verfügung. Hier hat der Bereich Personalisierte Tumortherapie des Fraunhofer-Instituts für Toxikologie und Experimentelle Medizin seinen Sitz, der zunächst als Arbeitsgruppe der Fraunhofer-Gesellschaft (FhG) mit Arbeitsschwerpunkt Tumor- und Alterskrankheiten gegründet worden war. Unter dem Dach des Wissenschaftszentrums Ost- und Südosteuropa Regensburg kooperieren das Leibniz-Institut für Ost- und Südosteuropaforschung, das Institut für Ostrecht, das Hungaricum – Ungarisches Institut und das Forschungszentrum Deutsch in Mittel-, Ost- und Südosteuropa. Im Jahr 2010 wurde das Regensburger Centrum für Interventionelle Immunologie gegründet, das als Leibniz-Institut für Immuntherapie seit 2022 Mitglied der Leibniz-Gemeinschaft ist.
Regensburg hat ferner zahlreiche allgemeinbildende Schulen. Insgesamt gibt es 18 Grundschulen, sechs Hauptschulen, sieben Förderschulen, fünf Realschulen und acht Gymnasien. Zudem verfügt die Stadt über mehrere berufliche Schulen, vier Berufsschulen, zwei Wirtschaftsschulen, eine Fachoberschule und zwei Berufsoberschulen sowie 14 Berufsfachschulen. Hinzu kommen 13 freie Bildungseinrichtungen privater und öffentlicher Träger. Größte Einrichtung dieser Art sind die Eckert-Schulen für Berufsfortbildung. Außerdem gibt es seit 2010 eine Swiss International School in Regensburg.
Im Bereich Erwachsenenbildung ist die Volkshochschule der Stadt Regensburg tätig. Im Regensburger Bibliotheksverbund haben sich über 20 Einrichtungen des Bibliotheks-, Archiv- und Dokumentationswesens aus der Stadt und der Region Regensburg zusammengeschlossen.

### Gerichte, Behörden und Einrichtungen
In Regensburg gibt es ein Amtsgericht, ein Landgericht, ein Arbeitsgericht, ein Verwaltungsgericht, ein Sozialgericht und eine Staatsanwaltschaft. Außerdem befindet sich dort die Justizvollzugsanstalt Regensburg. Darüber hinaus sind in der Stadt das Amt für Ernährung, Landwirtschaft und Forsten Regensburg, das Wasserwirtschaftsamt und das staatliche Bauamt für die Stadt und den Landkreis Regensburg sowie die Landkreise Cham und Neumarkt in der Oberpfalz und die Berufsgenossenschaft der Bauwirtschaft mit ihrem arbeitsmedizinisch-sicherheitstechnischen Dienst vertreten.

### Feuerwehr
Die öffentlichen Feuerwehren der Stadt Regensburg sind dem Amt für Brand- und Katastrophenschutz unterstellt.
In Regensburg befindet sich eine von sieben Bayerischen Berufsfeuerwehren; diese befindet sich in der Greflingerstraße im Osten der Stadt.
Neben der Berufsfeuerwehr gibt es noch die Freiwillige Feuerwehr Regensburg, unterteilt in die Löschzüge Sallern, Wutzlhofen, Keilberg, Weichs, Winzer, Schwabelweiß und Altstadt, sowie die eigenständigen Freiwillige Feuerwehren Burgweinting, Harting, Graß und Oberisling.
Auf der Hauptwache in der Greflingerstraße ist ein Löschzug 24 Stunden am Tag einsatzbereit, zusätzlich werden dort weitere Sonderfahrzeuge vorgehalten. Die Freiwilligen Feuerwehren sind alle mindestens mit einem LF 10 (Ausnahmen Burgweinting LF 20 und Winzer LF-KatS) und einem MTF ausgestattet. Zudem werden an einigen Standorten Sonderfahrzeuge wie etwa ELW 2, TLF 3000, oder VSA vorgehalten.
Das BMW-Werk Regensburg verfügt über eine eigene hauptamtlich besetzte Werkfeuerwehr, welche den Brandschutz auf dem Werksgelände sicherstellt.
Zudem unterhalten einige Betriebe wie Infineon eine Betriebsfeuerwehr.

### Rettungsdienst
In Regensburg beteiligen sich mehrere Hilfsorganisationen an der Notfallrettung. Dazu zählen die Johanniter, das Bayerische Rote Kreuz (BRK), die Malteser und der private RKT Rettungsdienst. Diese vier Organisationen betreiben im Stadtgebiet mehrere Rettungswagen, welche rund um die Uhr einsatzbereit sind. Dafür gibt es insgesamt vier Rettungswachen in Regensburg:
- Johanniter im Norden im Gewerbegebiet Haslbach
- Malteser in der Stadtmitte etwa 500 Meter östlich der historischen Altstadt
- BRK im Osten in der Straubinger Straße
- RKT im Westen an der Autobahnauffahrt Regensburg-Königswiesen

Das BRK hat ein Notarzteinsatzfahrzeug wahlweise am Krankenhaus St. Josef oder am Krankenhaus der Barmherzigen Brüder stationiert, während Johanniter und Malteser vom Universitätsklinikum Regensburg aus Einsätze fahren. Die DRF Luftrettung betreibt am Universitätsklinikum einen Dual-Use Intensivtransporthubschrauber, welcher auch als RTH eingesetzt wird. Der Hubschrauber mit dem Funkrufnamen Christoph Regensburg ist einer von drei Bayerischen RTHs, welche auch in der Nacht fliegen können.

## Persönlichkeiten

### Ehrenbürger

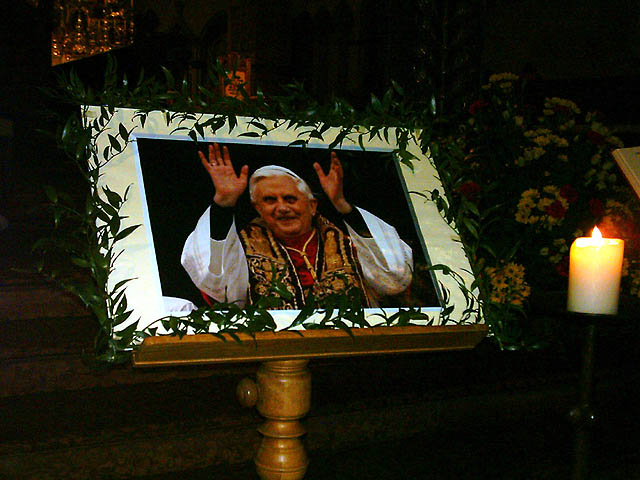
Ehrenbild für Papst Benedikt XVI. im Regensburger Dom

Zu den bekanntesten Ehrenbürgern der Stadt gehören Papst Benedikt XVI., früherer Professor der Universität Regensburg, der frühere bayerische Ministerpräsident Franz Josef Strauß und der in Regensburg geborene frühere Ministerpräsident Alfons Goppel.

### Söhne und Töchter der Stadt
Regensburg ist ferner die Geburtsstadt einiger berühmter Personen ihrer Zeit. Der in Regensburg geborene Don Juan de Austria, ein unehelicher Sohn von Kaiser Karl V. und der Regensburger Bürgertochter Barbara Blomberg, war Führer der Flotte der heiligen Liga in der siegreichen Seeschlacht über die Osmanen bei Lepanto (1571).

### In Regensburg wirkende Persönlichkeiten

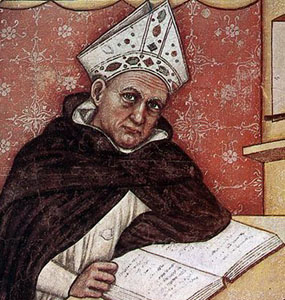
Albertus Magnus

Der Gelehrte und später heiliggesprochene Albertus Magnus war von 1260 bis 1262 Bischof von Regensburg.
Vor Ort wirkte der 1534 in Regensburg verstorbene Chronist Johannes Aventinus.
1630 starb in Regensburg Johannes Kepler, Mathematiker und Astronom.

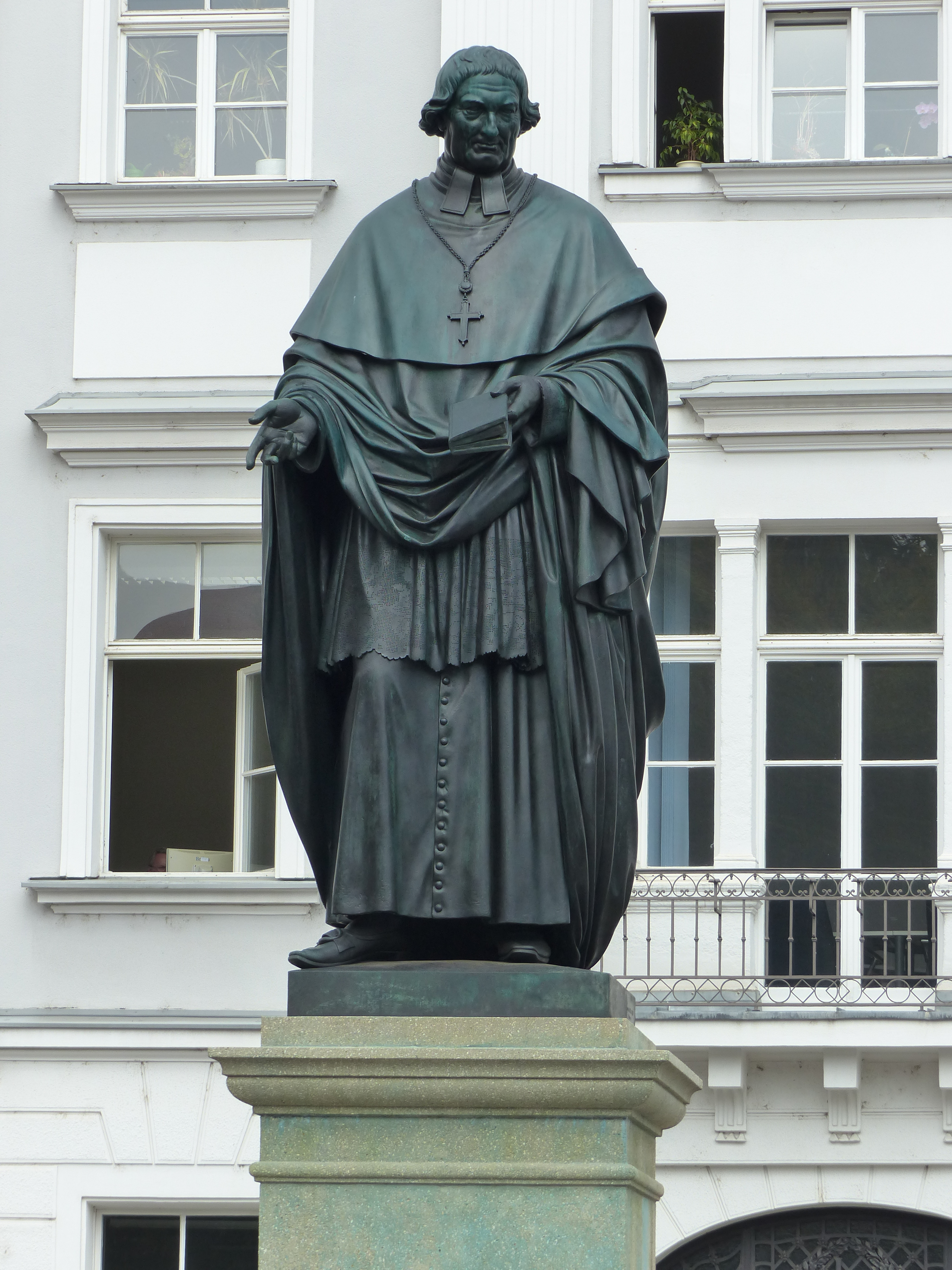
Johann Michael Sailer

Der katholische Theologe Johann Michael Sailer (1751–1832) war von 1829 bis zu seinem Tod hier Bischof.

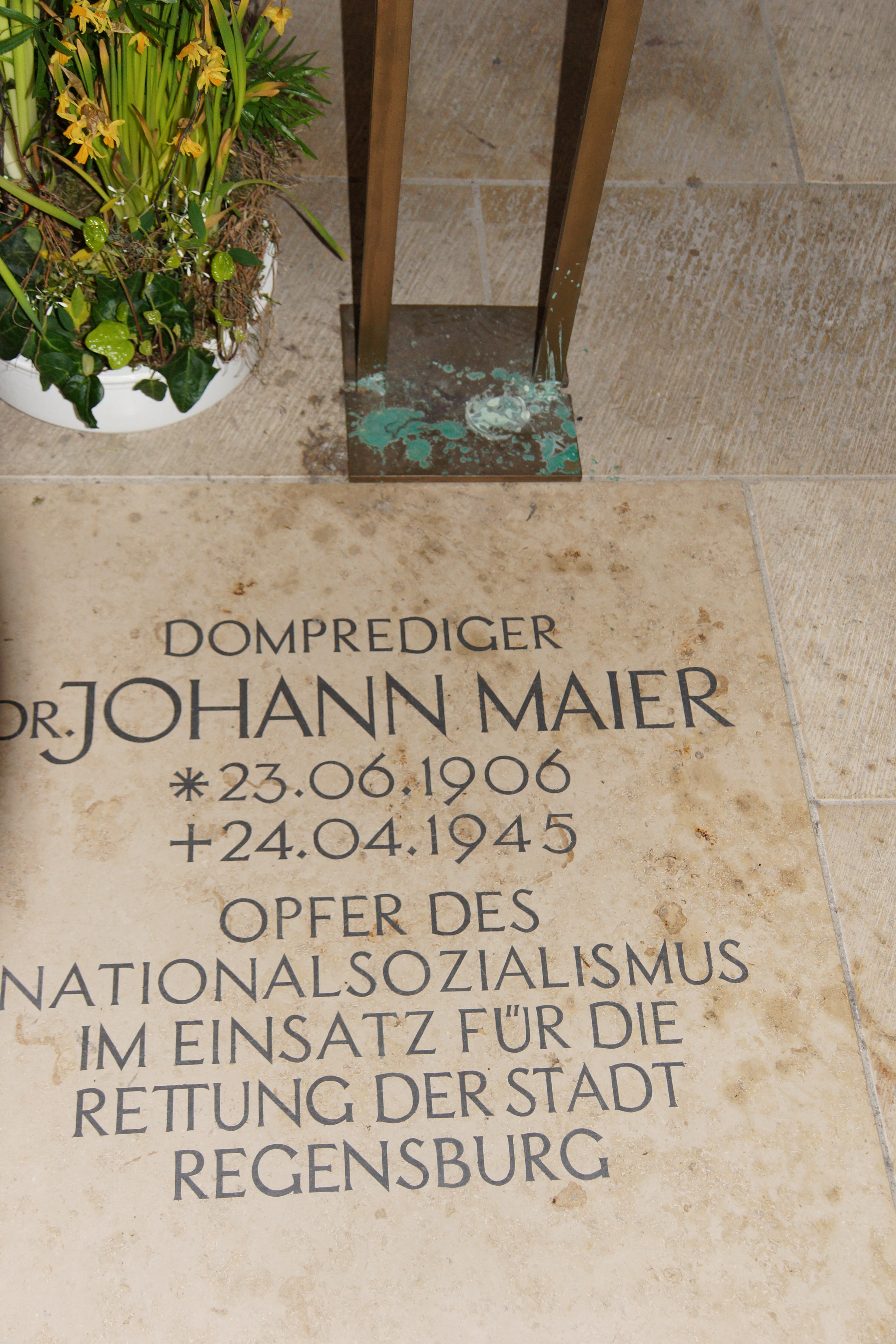
Das Grab von Johann Maier im Regensburger Dom

Johann Maier, katholischer Prediger am Regensburger Dom, forderte Ende April 1945 eine friedliche Übergabe der Stadt an die anrückende amerikanische Armee und wurde daraufhin zum Tode verurteilt.
Zwischen 1945 und 1950 lebte in Regensburg der sudetendeutsche Industrielle Oskar Schindler, der während des Zweiten Weltkrieges über 1200 Juden vor der drohenden Vernichtung im KZ Auschwitz rettete.
Joseph Ratzinger nahm 1969 den Ruf an die Universität Regensburg an und lehrte dort Dogmatik. Im Jahr 1977 wurde er zum Erzbischof ernannt. Auch nach seiner Wahl zum Papst blieb er Honorarprofessor in Regensburg.

## Sonstiges
- Das 1867 erstmals erschienene Regensburger Kochbuch erlebte nahezu 100 Auflagen.
- Der Hauptgürtelasteroid (927) Ratisbona wurde nach dem lateinischen Namen der Stadt benannt.
- 2009 wurde Tennessee Eisenberg bei einem Polizeieinsatz in Regensburg erschossen.
- Das Lied Als wir jüngst in Regensburg waren hat trotz seines Titels mit Regensburg nur am Rande zu tun.
- Regensburg ist die Single-Hauptstadt Deutschlands. Der Anteil der Einpersonenhaushalte lag 2022 in der Stadt bei 52,7 %, damit deutlich über dem bundesweiten Anteil von 40,9 %.[203]

## Bildergalerie

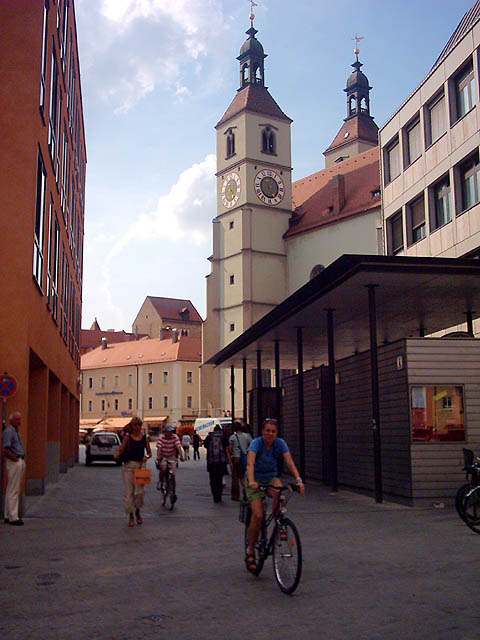
Die evangelische Neupfarrkirche
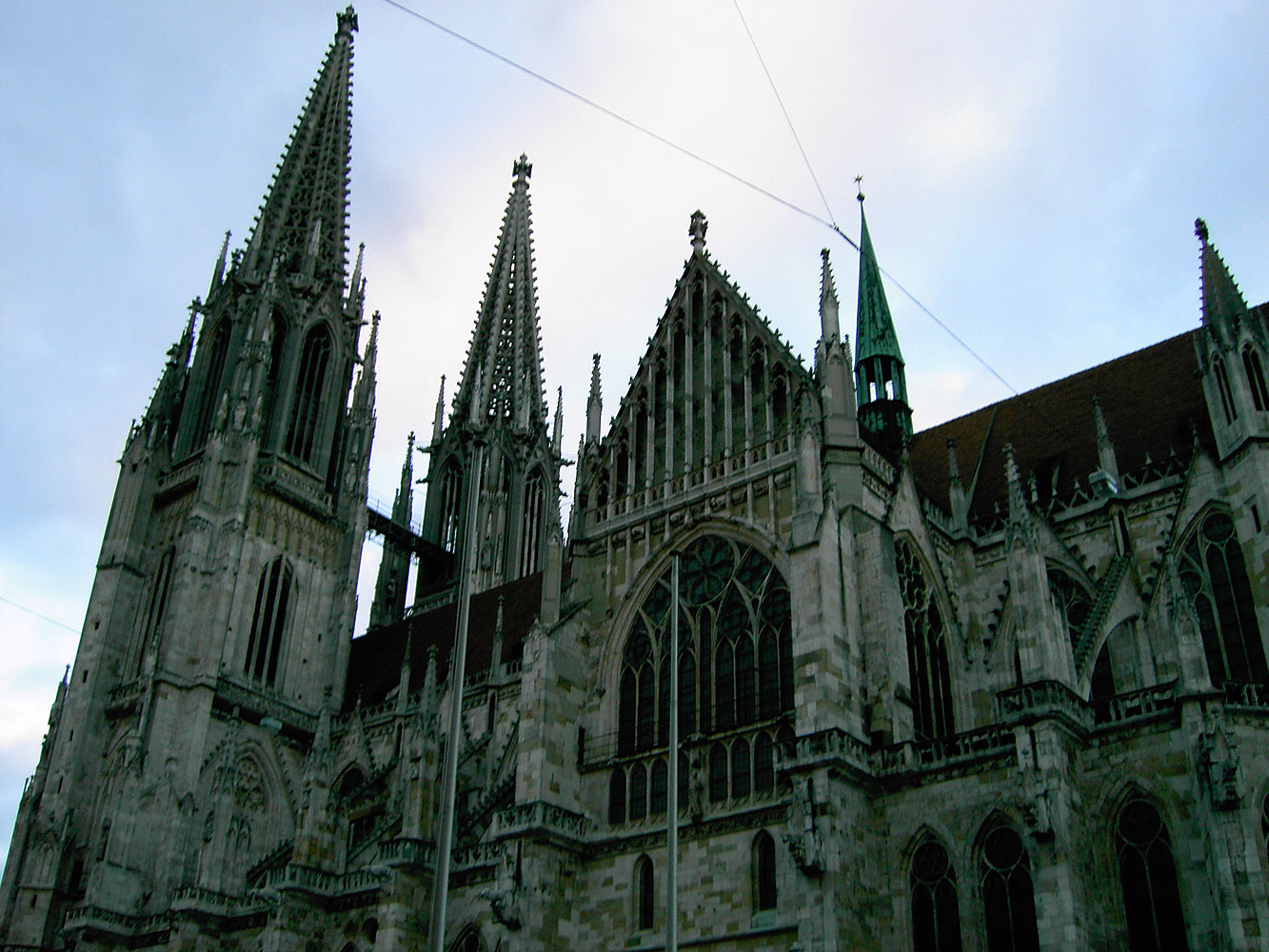
Dom St. Peter, Südseite
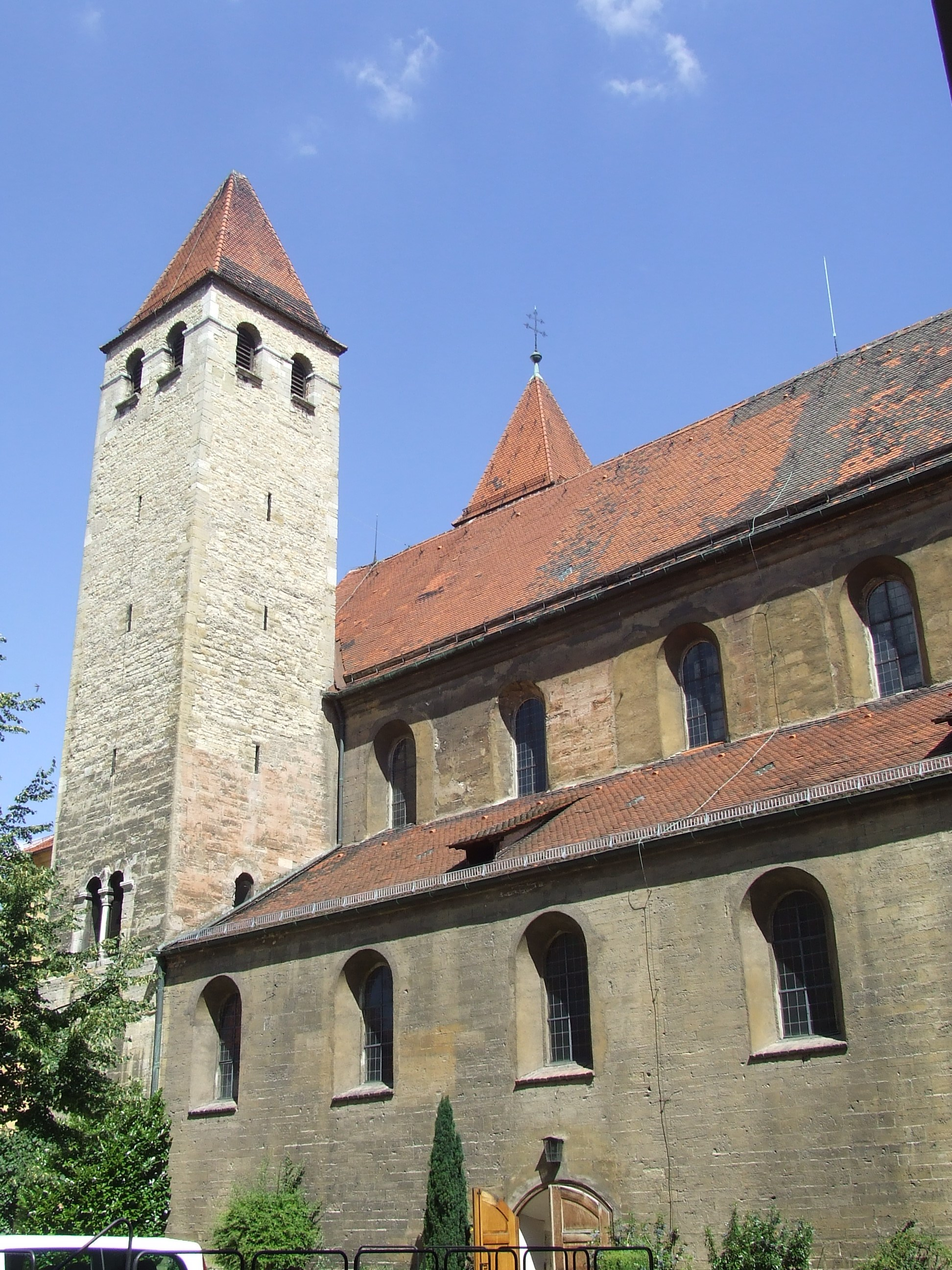
Niedermünsterkirche
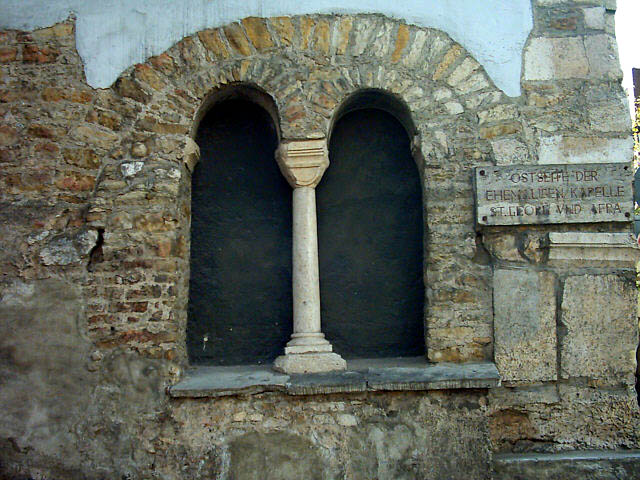
Die Überreste der romanischen Kapelle St. Georg und Afra
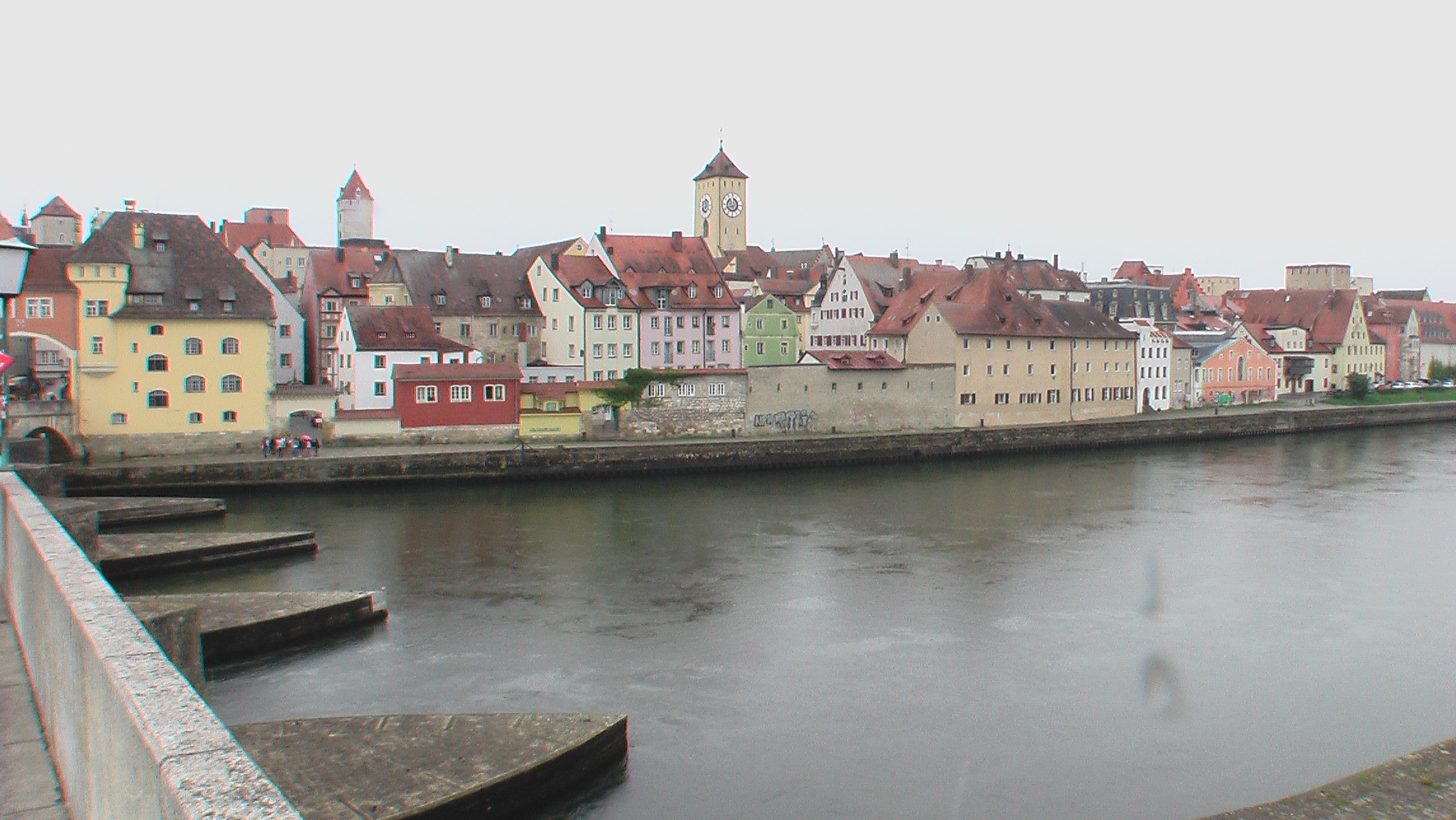
Die Donau westlich der Steinernen Brücke
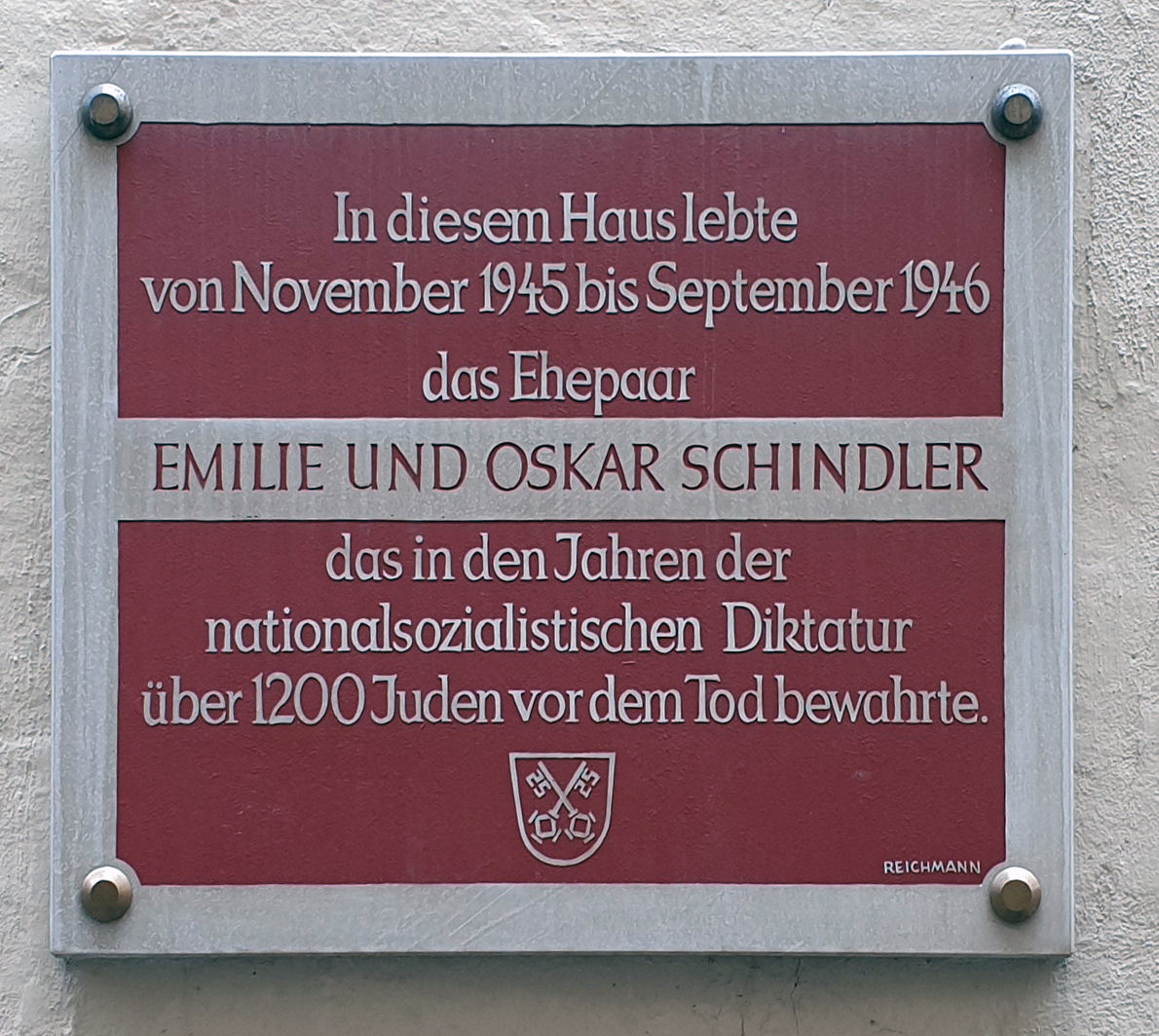
Gedenktafel, Emilie und Oskar Schindler, Watmarkt 5a

## Filmografie
– chronologisch –
- Die Regensburger Donauinseln. Dokumentarfilm, BR Deutschland, 1986, 43:30 Min., Buch und Regie: Dieter Wieland, Reihe: Topographie: Bauen und Bewahren, Produktion: Bayerischer Rundfunk.
- Bilderbuch Deutschland. An der Donau – Zwischen Weltenburg und Regensburg. Dokumentarfilm, Deutschland, 1999, 43:30 Min., Buch und Regie: Gertraud Dinzinger, Produktion: BR, Erstsendung: 18. April 1999 in Das Erste, Inhaltsangabe von fernsehserien.de.
- Bilderbuch Deutschland. Regensburg – Junges Leben in alten Mauern. Dokumentarfilm, Deutschland, 2003, 43:30 Min., Buch und Regie: Norbert Göttler, Produktion: BR, Erstsendung: 6. Juli 2003 in Das Erste, Inhaltsangabe von fernsehserien.de.
- Kommissarin Lucas war eine Kriminalfilm-Serie im ZDF-Samstagskrimi mit Ulrike Kriener und Anke Engelke. Von 2003 bis 2020 spielten 30 Folgen zu je 90 Minuten in Regensburg.
- Zwei zum Fressen gern. Filmkomödie, Deutschland, 2006, 90 Min., Produktion: Dreamtool Entertainment, German Film Productions, Erstsendung: 23. März 2006 bei ProSieben, mit Christian Tramitz in der Hauptrolle, spielt ebenfalls in Regensburg.
- Als Gott schlief. Die Juden von Regensburg. Fernseh-Reportage, Deutschland, 2006, 14:20 Min., Buch und Regie: Thomas Euting, Produktion: ZDF, über den Regensburger Rabbiner Dannyel Morag.
- Das Bayerische Jahrtausend, Folge 3: 13. Jahrhundert: Regensburg. Dokumentation mit Spielszenen, 2011, 43:46 Min., Sprecher und Moderator: Udo Wachtveitl, Buch und Idee: Christian Lappe, Regie: Johannes von Kalckreuth, Lisa Reisch, Produktion: BR, Internet-Video von ARD.
- Im Sommer und Herbst 2010 diente Regensburg als Kulisse für Dreharbeiten zur Kinokomödie Eine ganz heiße Nummer.
- Zu Gast in Regensburg. Kulinarische Reportage, Österreich, 2011, 25:00 Min., Buch: Linda Hörr-Peschl und Wolfgang Peschl, Regie: Wolfgang Peschl, Produktion: Laufbildgesellschaft, ServusTV, Reihe: Wohl bekomm’s – kulinarische Ausflüge, Internet-Video von ServusTV.
- Im August und September 2012 wurde Regensburg erneut zur teilweisen Kulisse des Historienfilms Der Teufelsgeiger mit dem Violinisten David Garrett in der Hauptrolle als der Geigenvirtuose Niccolò Paganini.
- Gernstl in Regensburg. Reisereportage, Deutschland, 2011, 60 Min., Buch und Regie: Franz X. Gernstl, Produktion: megaherz, BR, Reihe: Gernstl unterwegs, Sendung: 9. September 2012 bei ARD alpha, Inhaltsangabe von ARD, Internet-Video (Auszug) von ARD.
- Regensburg 3D. Stadtporträt in 3D, Deutschland, 2012, 42 Min., Produktion: Daniel Schellhorn (media21), Besprechung: [204].
- Wildes Regensburg. Tiergeschichten aus der alten Stadt. Dokumentarfilm, Deutschland, 2014, 43:33 Min., Buch und Regie: Marion Pöllmann, Produktion: Bayerischer Rundfunk, Reihe: natur exclusiv, Erstsendung: 4. Oktober 2014 im Bayerischen Fernsehen, Inhaltsangabe von BR.
- Schöne Oberpfalz (4) – Regensburg und das Regensburger Land. Dokumentarfilm, Deutschland, 2014, 43:30 Min., Buch und Regie: Michael Zehetmair, Produktion: BR, Reihe: Schöne Oberpfalz, Erstsendung: 6. Januar 2015 bei BR Fernsehen, Inhaltsangabe von ARD.
- Geschichten aus der Oberpfalz: In Regensburg und dem Regensburger Land. Dokumentarfilm, Deutschland, 2015, 29:55 Min., Buch und Regie: Michael Zehetmair, Produktion: BR, Reihe: Geschichten aus der Oberpfalz, Erstsendung: 26. Januar 2018 bei BR Fernsehen, Inhaltsangabe von ARD, Internet-Video von ARD.